# Magyarország szitakötőfajainak listája
A világon élő összes szitakötőfaj közül Magyarországon 90 található meg.

## Egyenlő szárnyú szitakötők(Zygoptera)alrendje

### Fátyolkaszitakötők(Calopterygoidea)öregcsaládja

#### Színes szárnyú szitakötők(Calopterygidae)családja

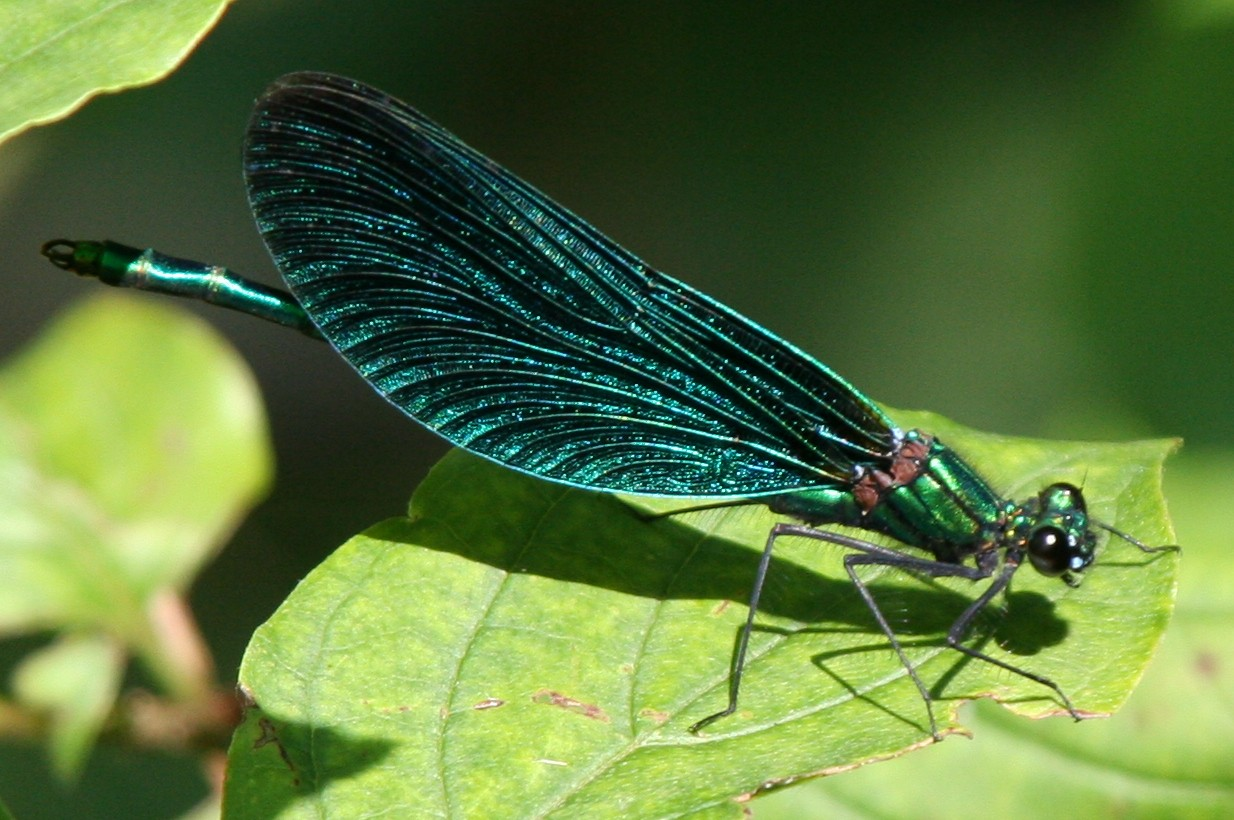
Kisasszony-szitakötő (Calopteryx virgo) - hím
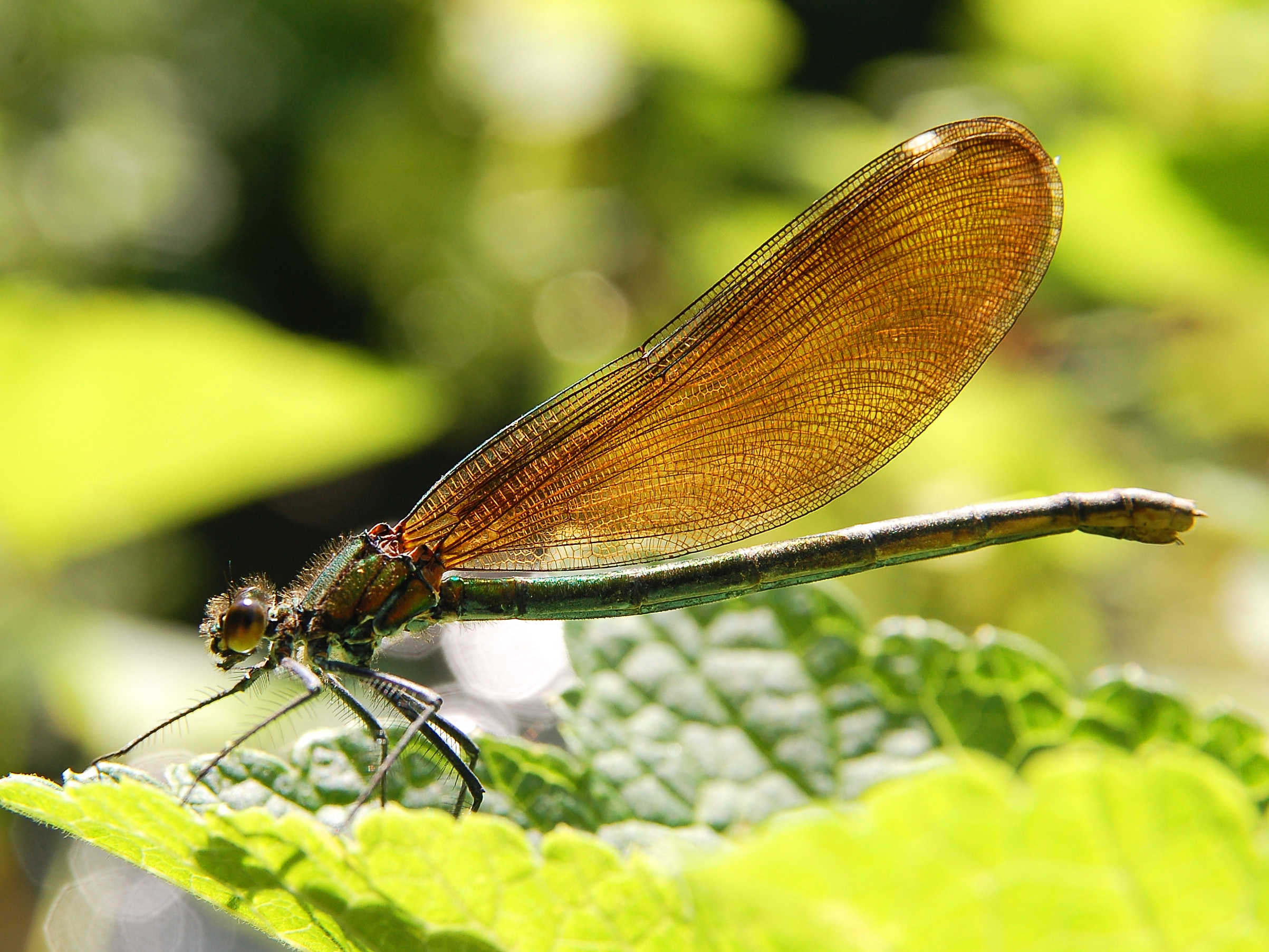
- nőstény
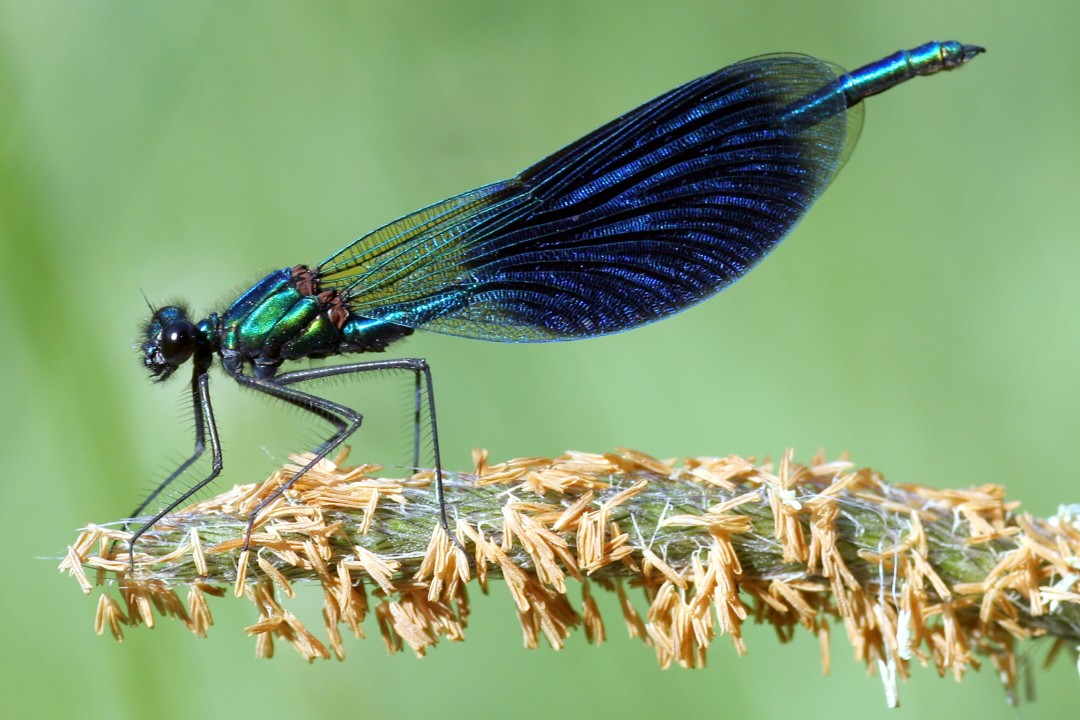
Sávos szitakötő (Calopteryx splendens) - hím
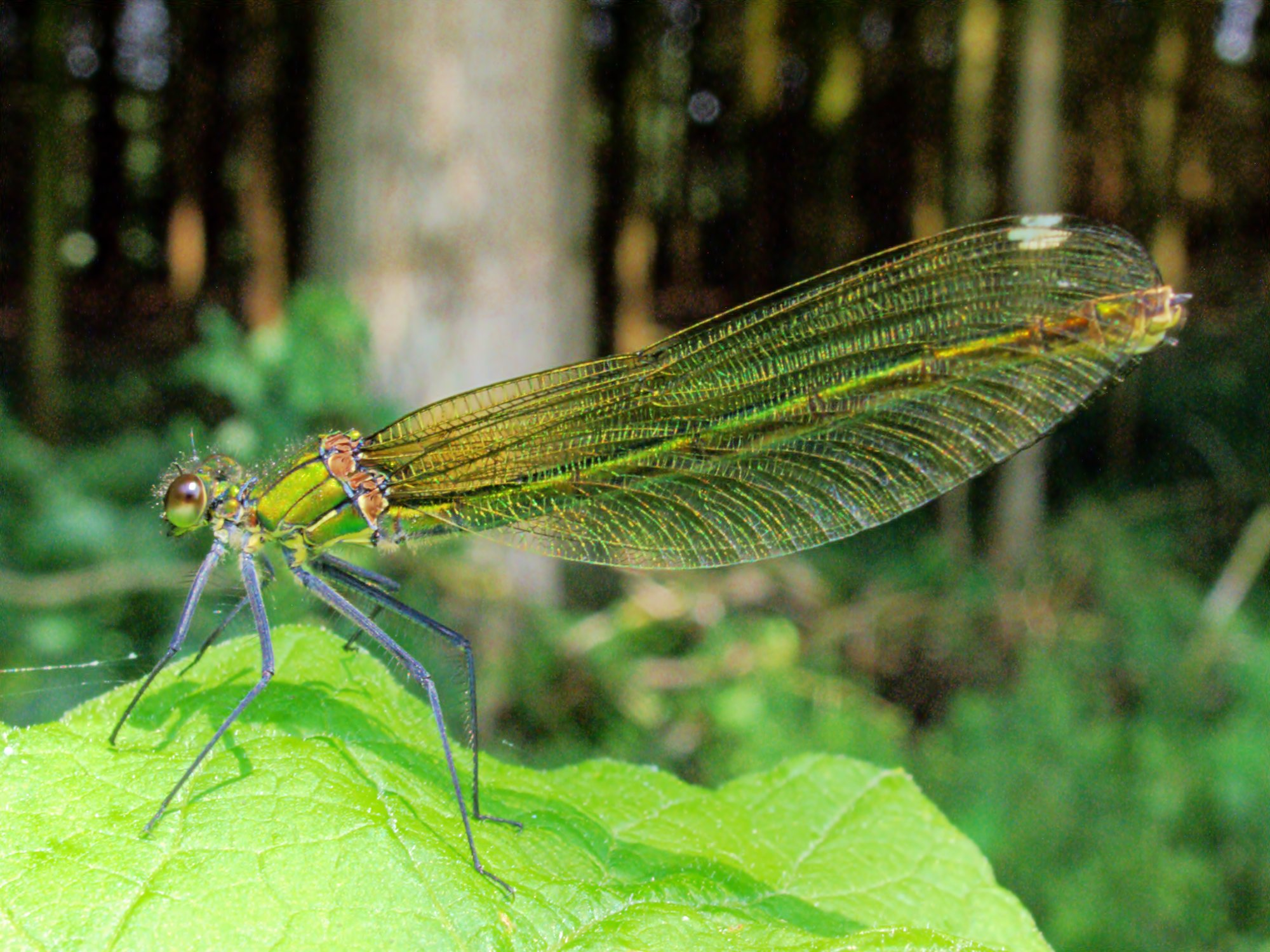
- nőstény

### Lestoideaöregcsaládja

#### Rabló szitakötők(Lestidae)családja

##### Lestinaealcsaládja

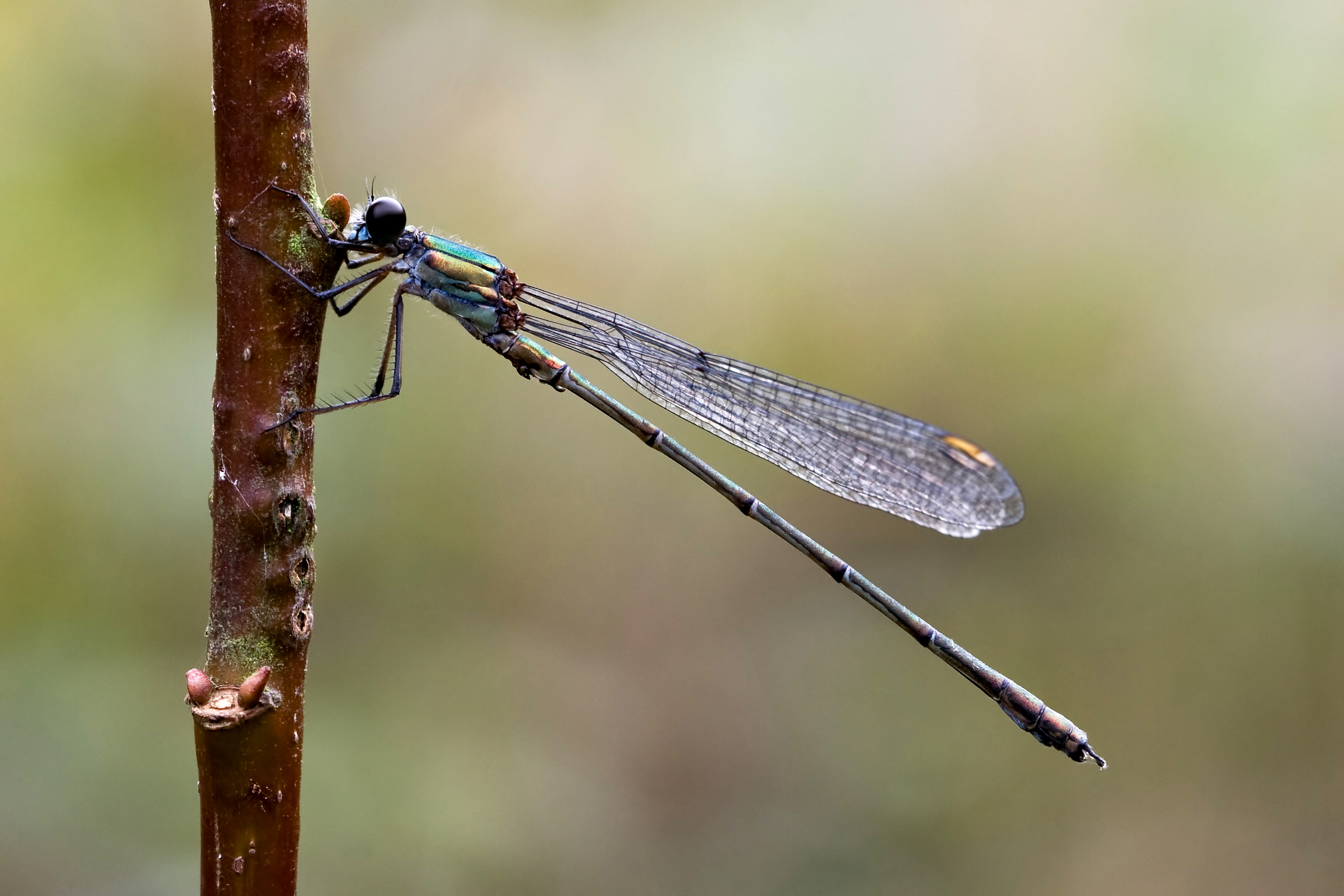
Zöld rabló (Lestes viridis) - hím
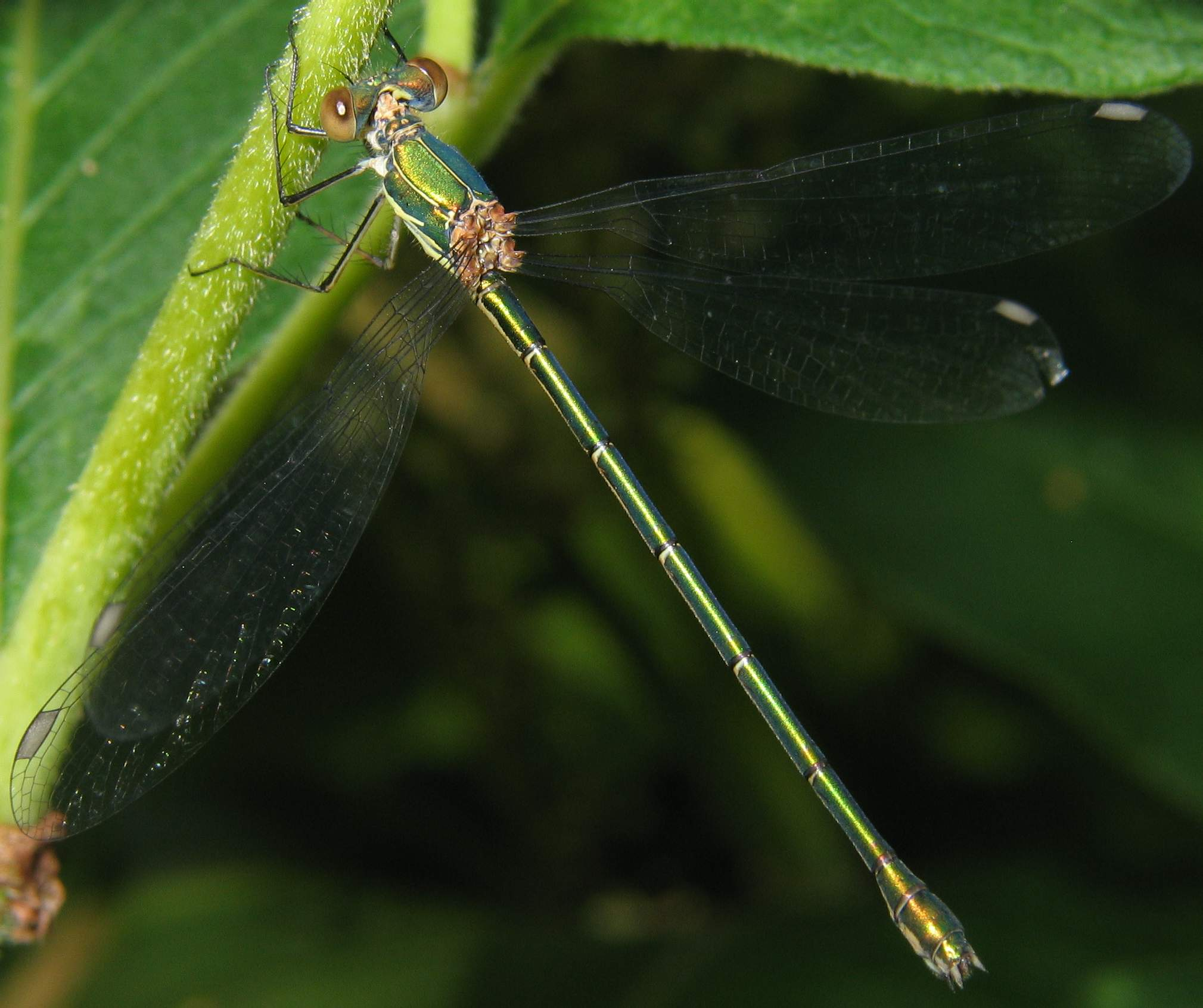
- nőstény
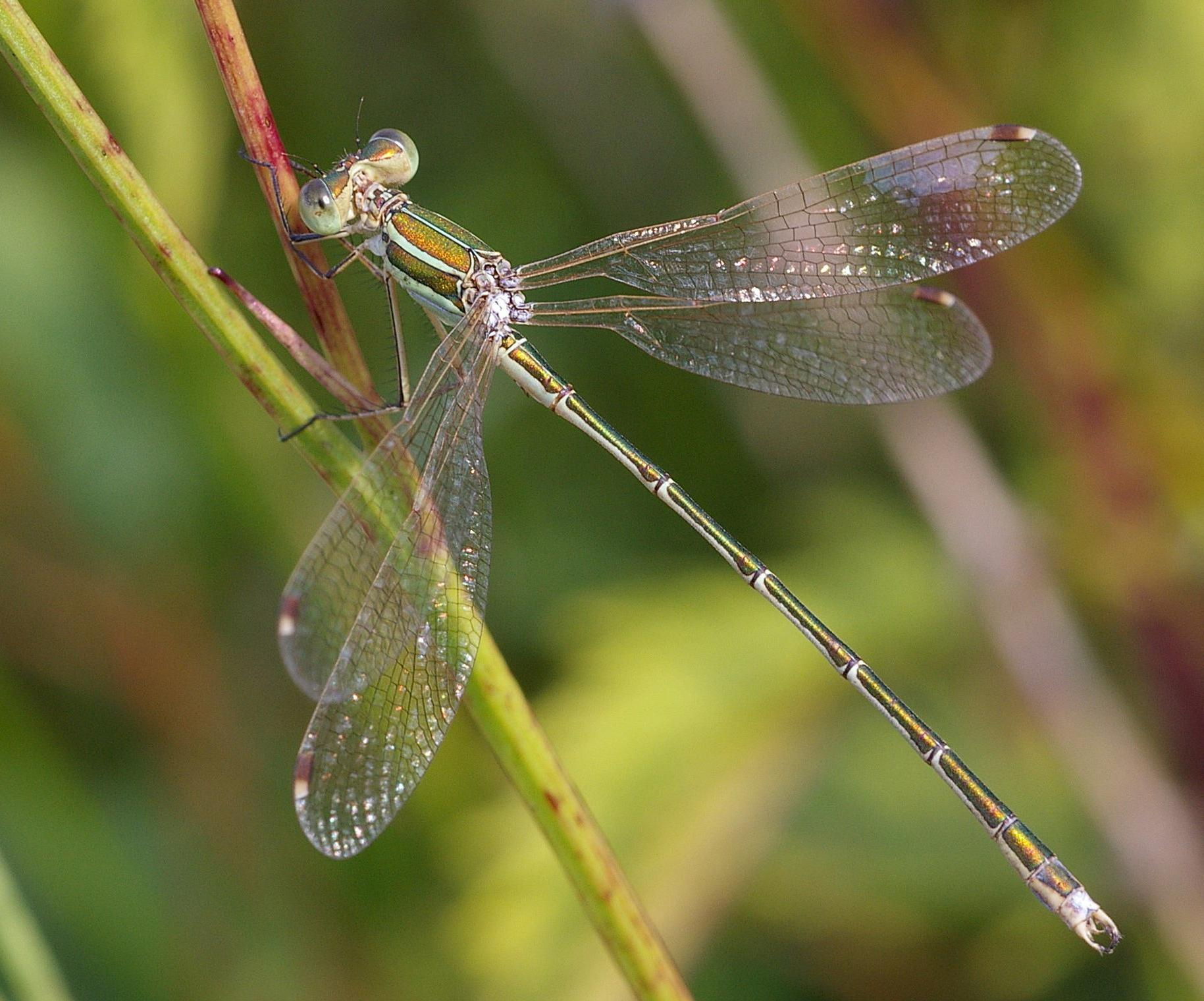
Foltosszárnyjegyű rabló (Lestes barbarus) - hím
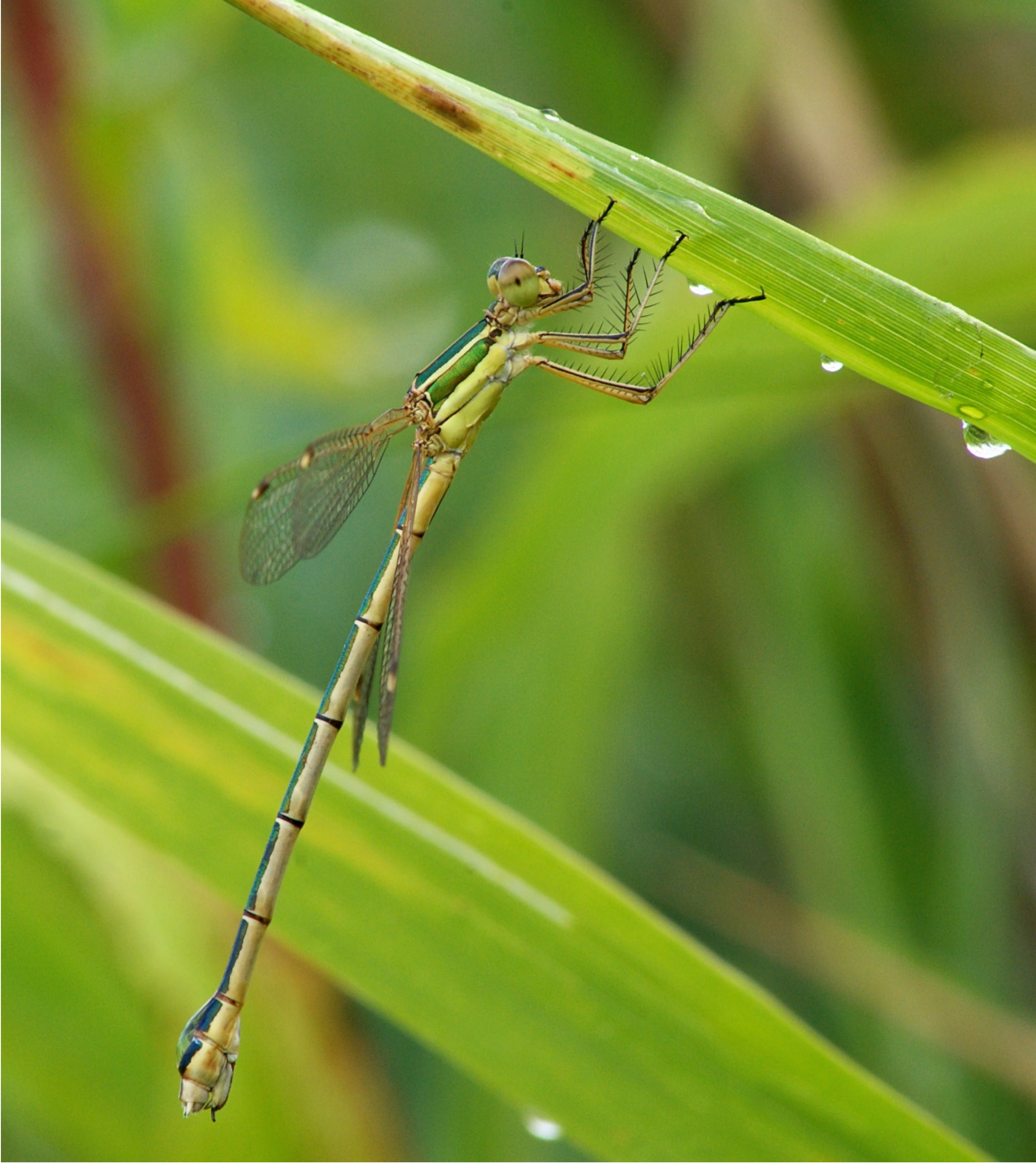
- nőstény
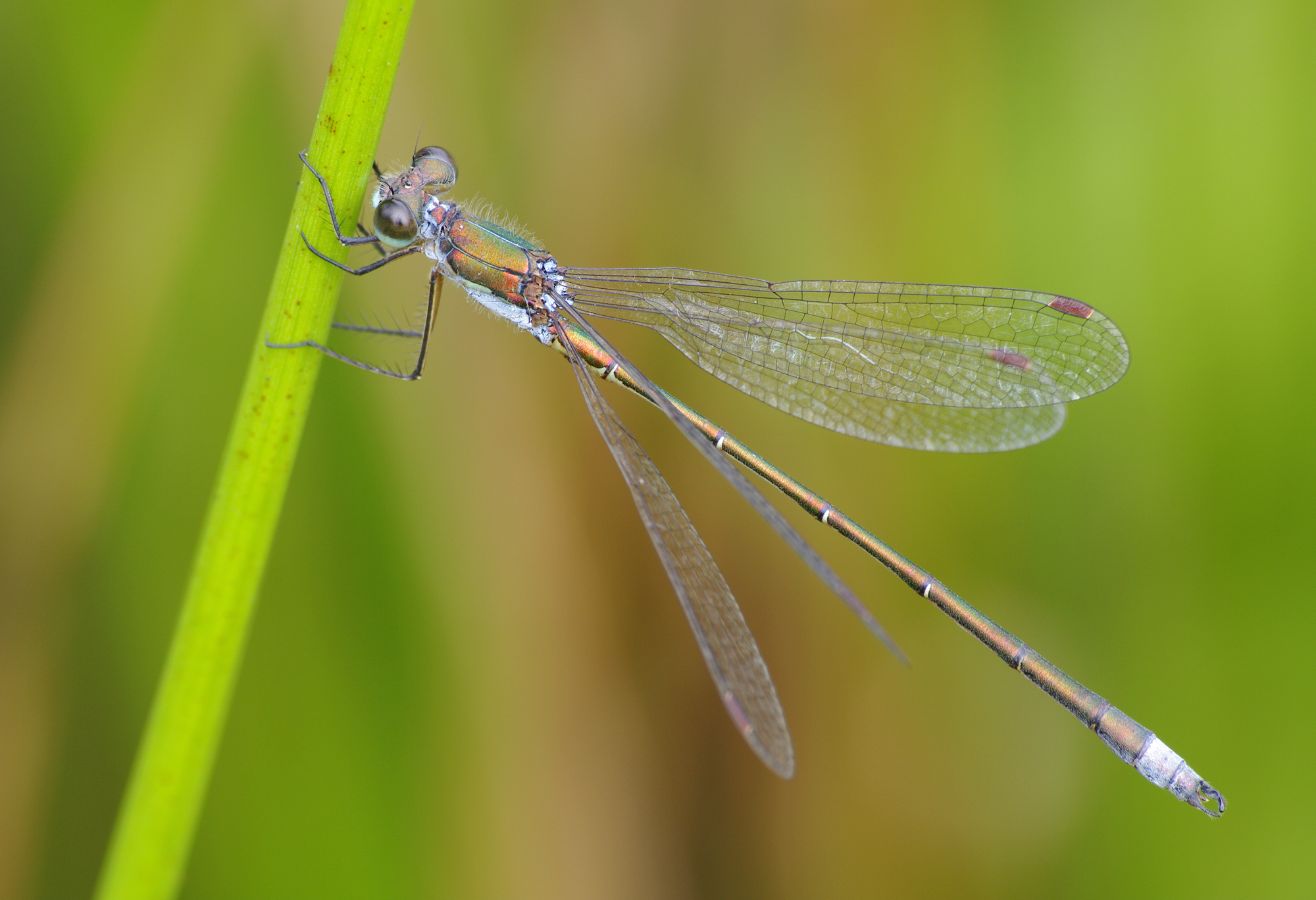
Tavi rabló (Lestes virens vestalis) hím
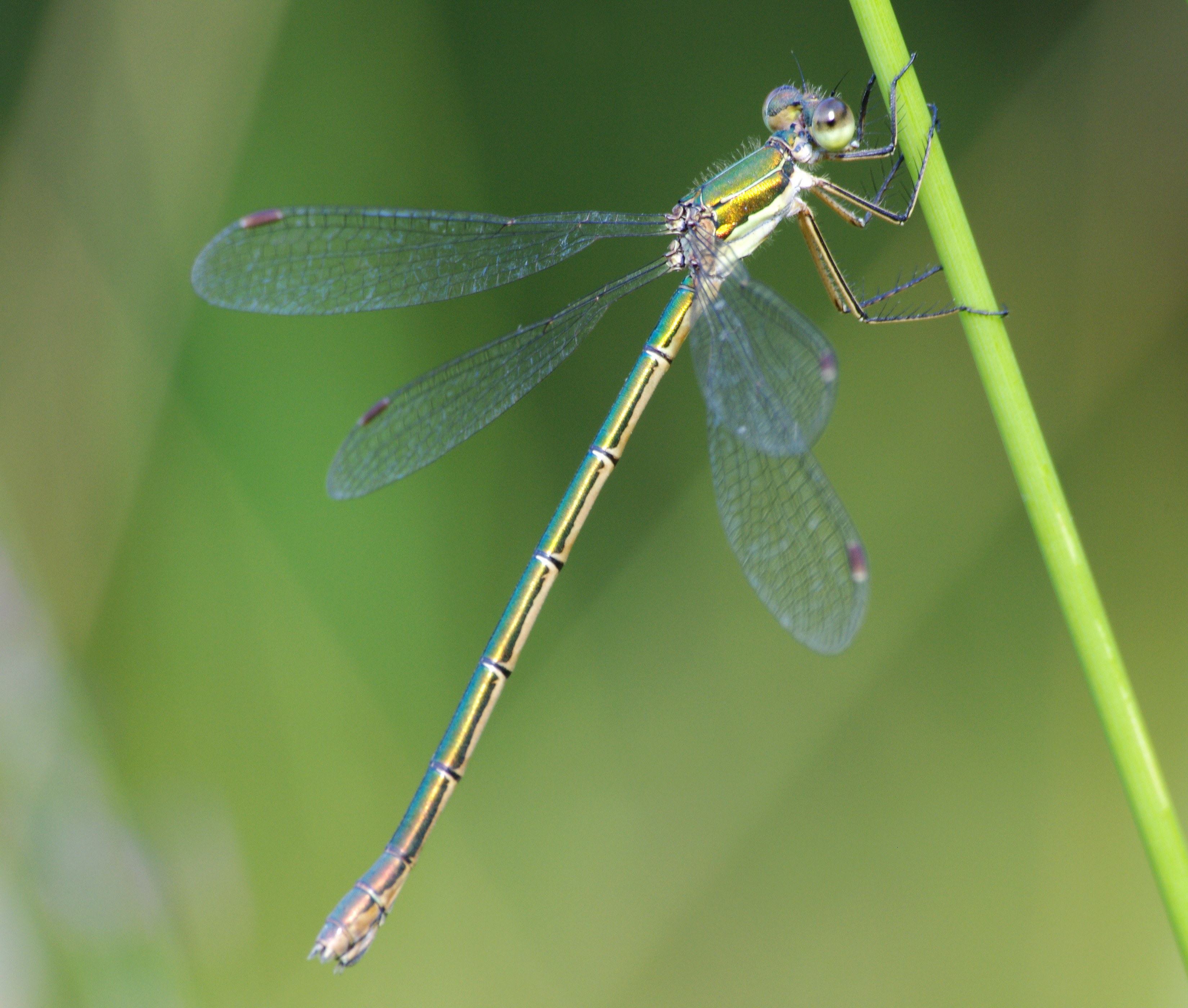
nőstény
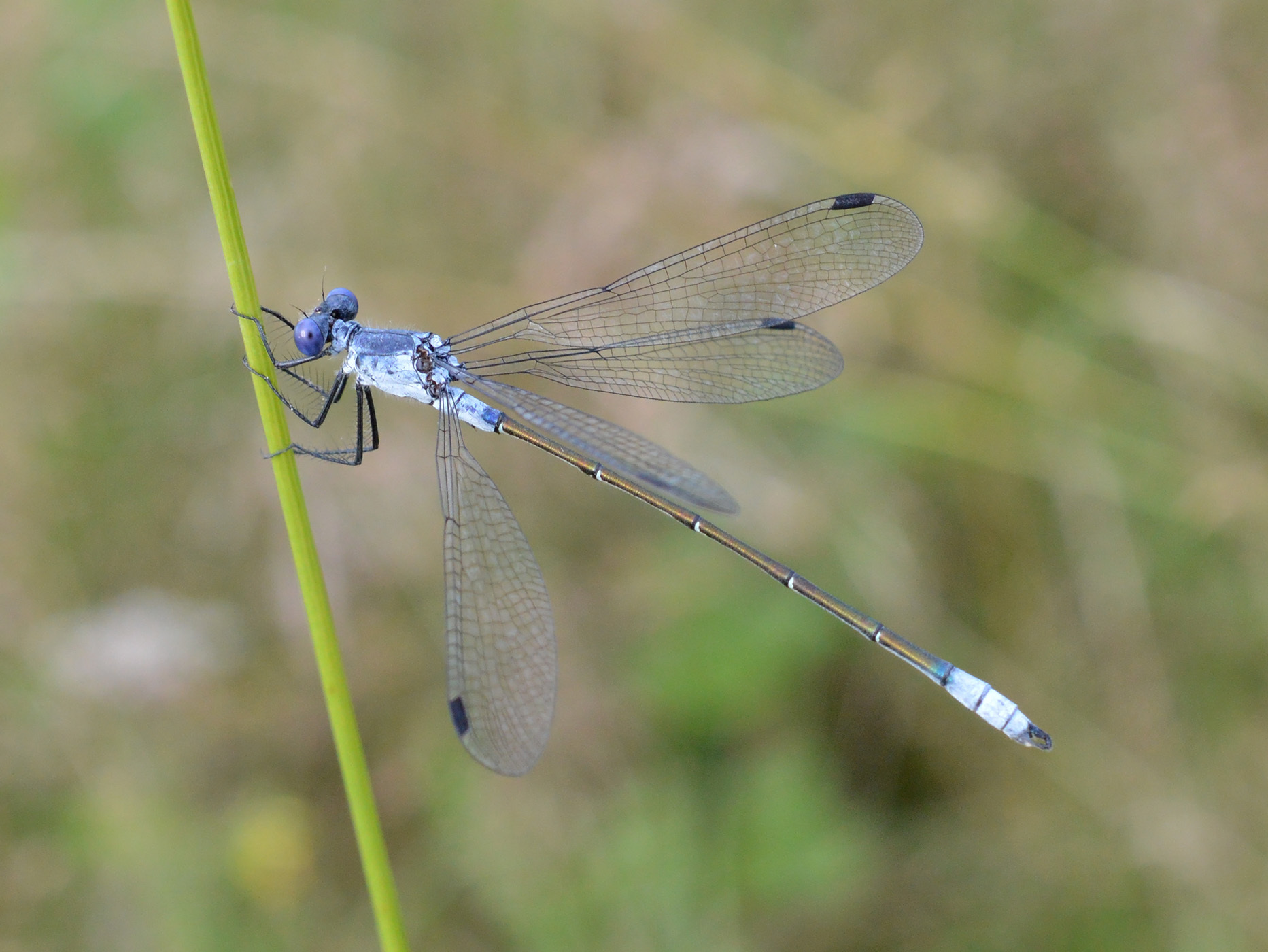
Nagy foltosrabló (Lestes macrostigma)
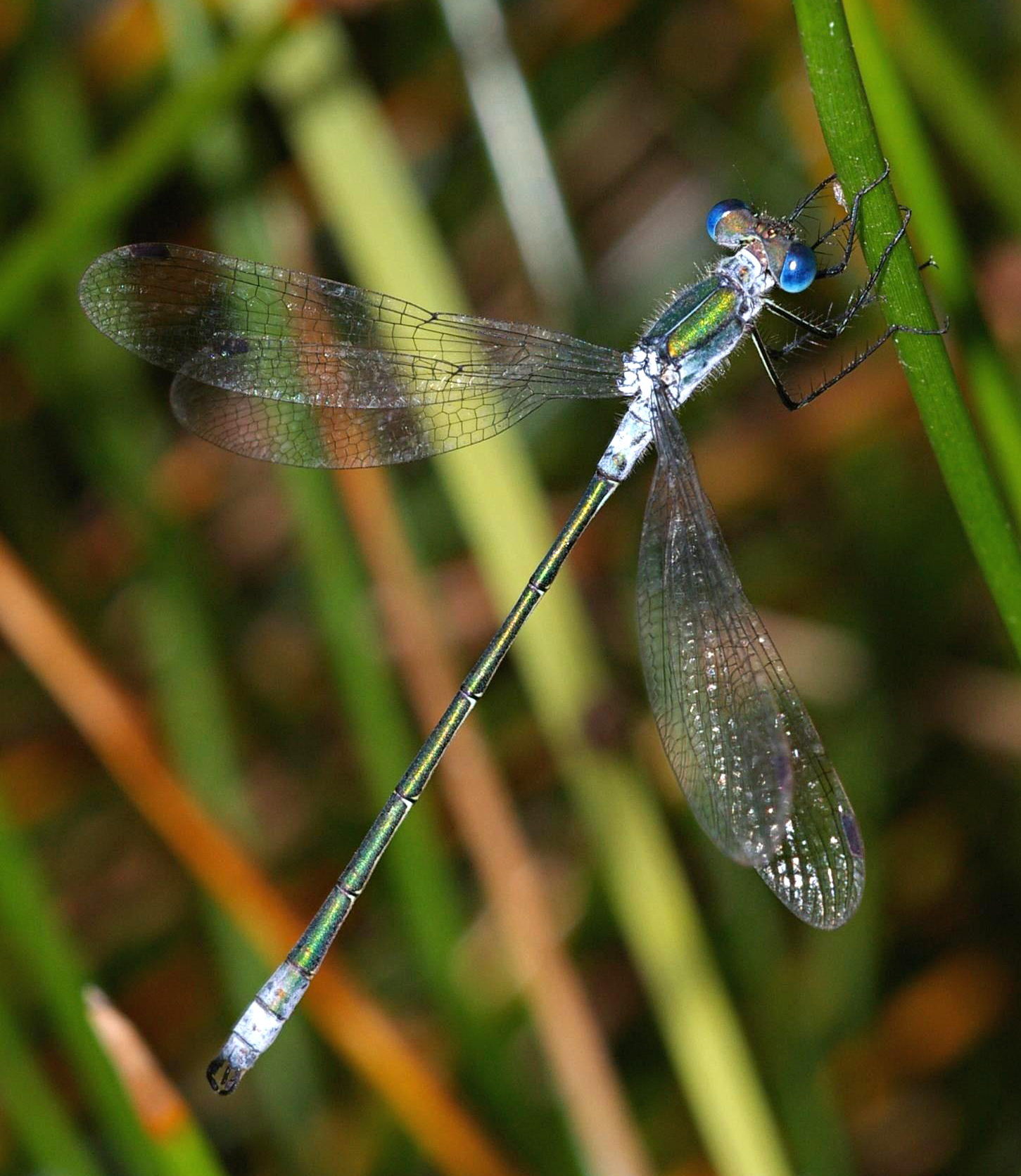
Lomha rabló (Lestes sponsa) - hím
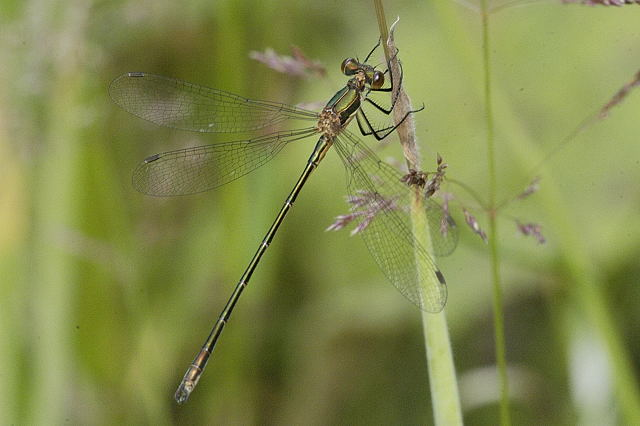
- nőstény
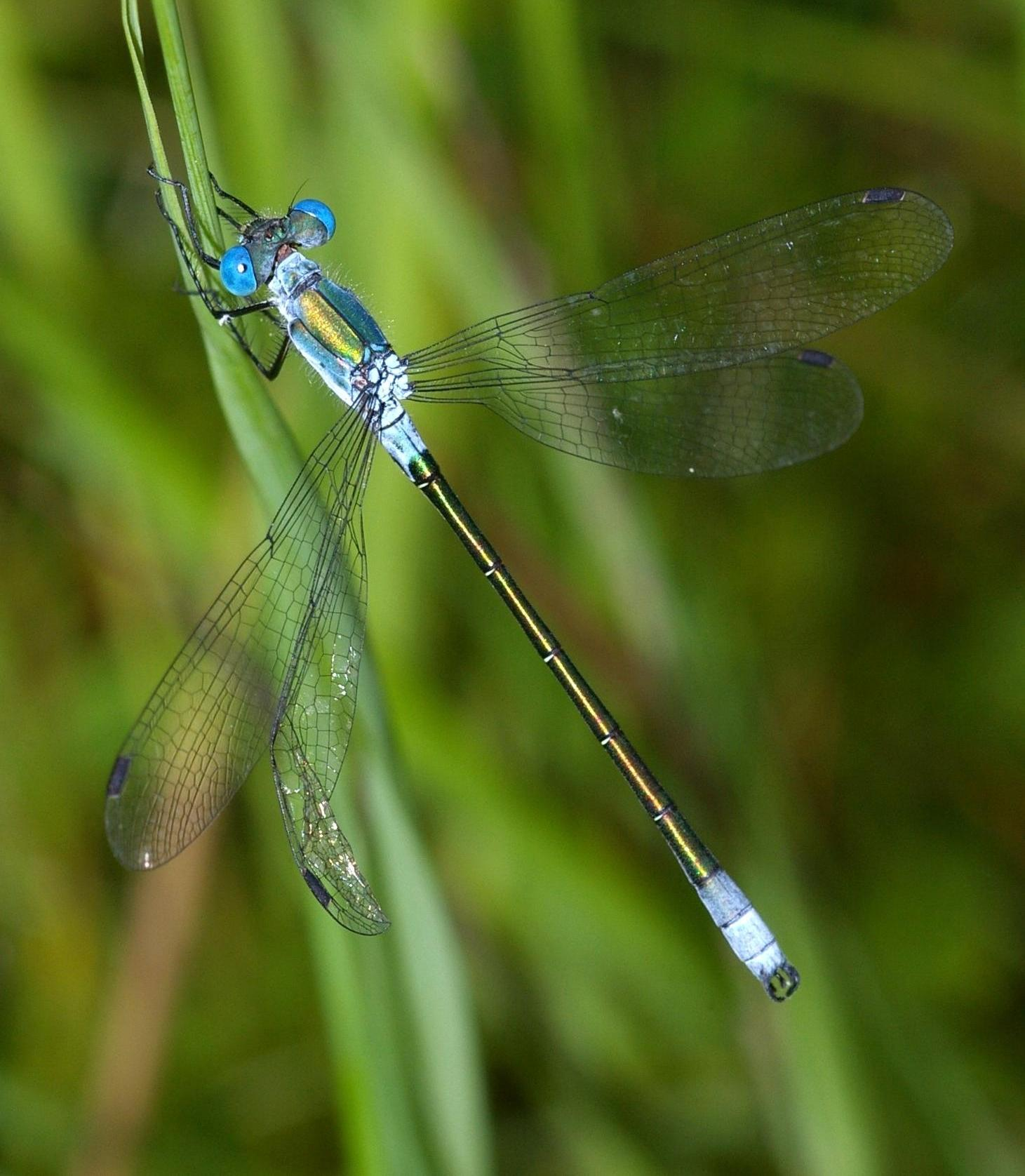
Réti rabló (Lestes dryas) - hím
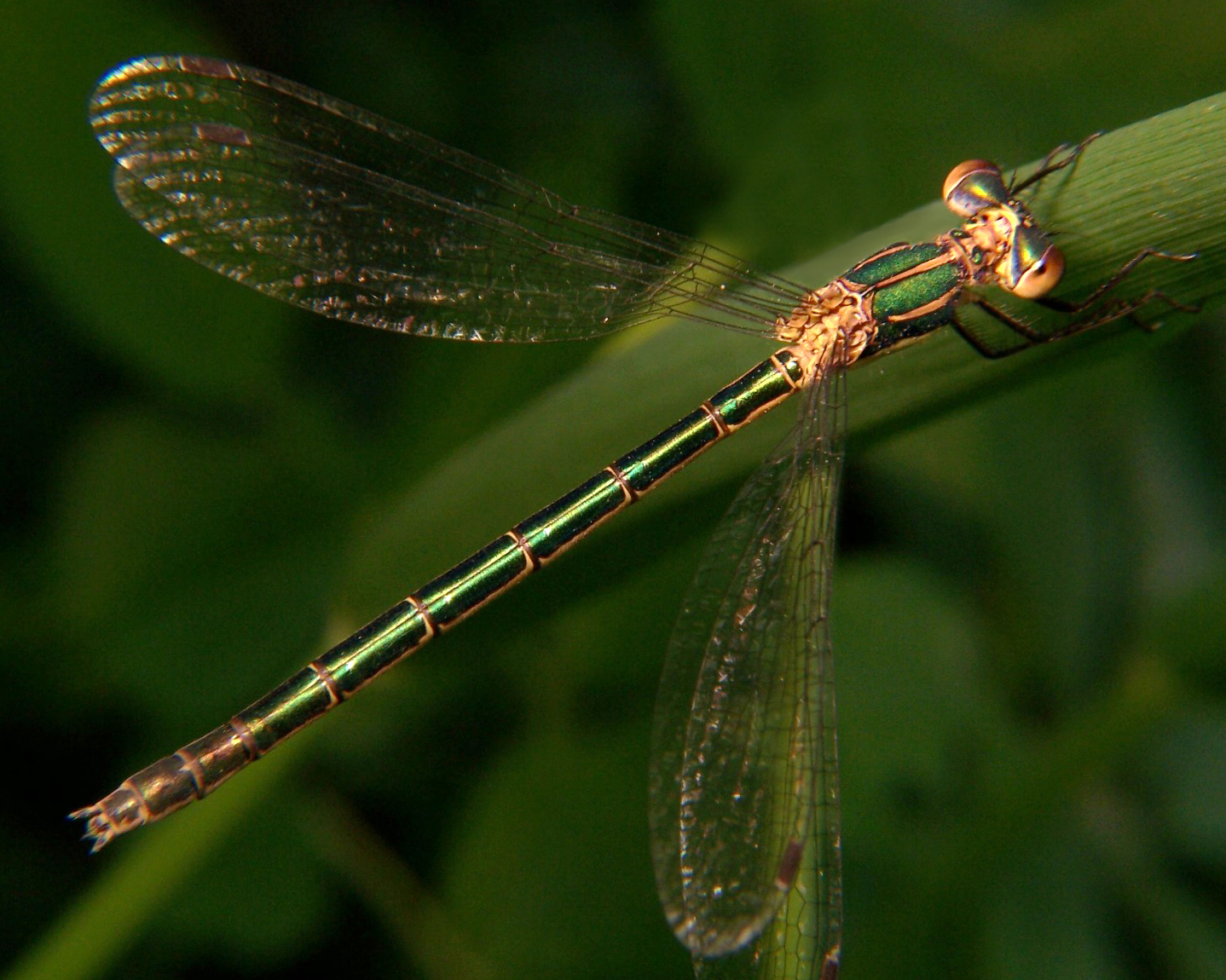
- nőstény

##### Sympecmatinaealcsaládja

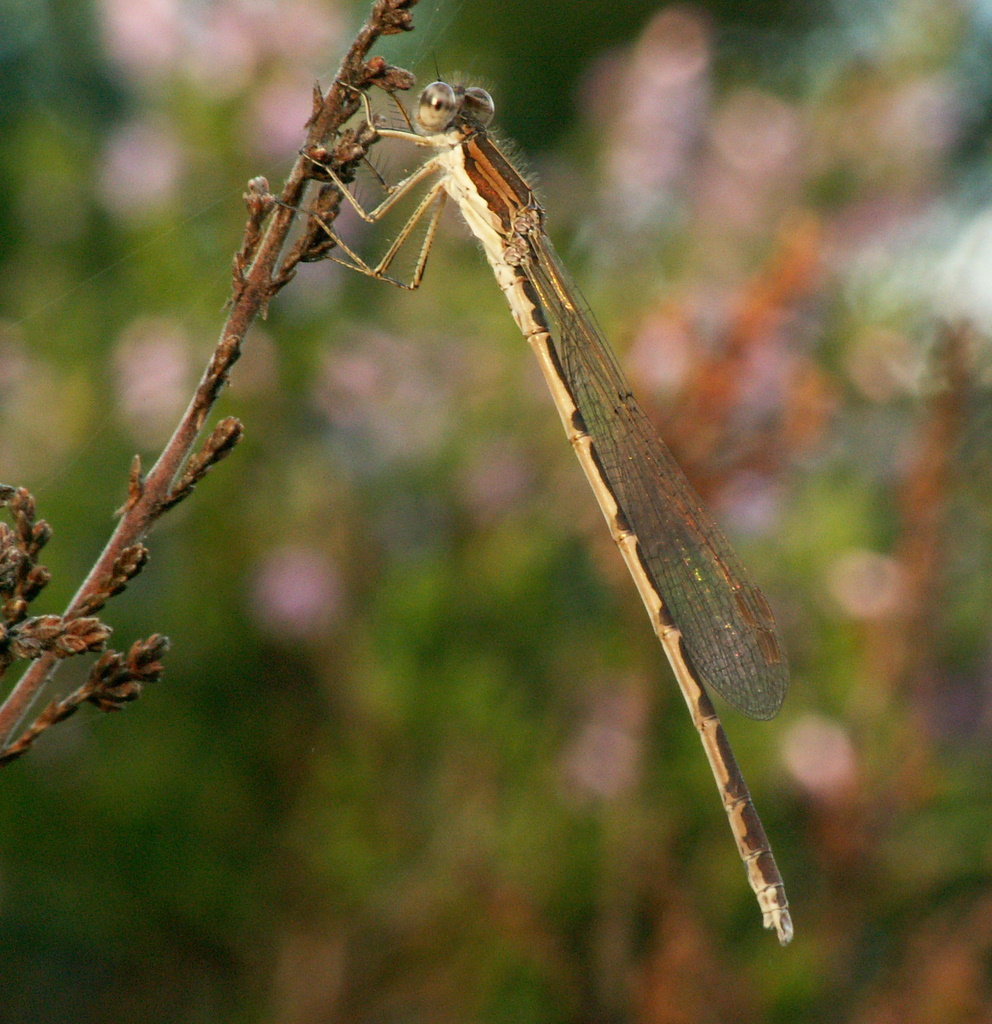
Erdei rabló (Sympecma fusca) - hím
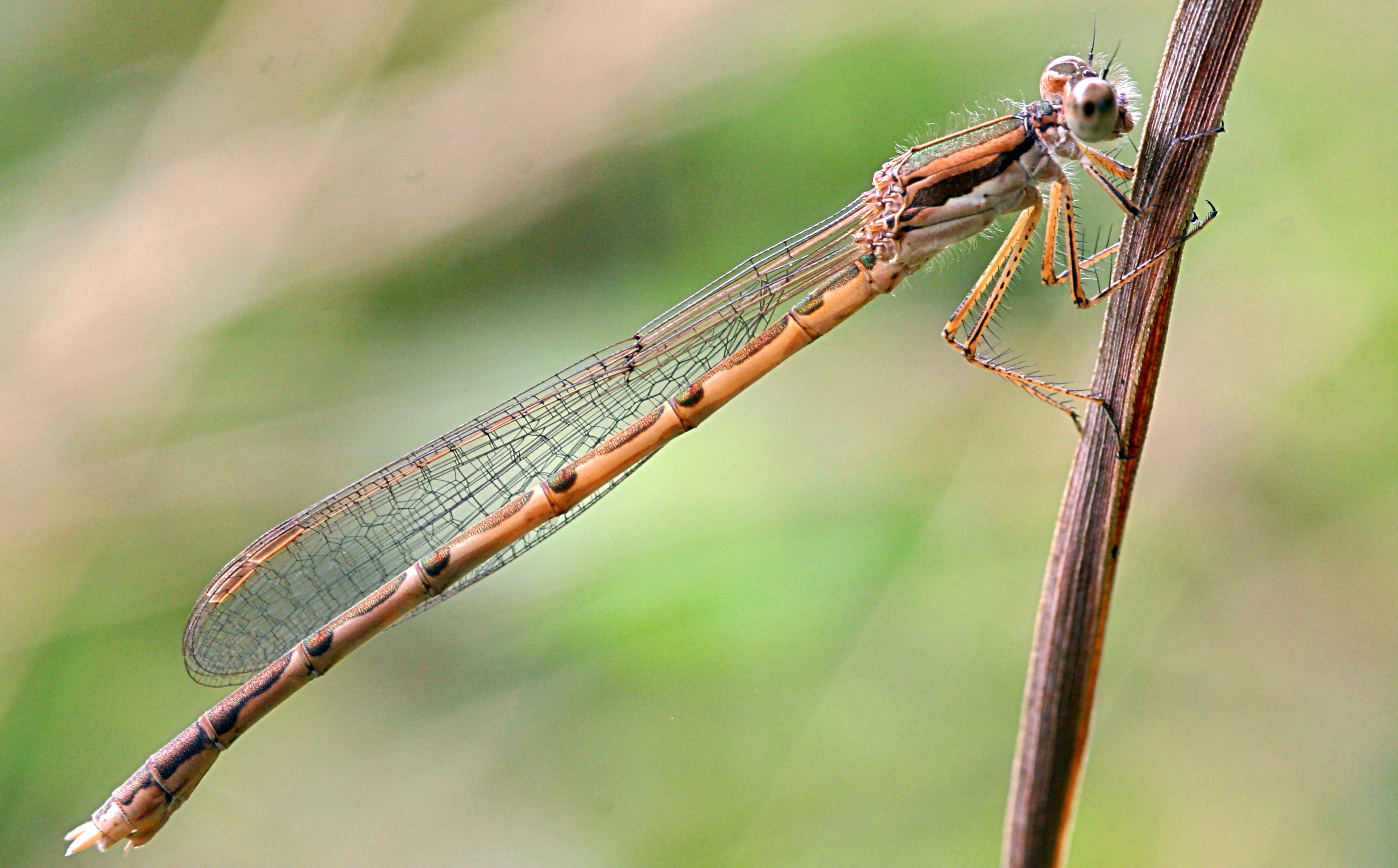
- nőstény

### Sárkány-szitakötők(Coenagrionoidea)öregcsaládja

#### Széleslábú szitakötők(Platycnemididae)családja

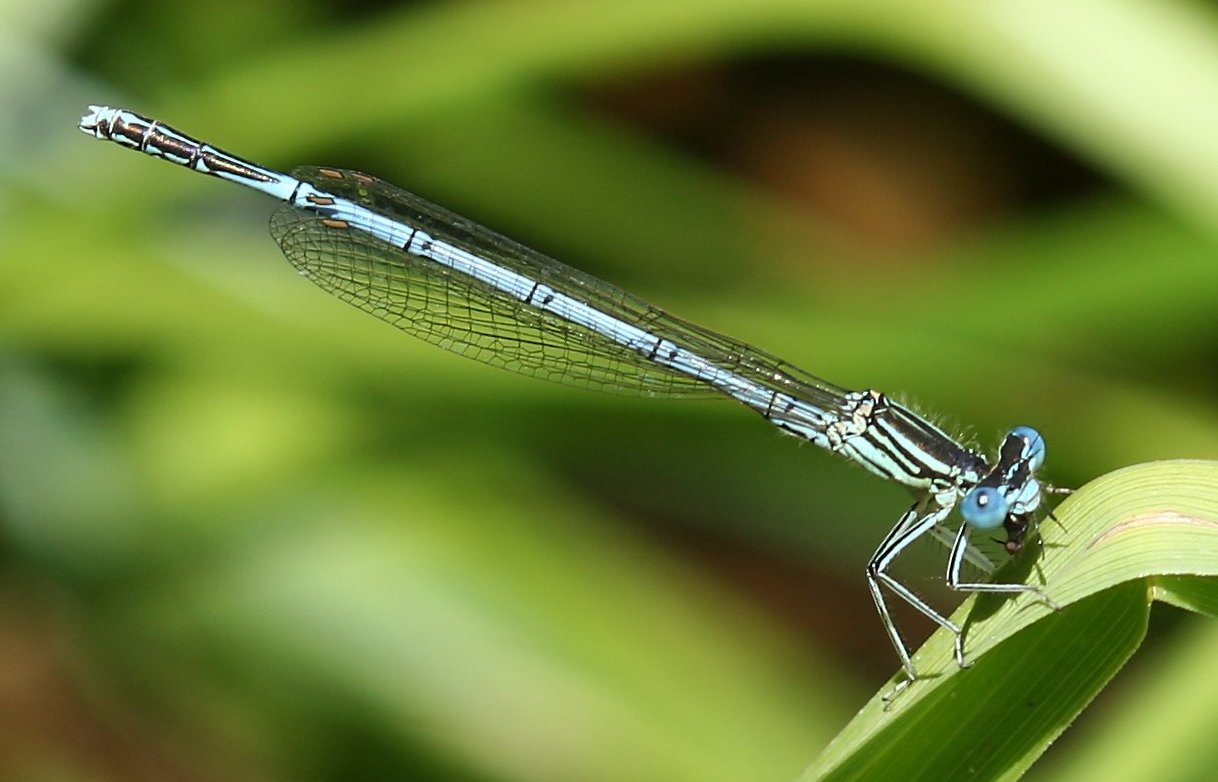
Széleslábú szitakötő (Platycnemis pennipes) - hím
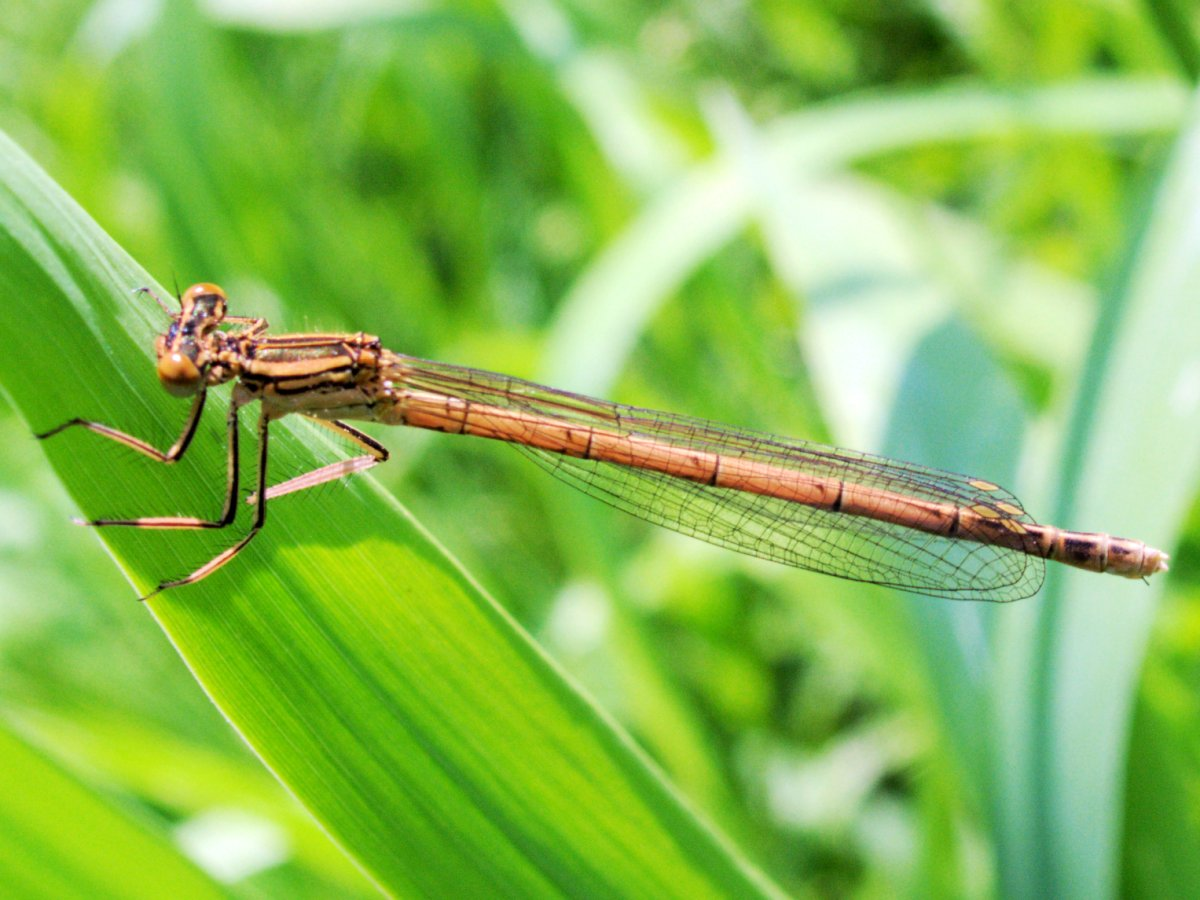
- nőstény

#### Légivadászok–(Coenagrionidae)családja

##### Coenagrioninaealcsaládja

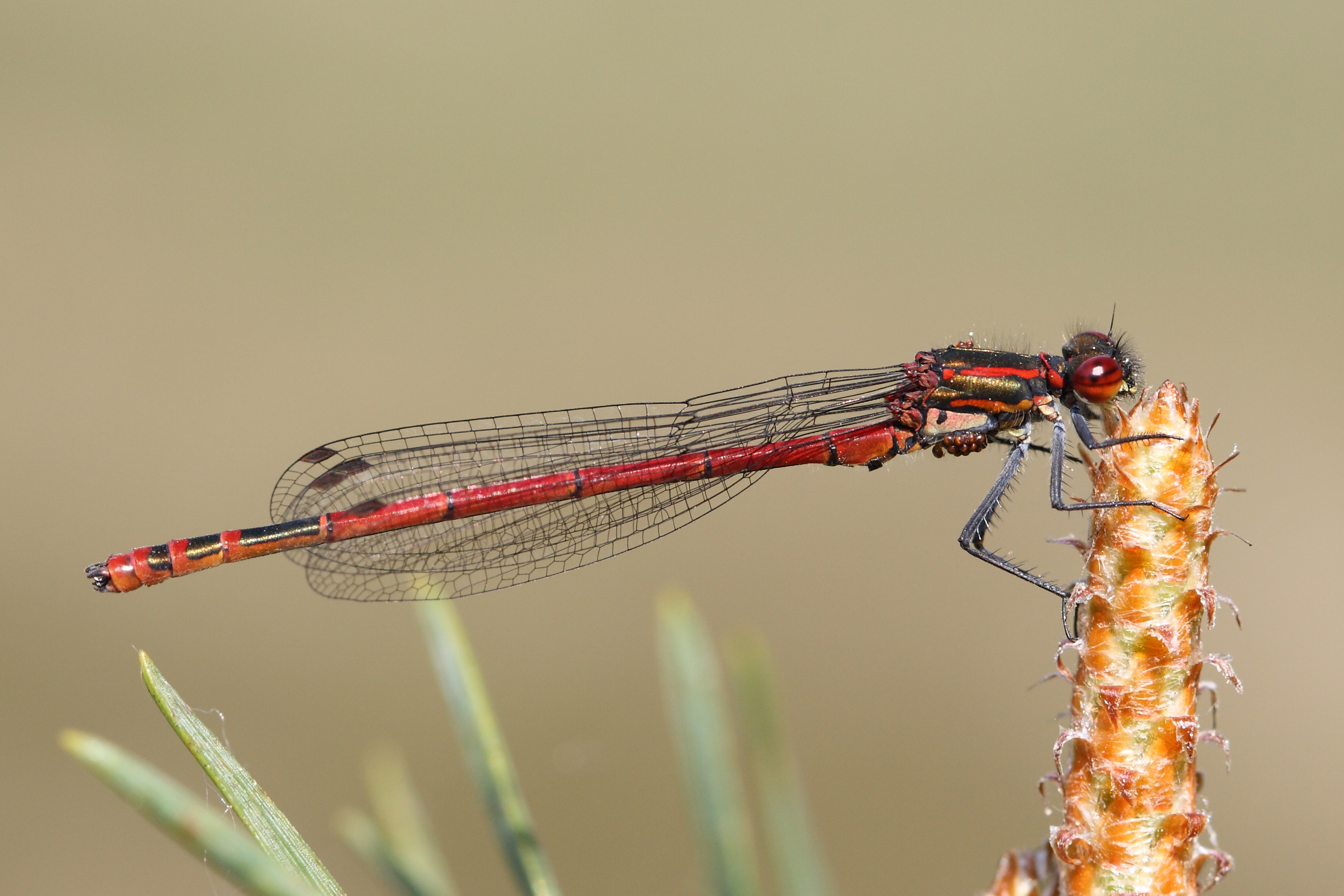
Vörös légivadász (Pyrrhosoma nymphula) - hím
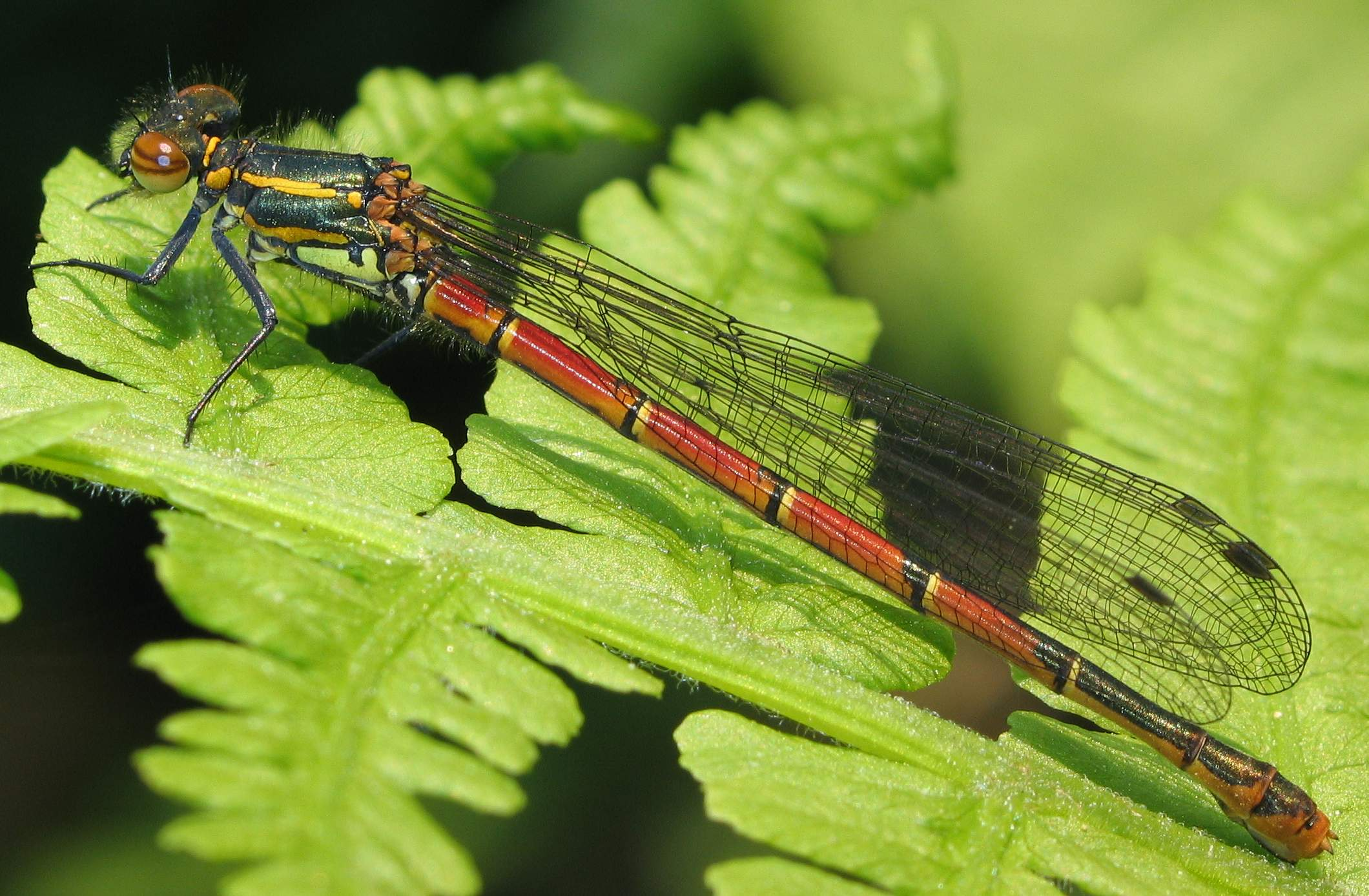
- nőstény
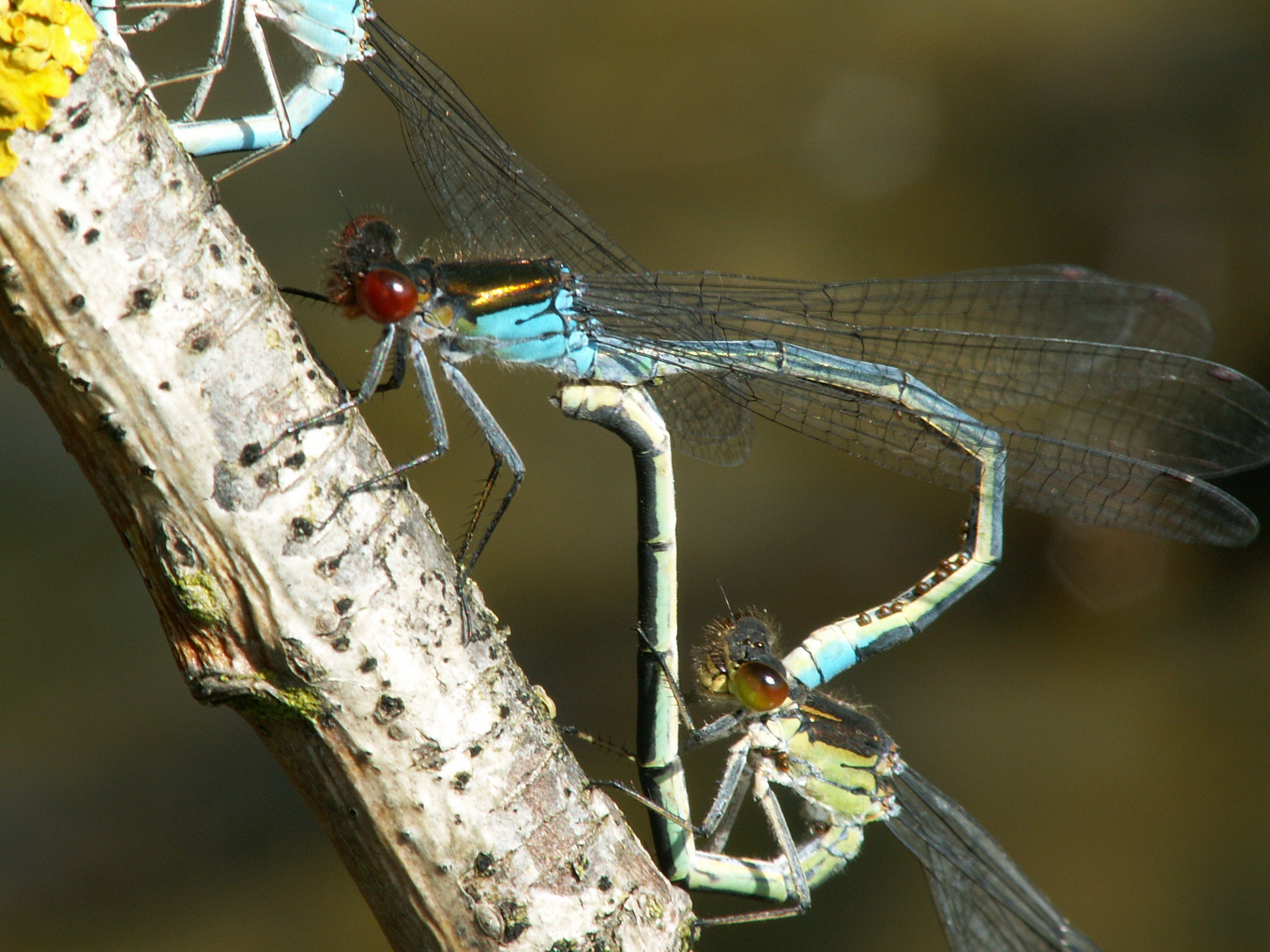
Fürge légivadász (Erythromma najas) Felül a hím alul a nőstény
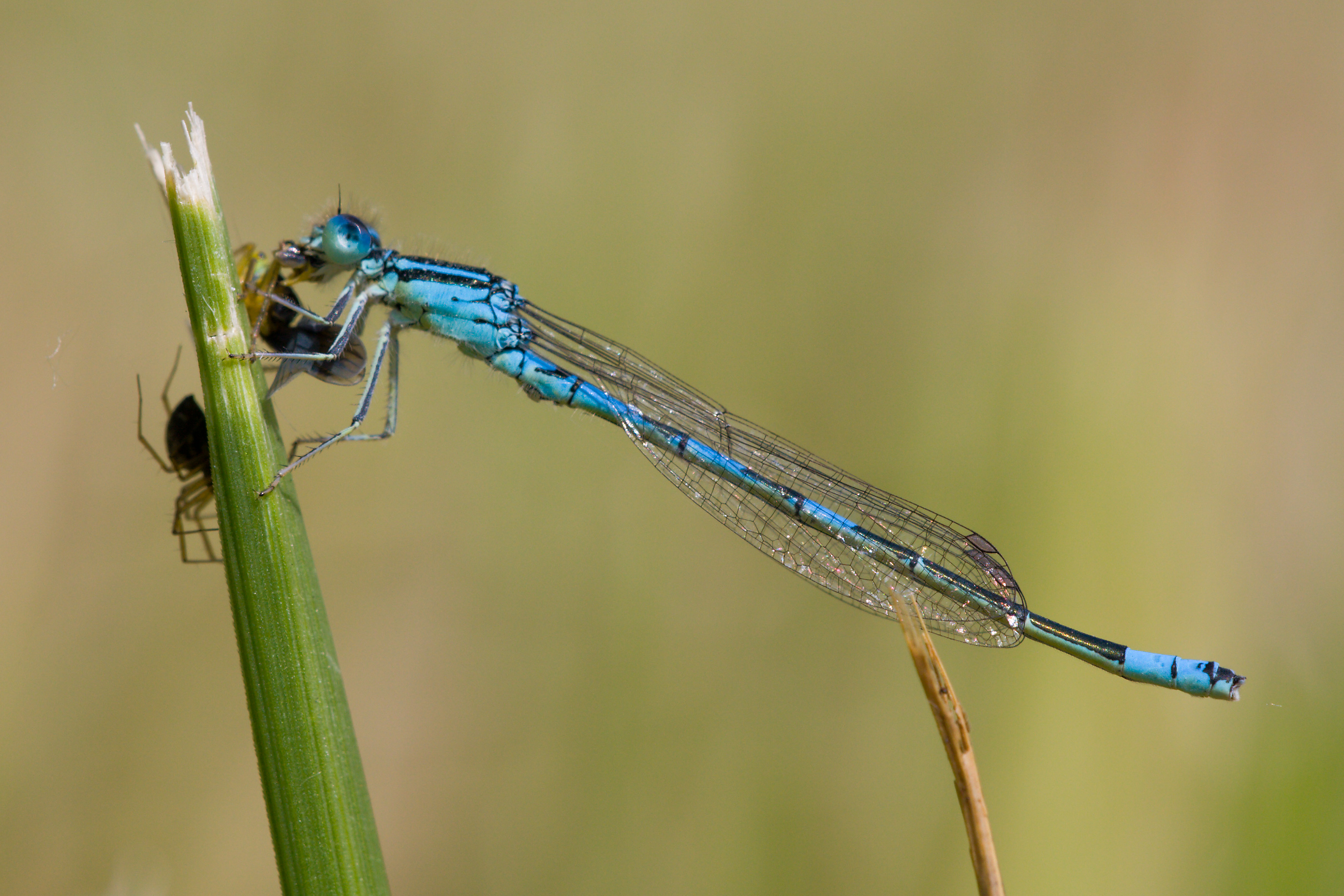
Ritka légivadász (Coenagrion scitulum) hím
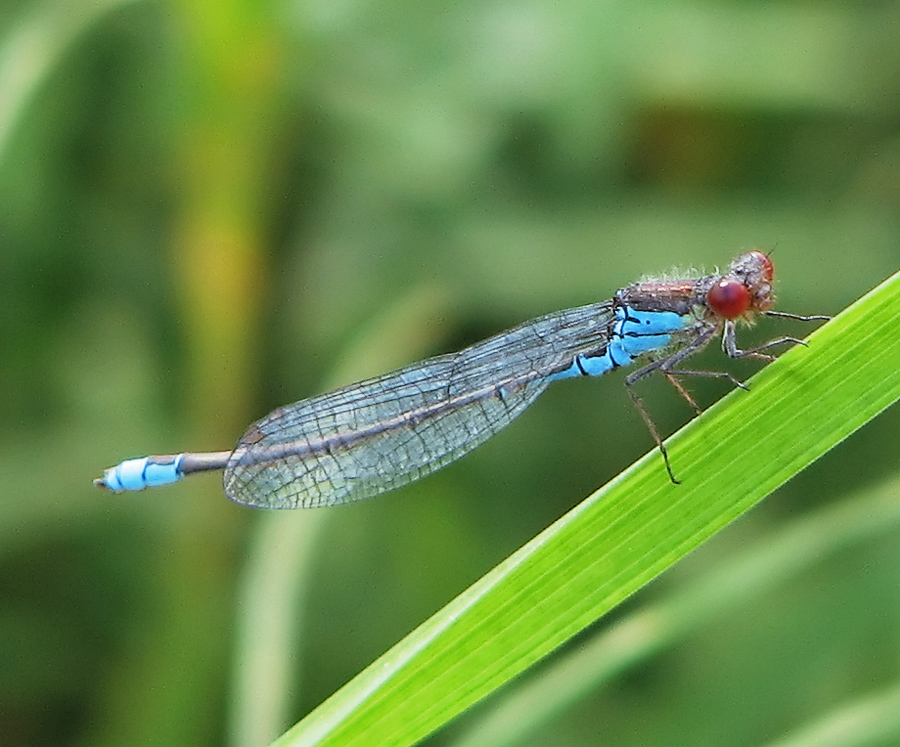
Zöld légivadász (Erythromma viridulum) - hím
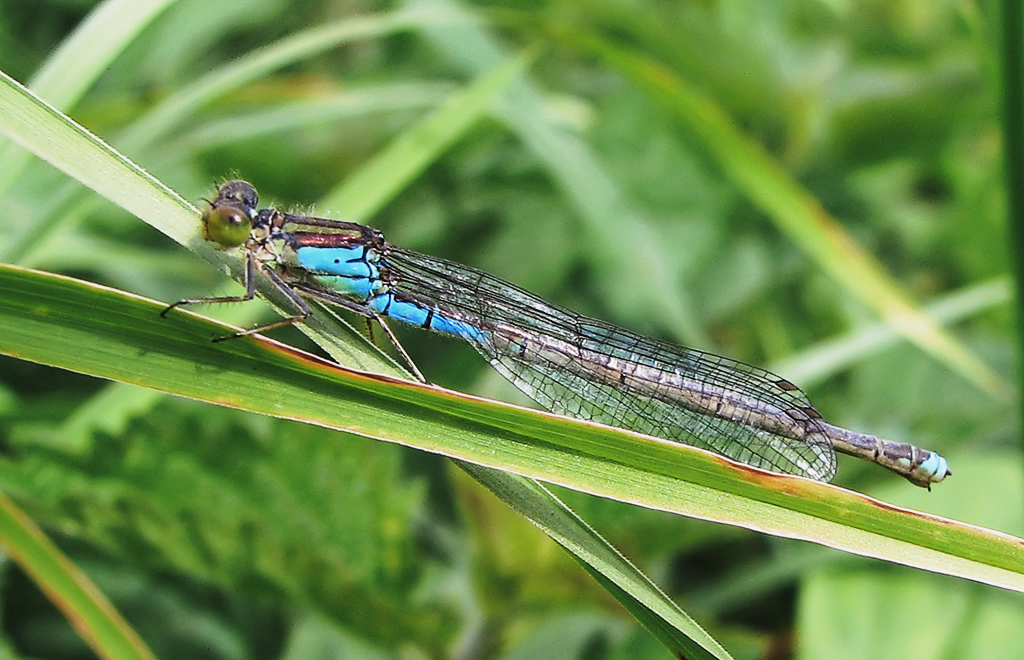
- nőstény
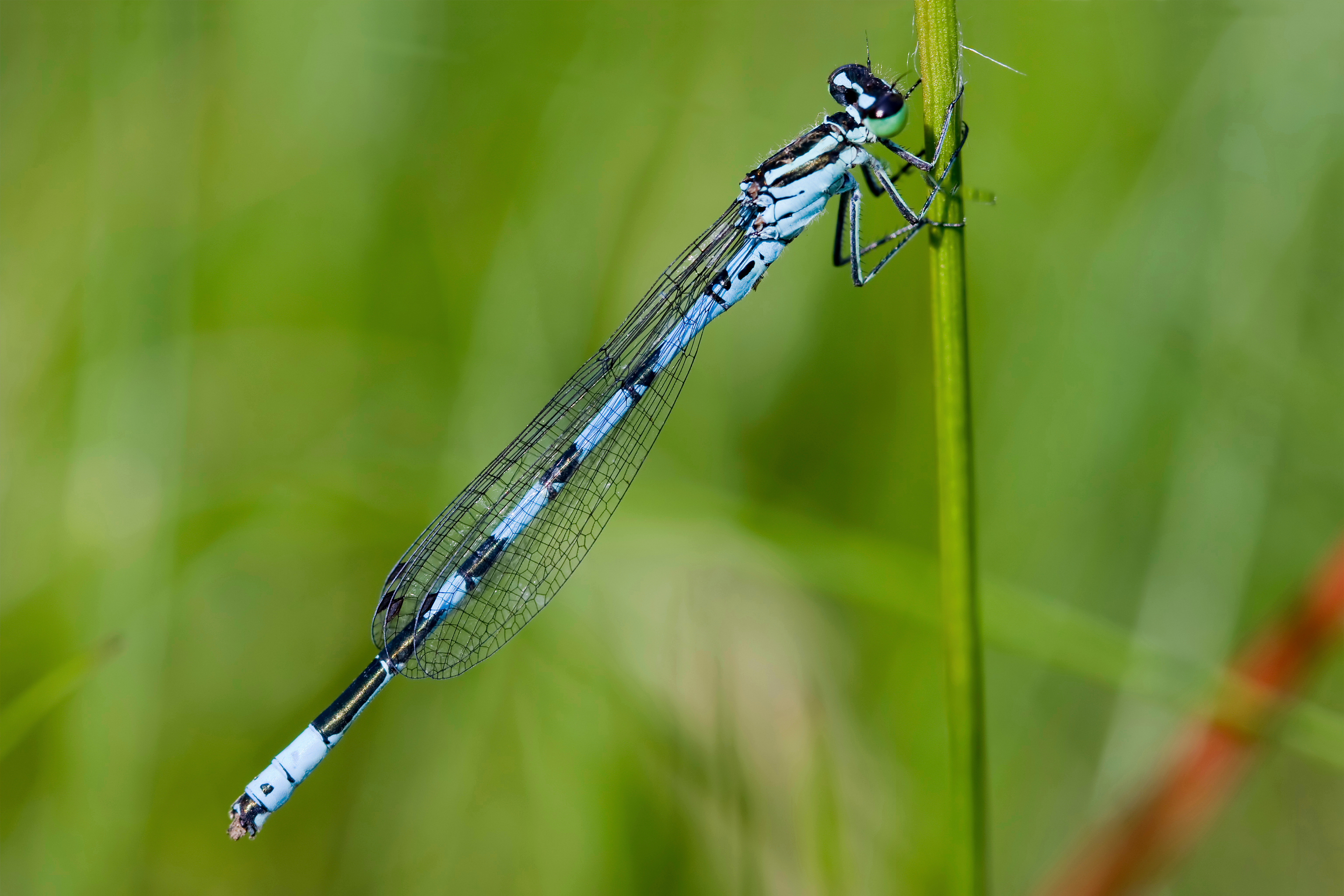
Lándzsás légivadász (Coenagrion hastulatum) - hím
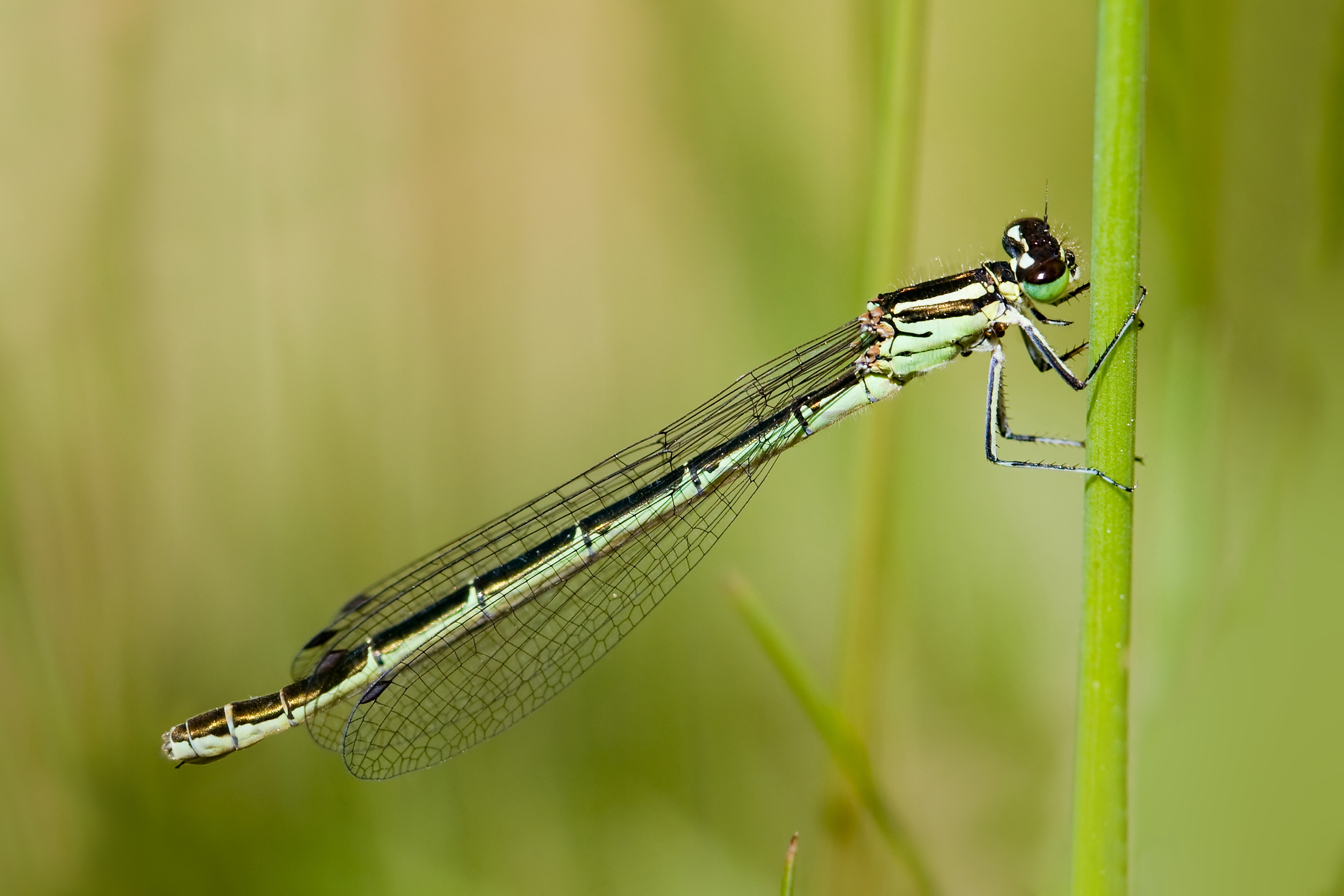
- nőstény
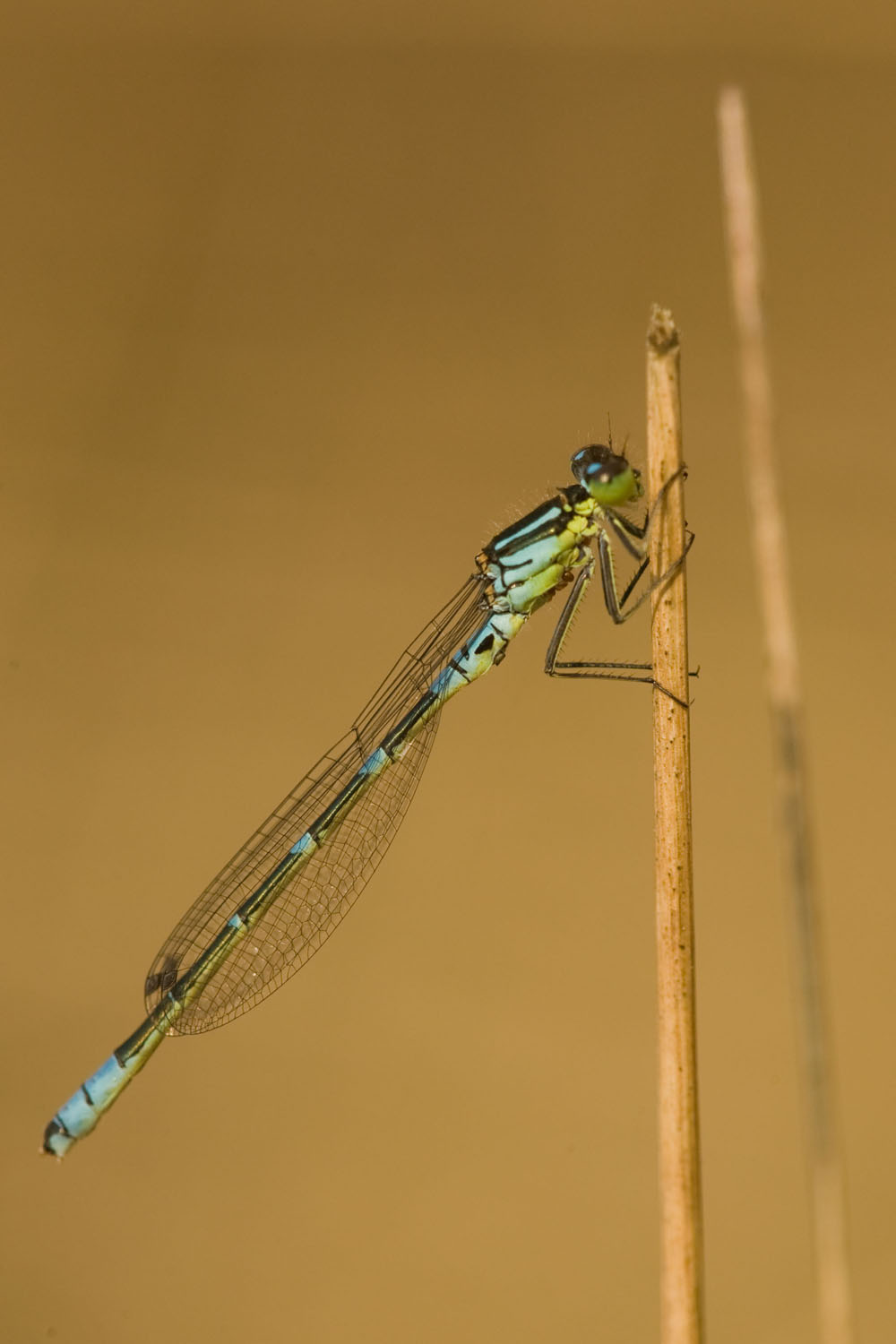
Holdkék szitakötő (Coenagrion lumulatum) - hím
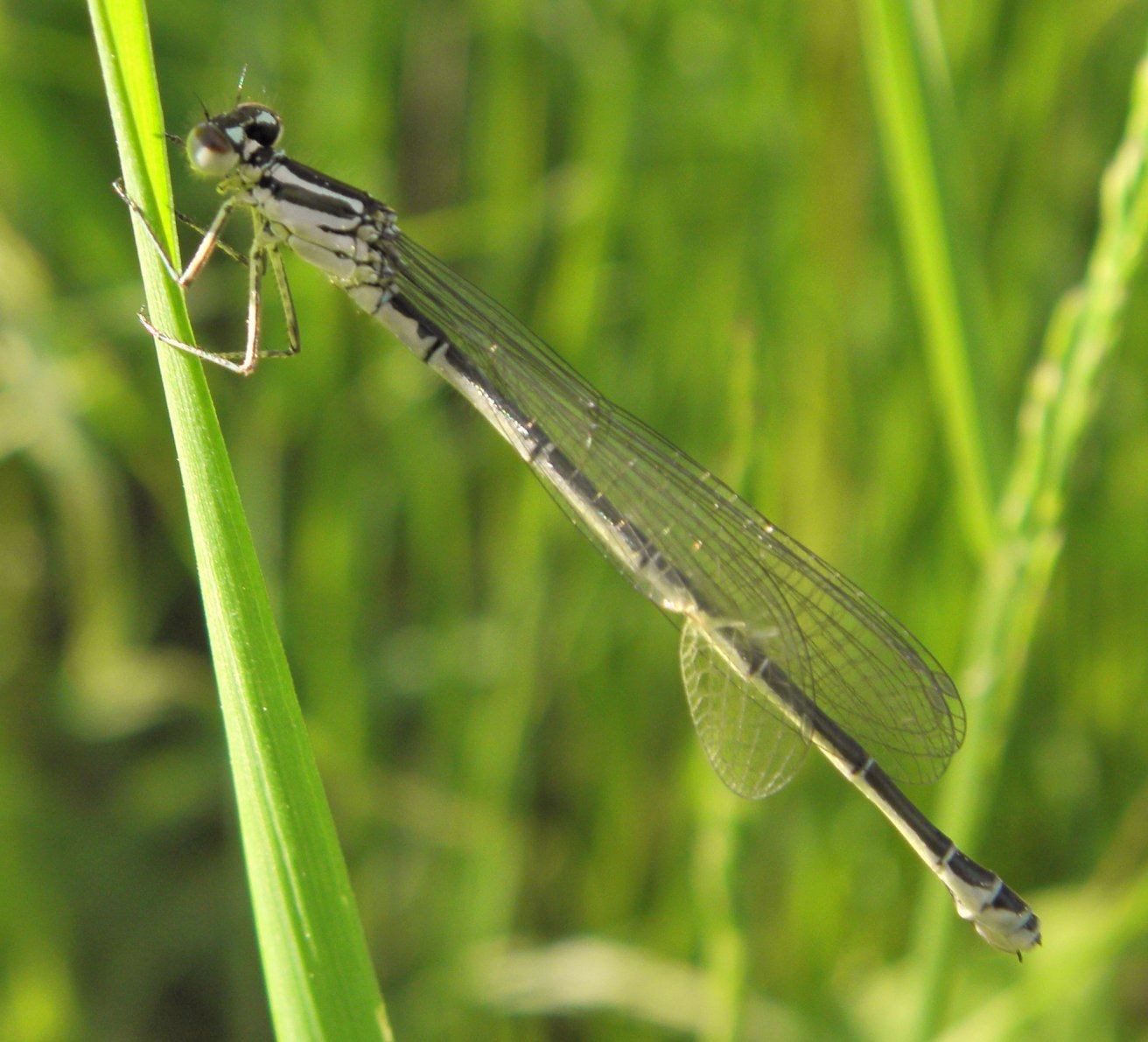
- nőstény
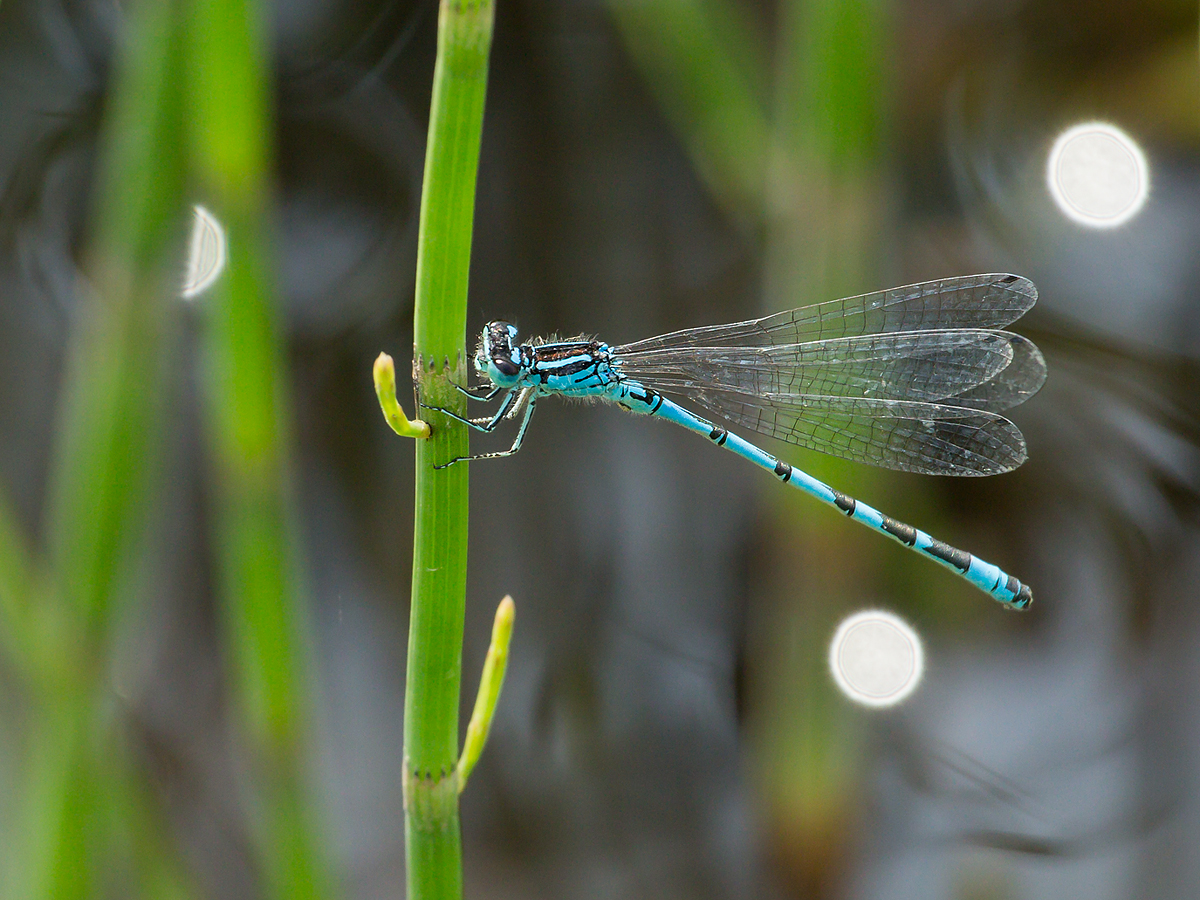
Díszes légivadász (Coenagrion ornatum) – hím
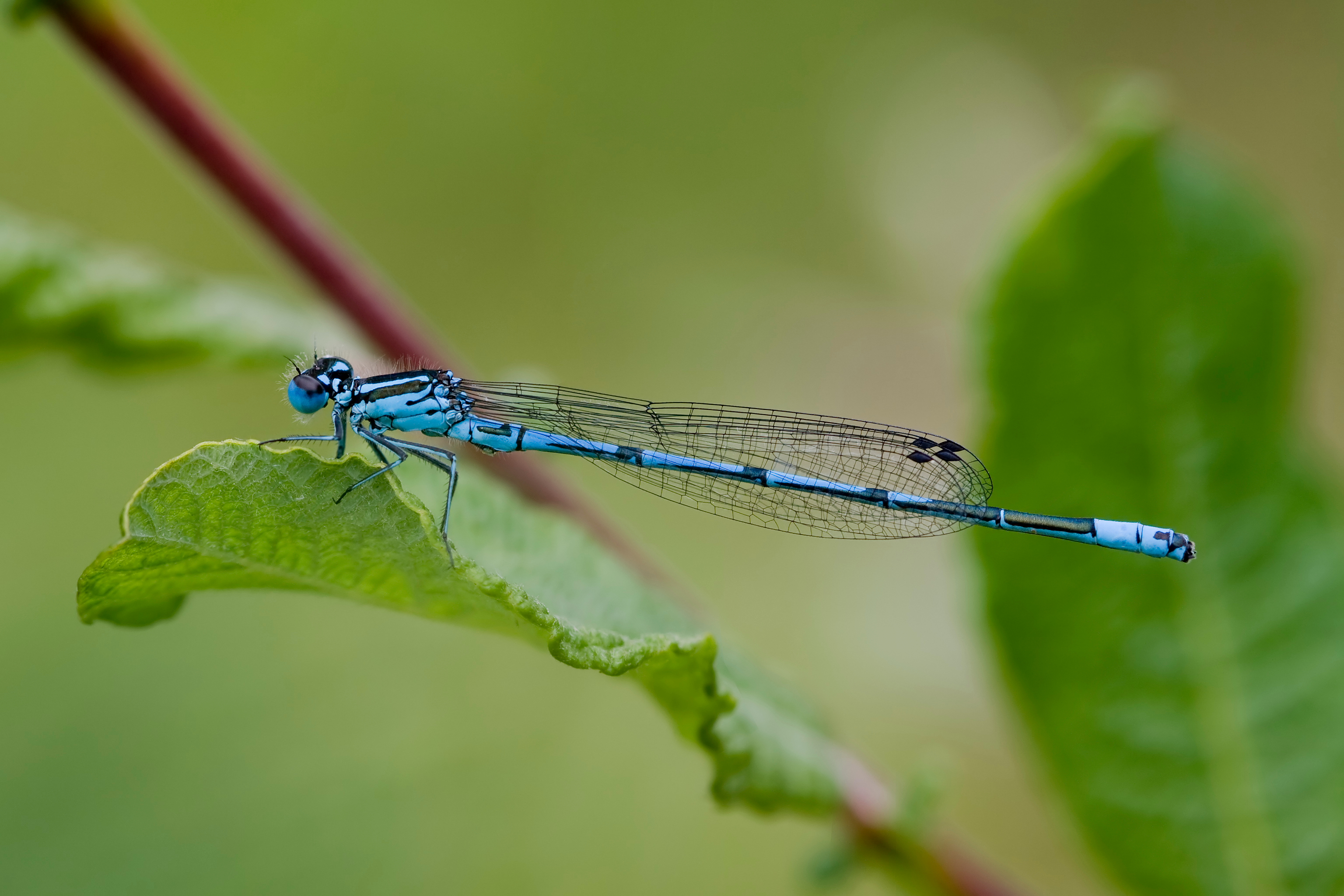
Szép légivadász (Coenagrion puella) - hím
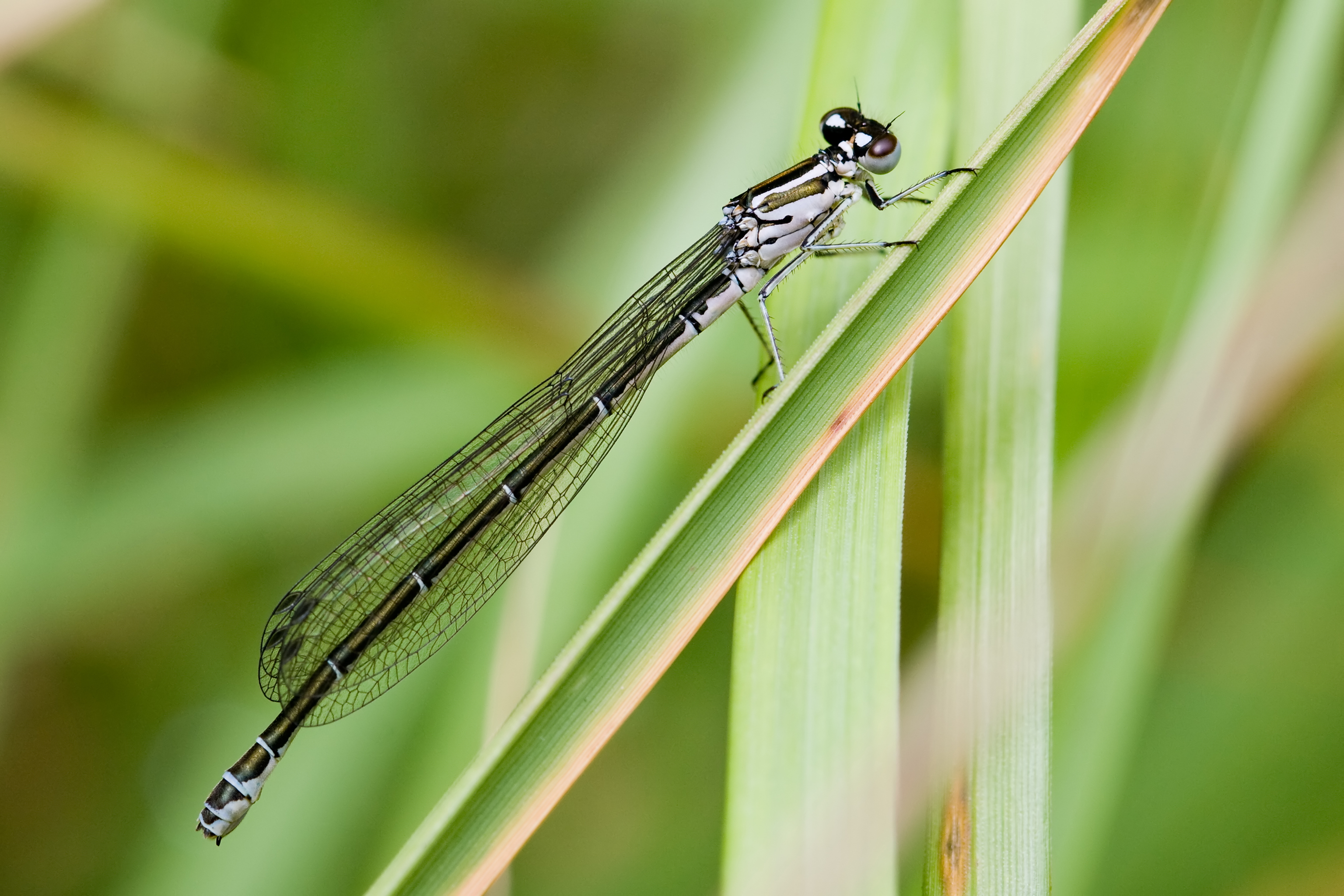
- nőstény
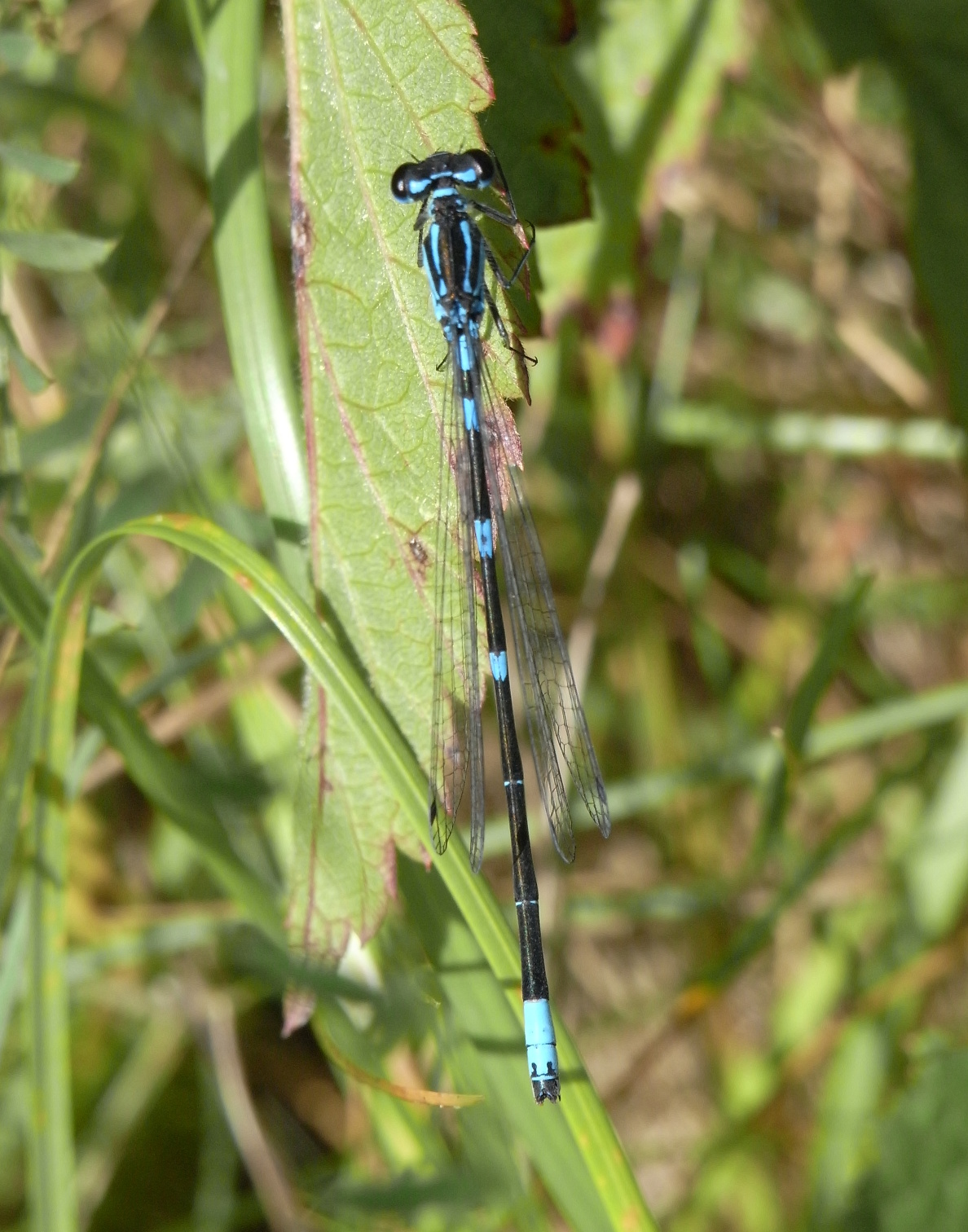
Gyakori légivadász (Coenagrion pulchellum) - hím
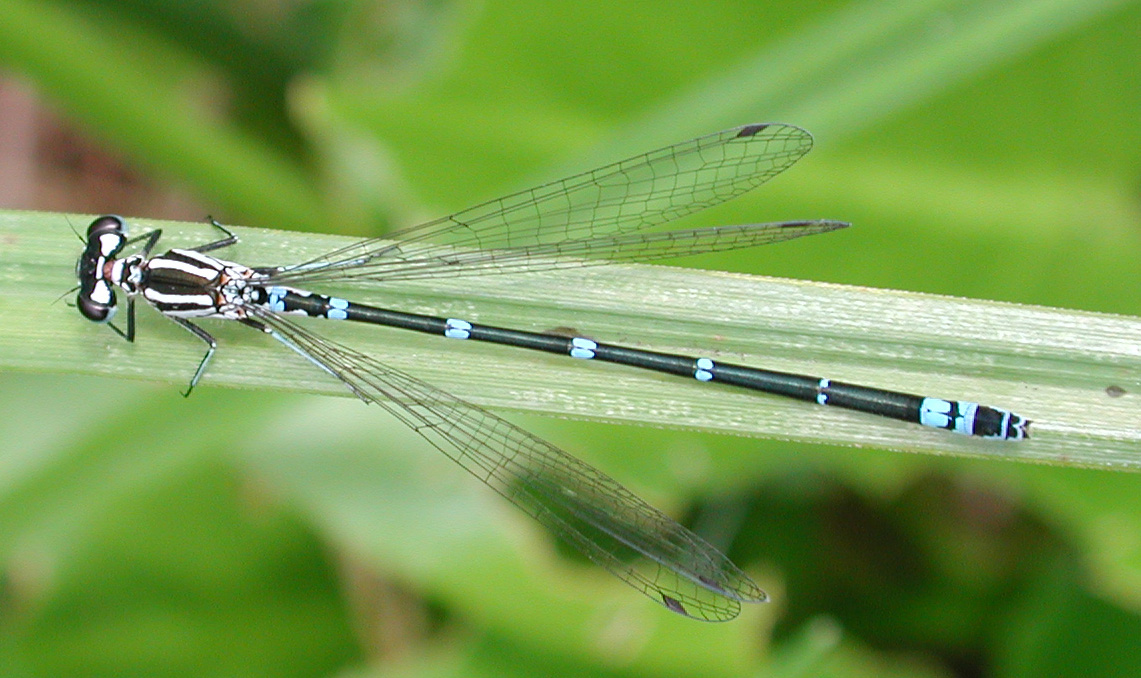
- nőstény

##### Ischnurinaealcsaládja

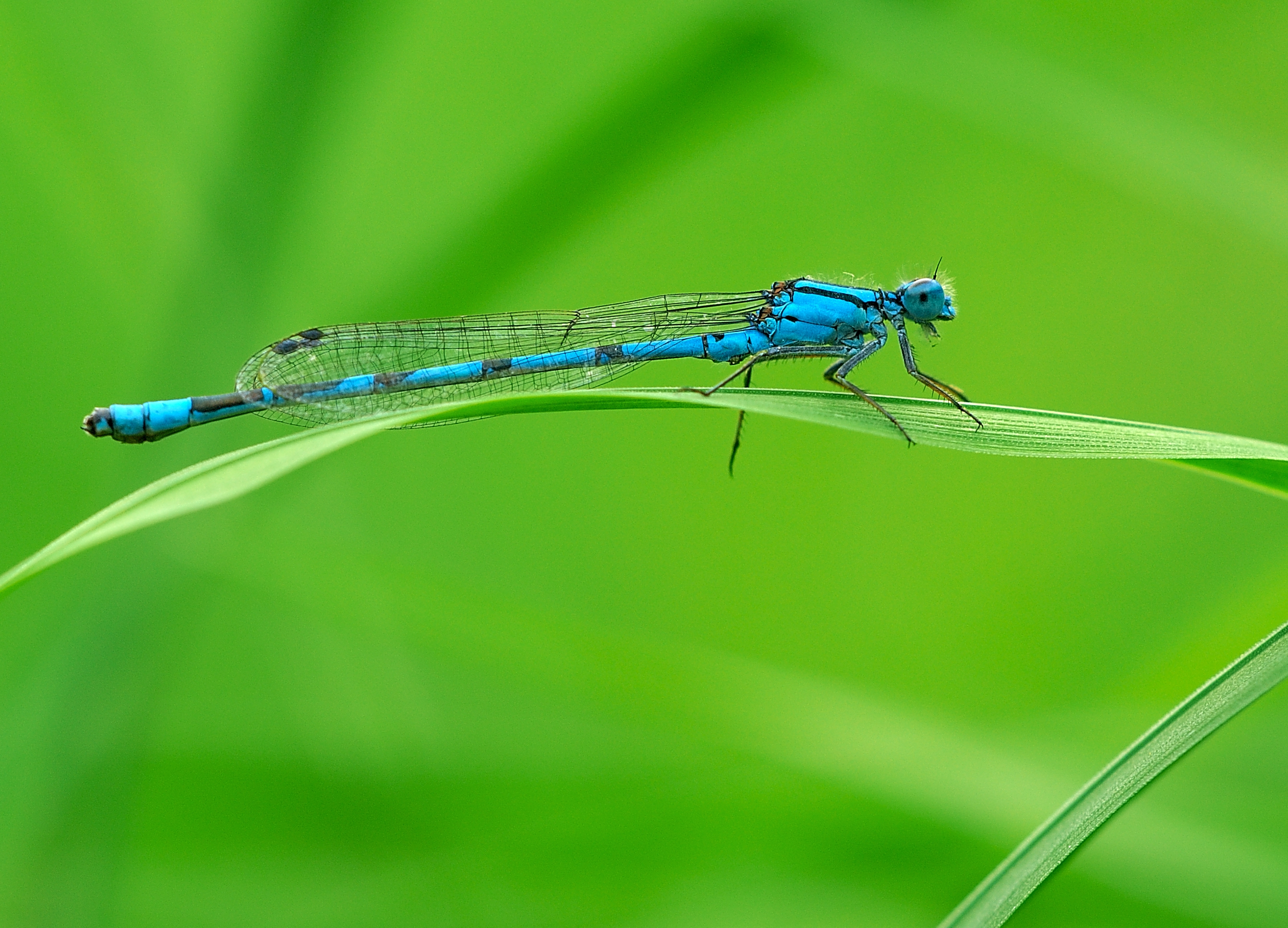
Kéksávos légivadász (Enallagma cyathigerum) - hím
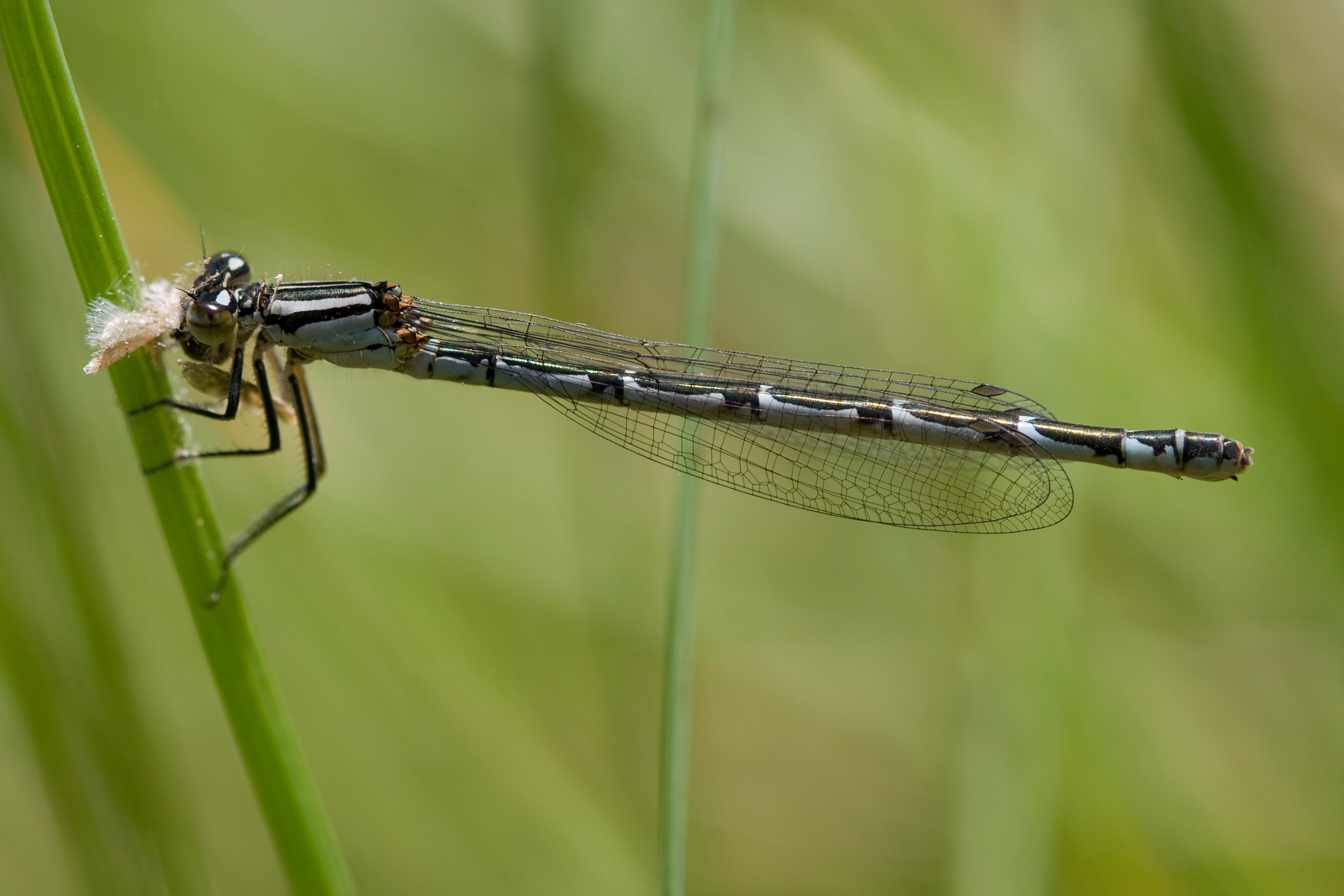
- nőstény
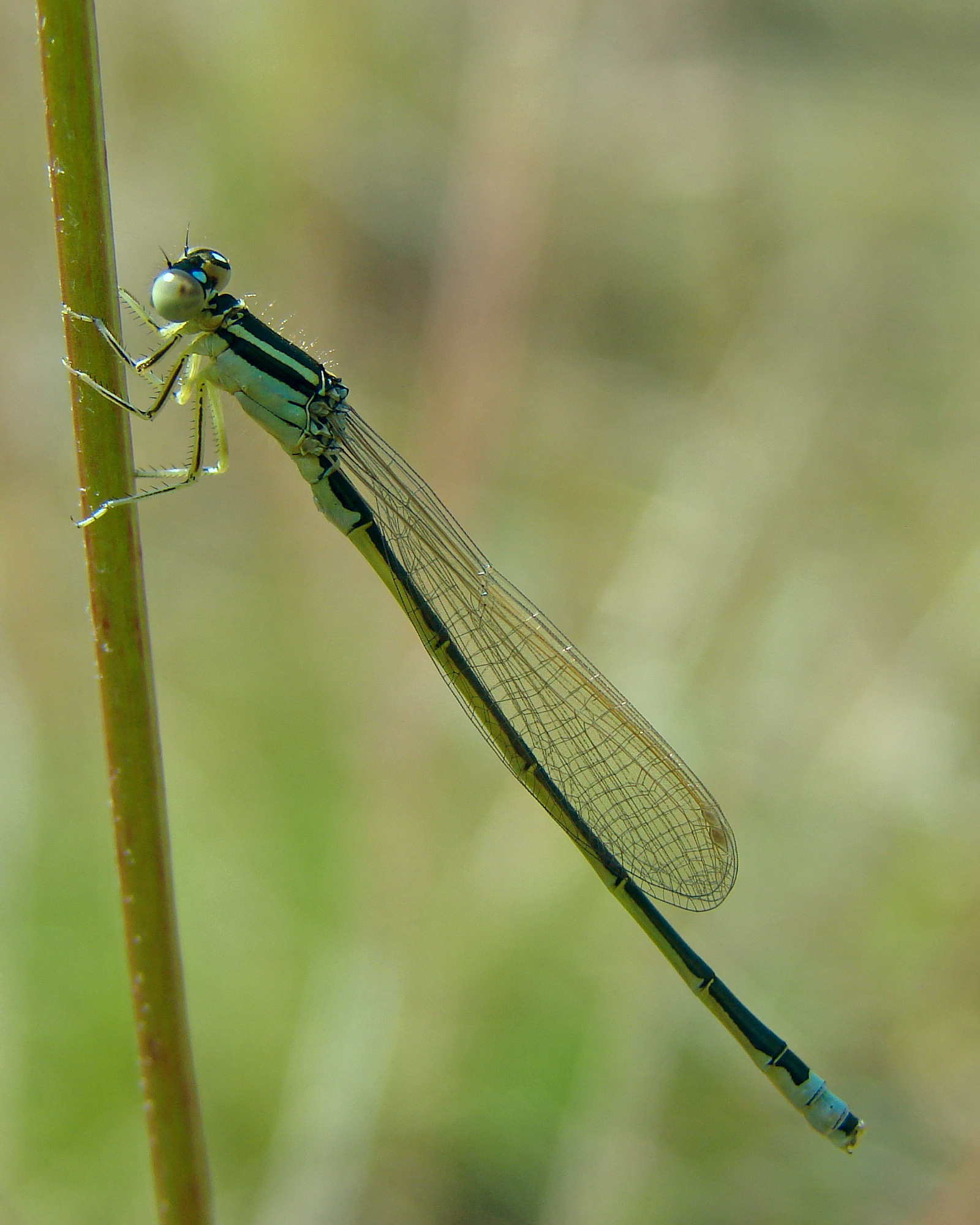
Apró légivadász (Ischnura pumilio) - hím
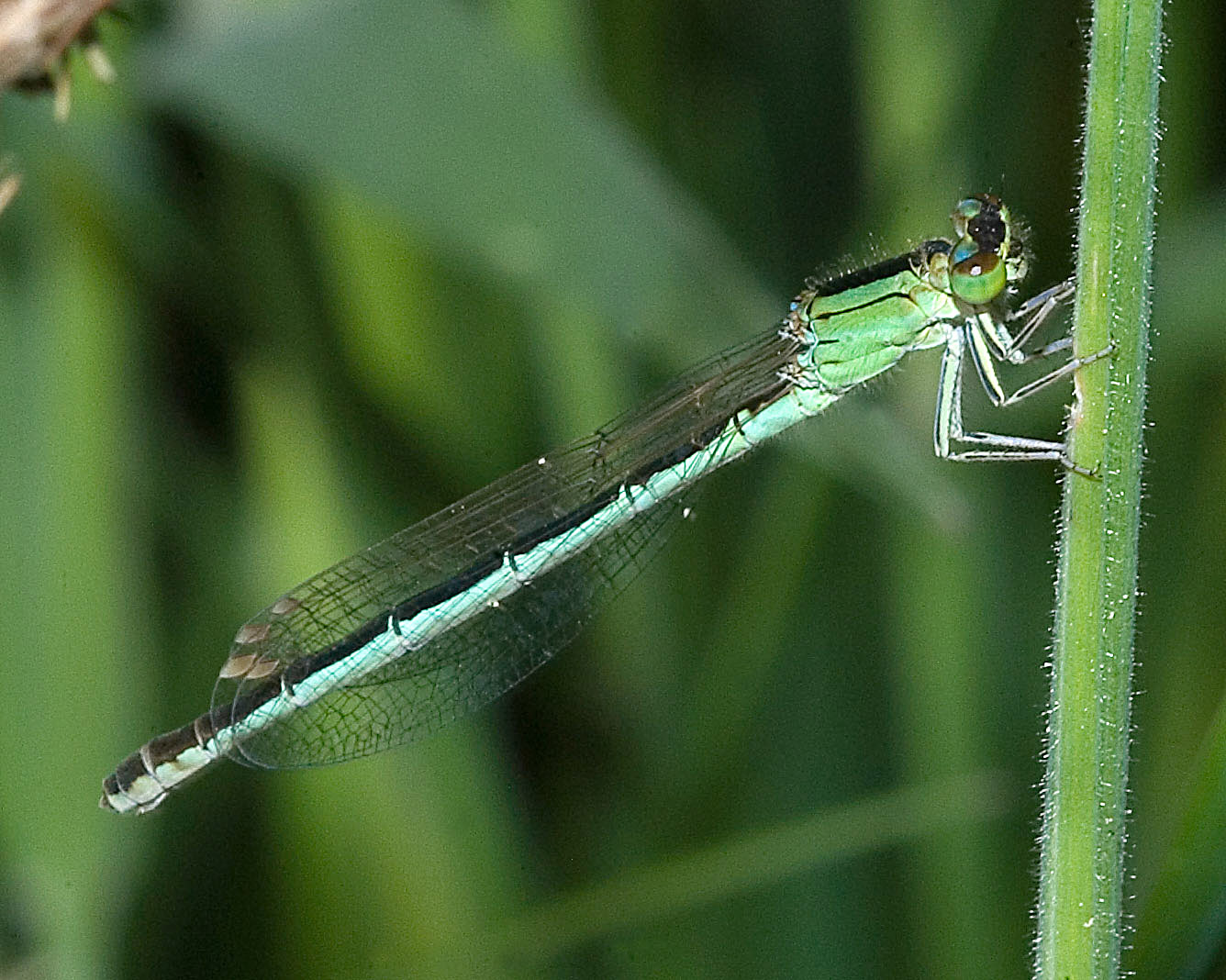
- nőstény
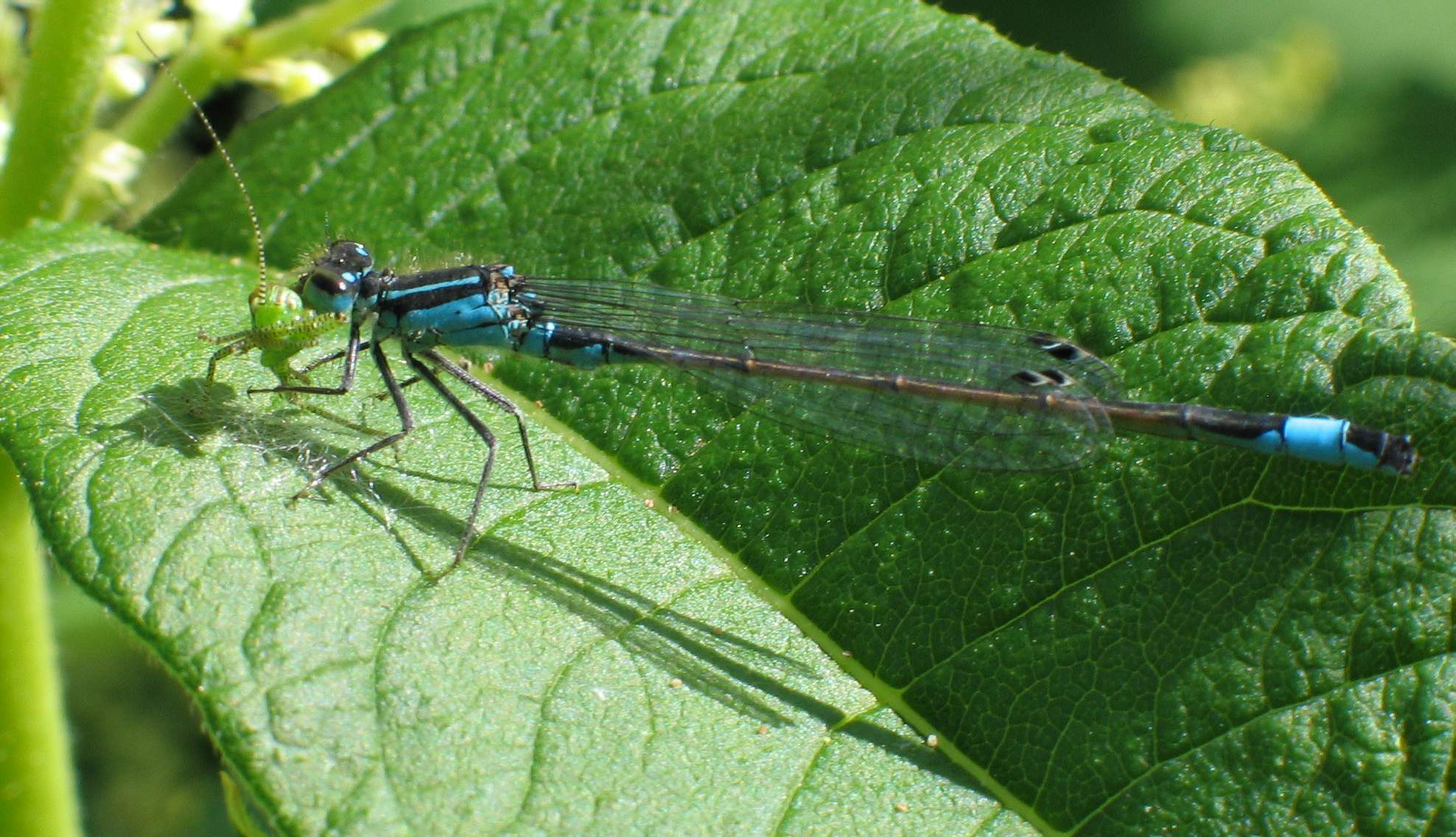
Kék légivadász (Ischnura elegans) - hím
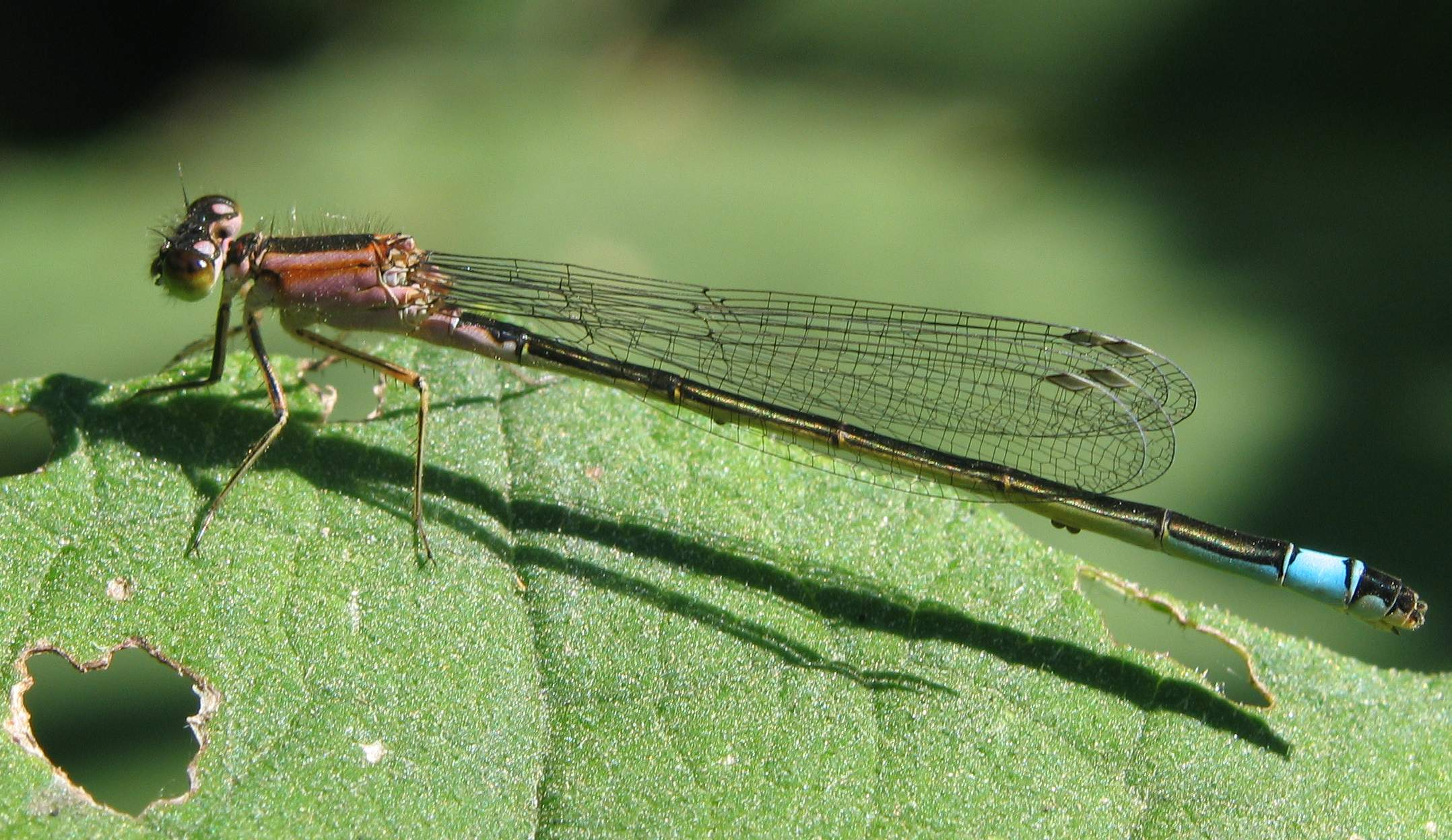
- nőstény

## Egyenlőtlenszárnyú szitakötők(Anisoptera)alrendje

### Aeshnoideaöregcsaládja

#### Karcsú acsák(Aeshnidae)családja

##### Aeshninaealcsaládja

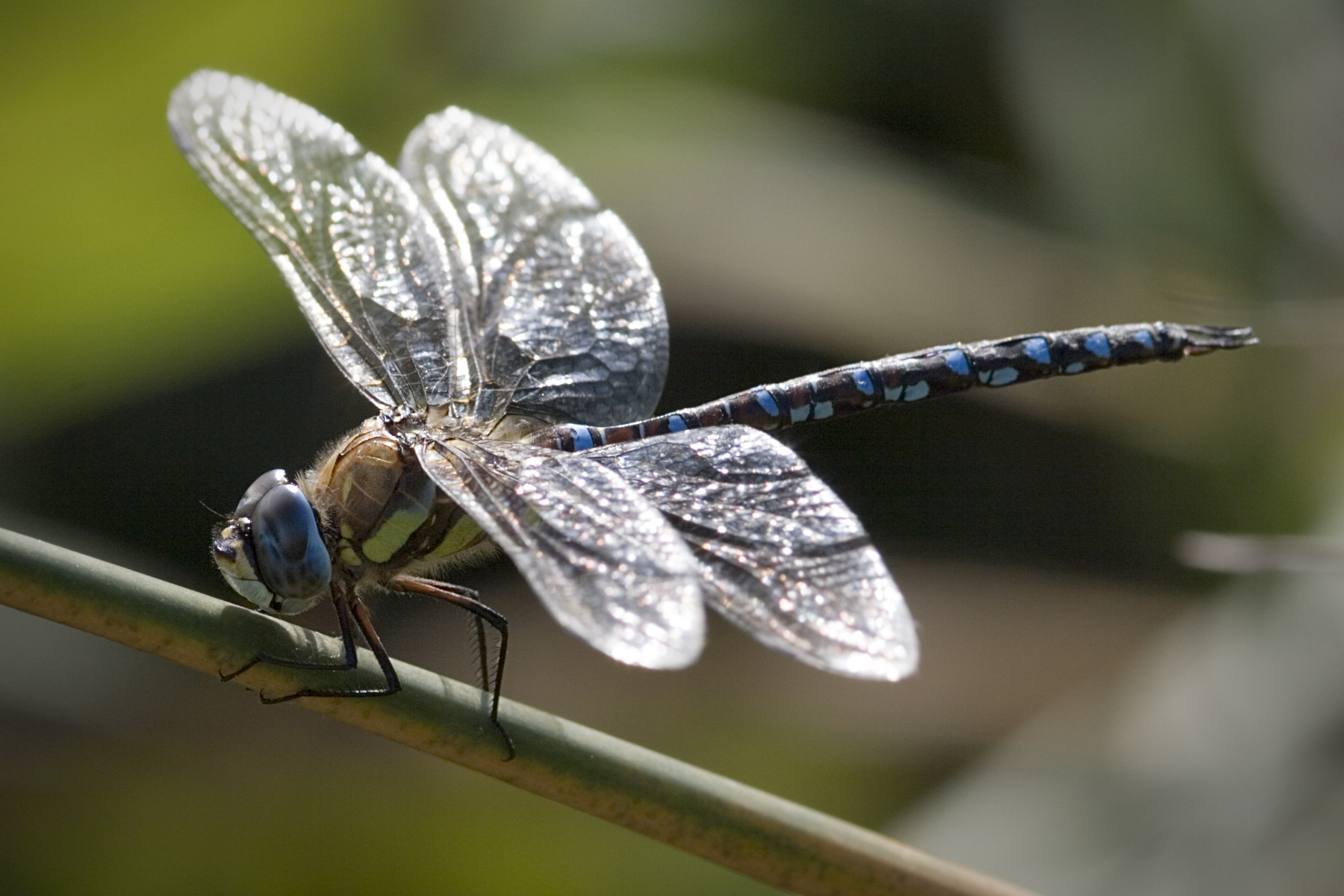
Fatörzsvadász acsa (Aeshna juncea) - hím
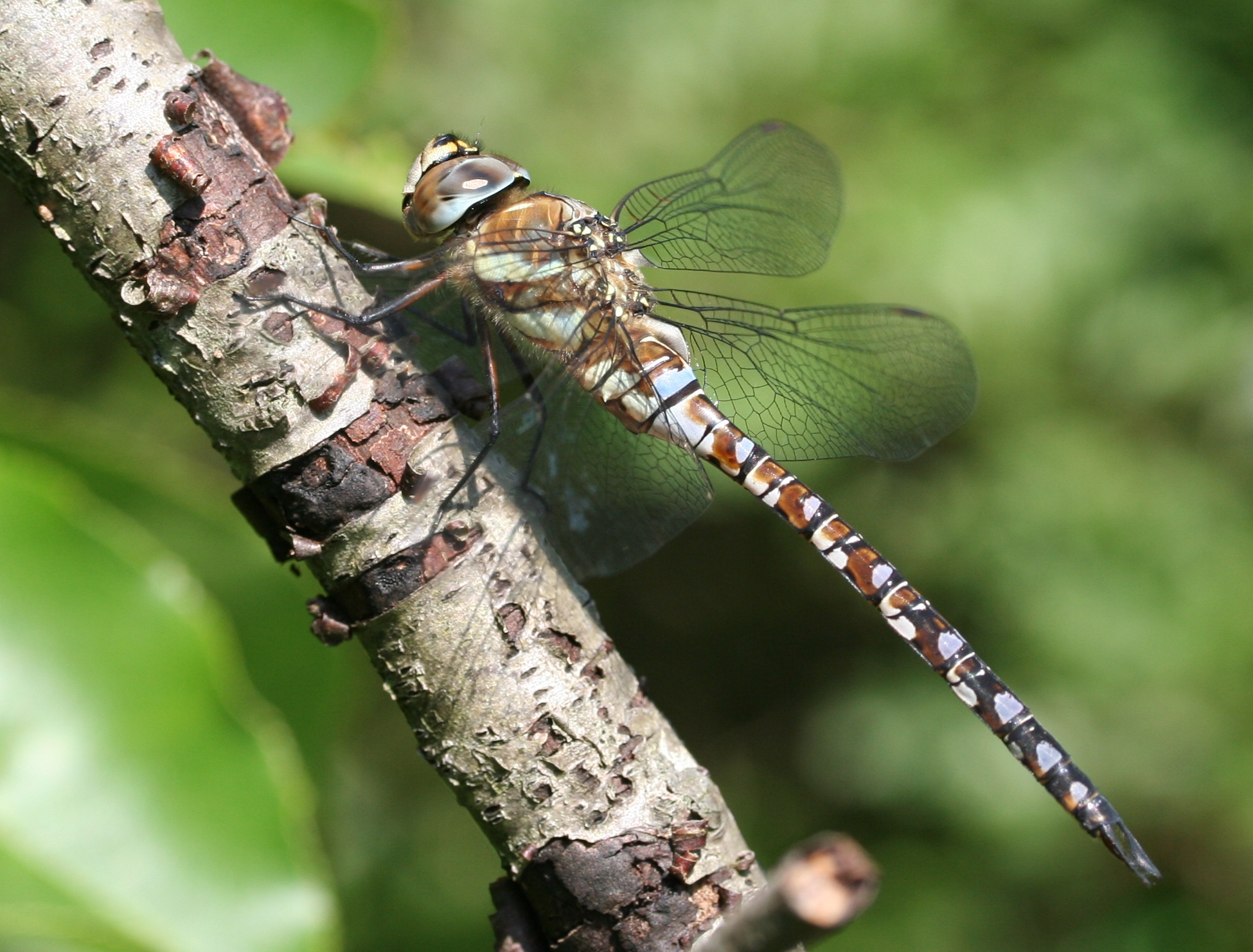
Nádi acsa (Aeshna mixta) - hím
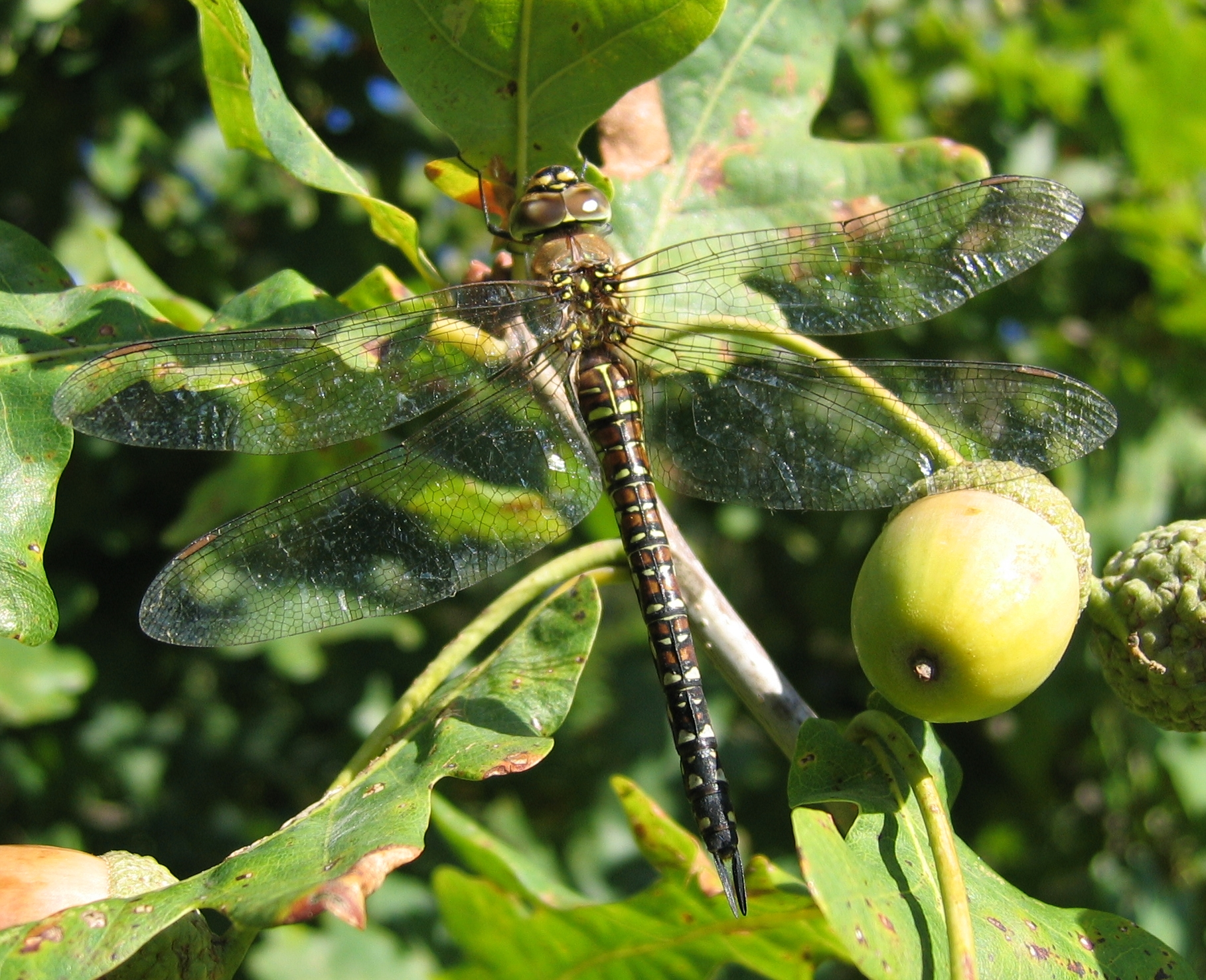
- nőstény
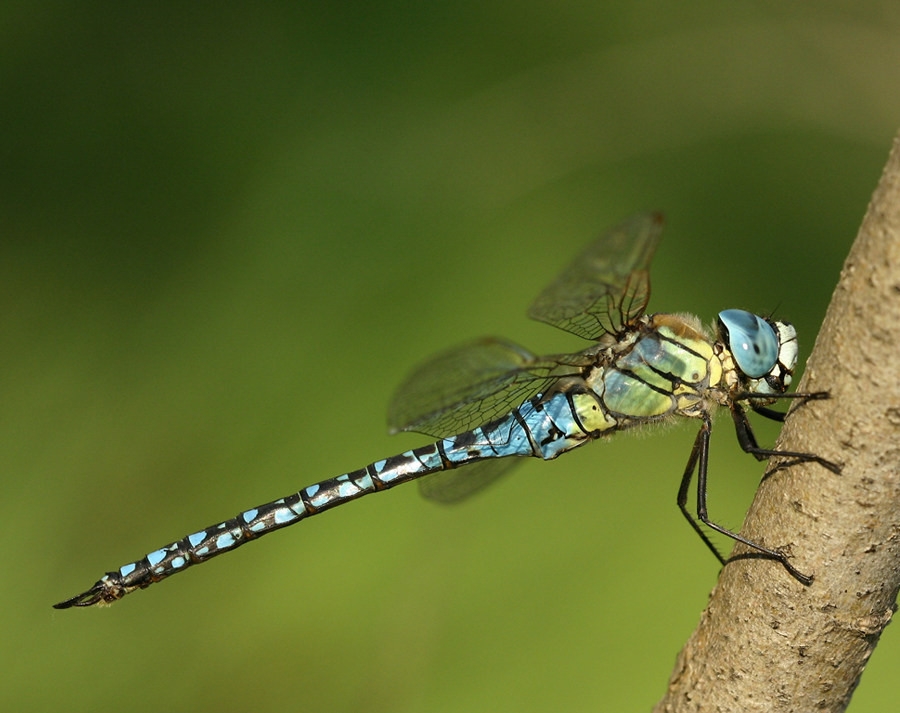
Gyakori acsa (Aeshna affinis) - hím
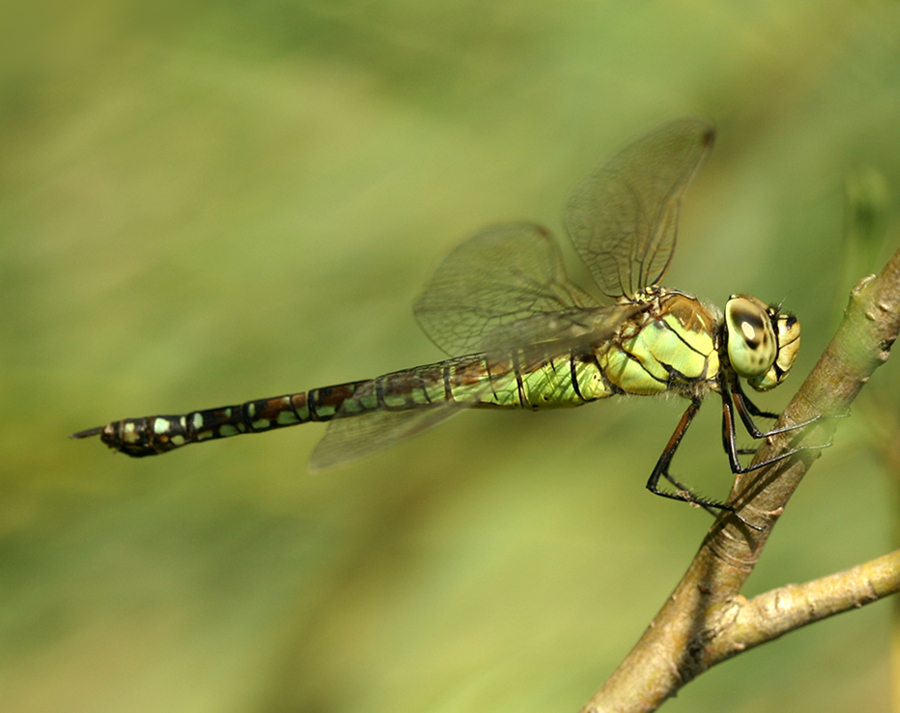
- nőstény
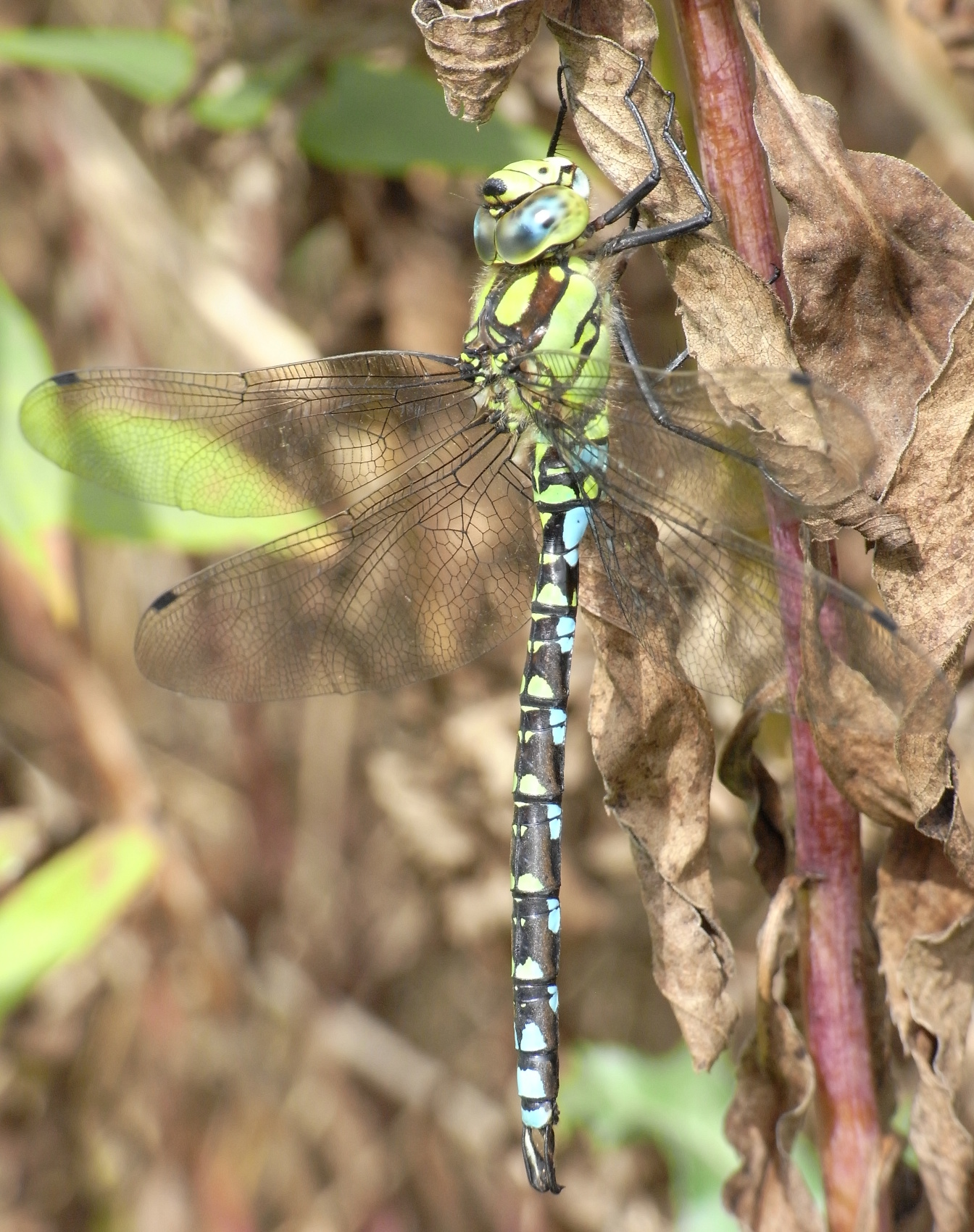
Sebes acsa (Aeshna cyanea) - hím
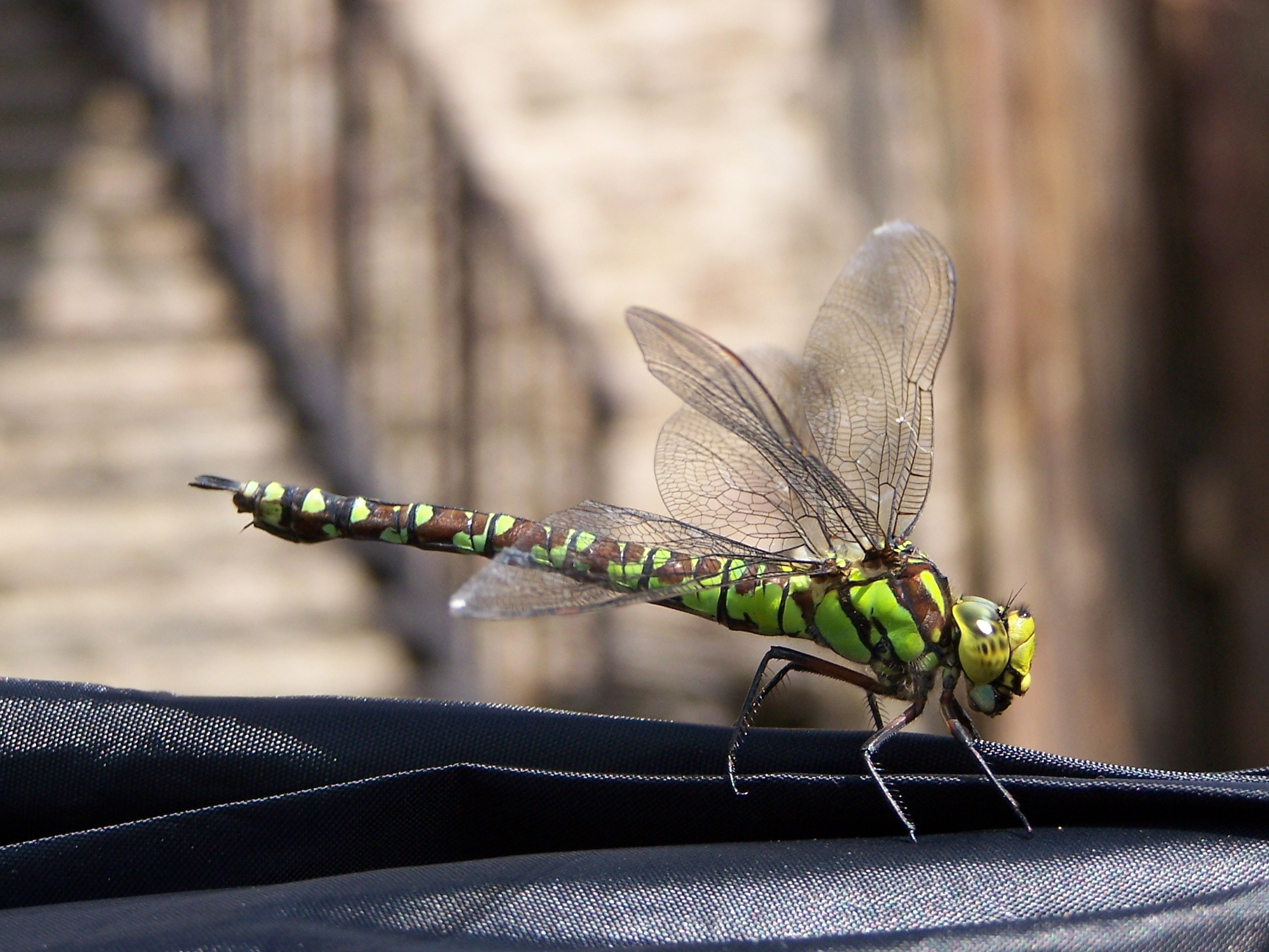
- nőstény
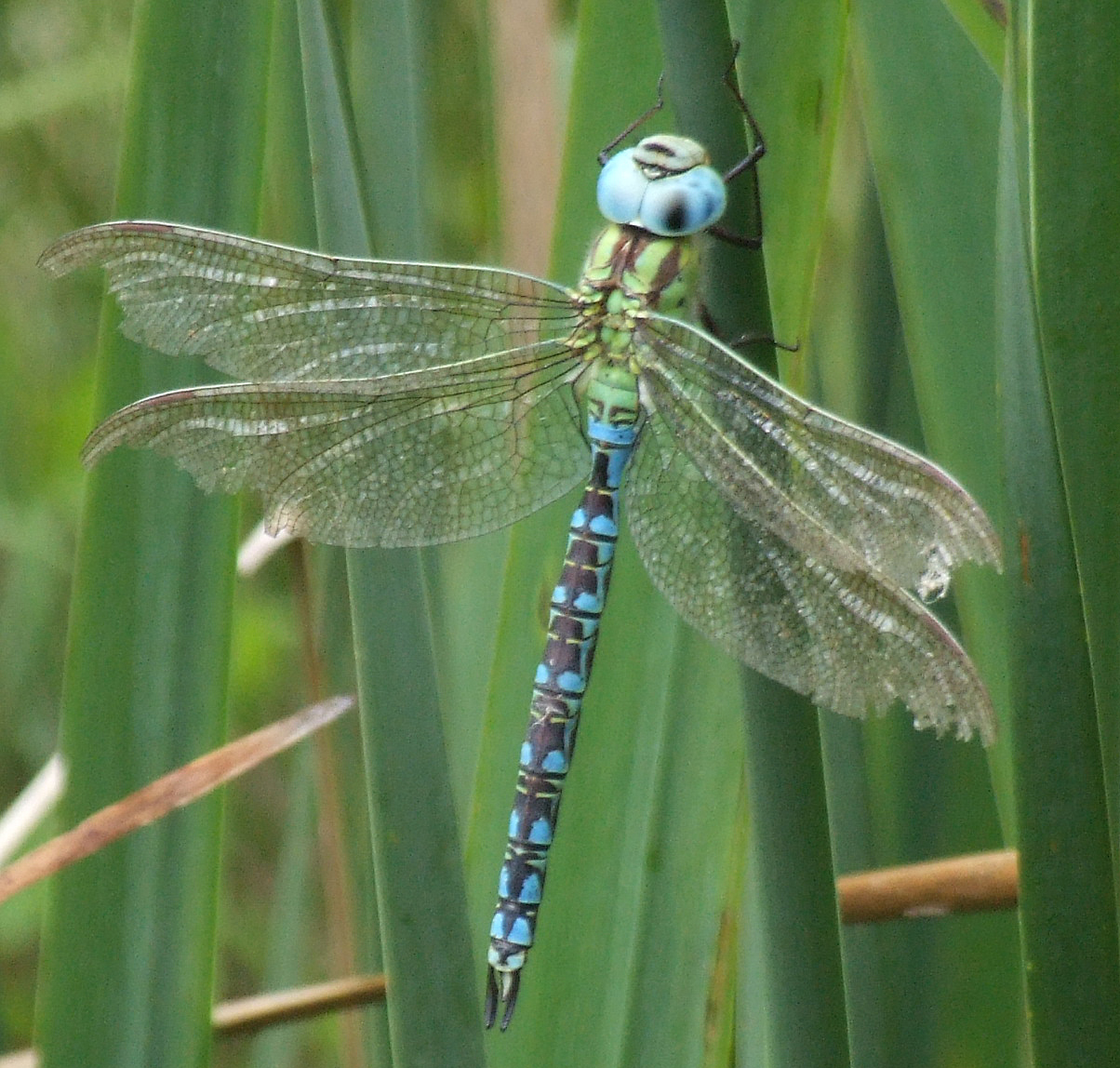
Zöld acsa (Aeshna viridis) – hím
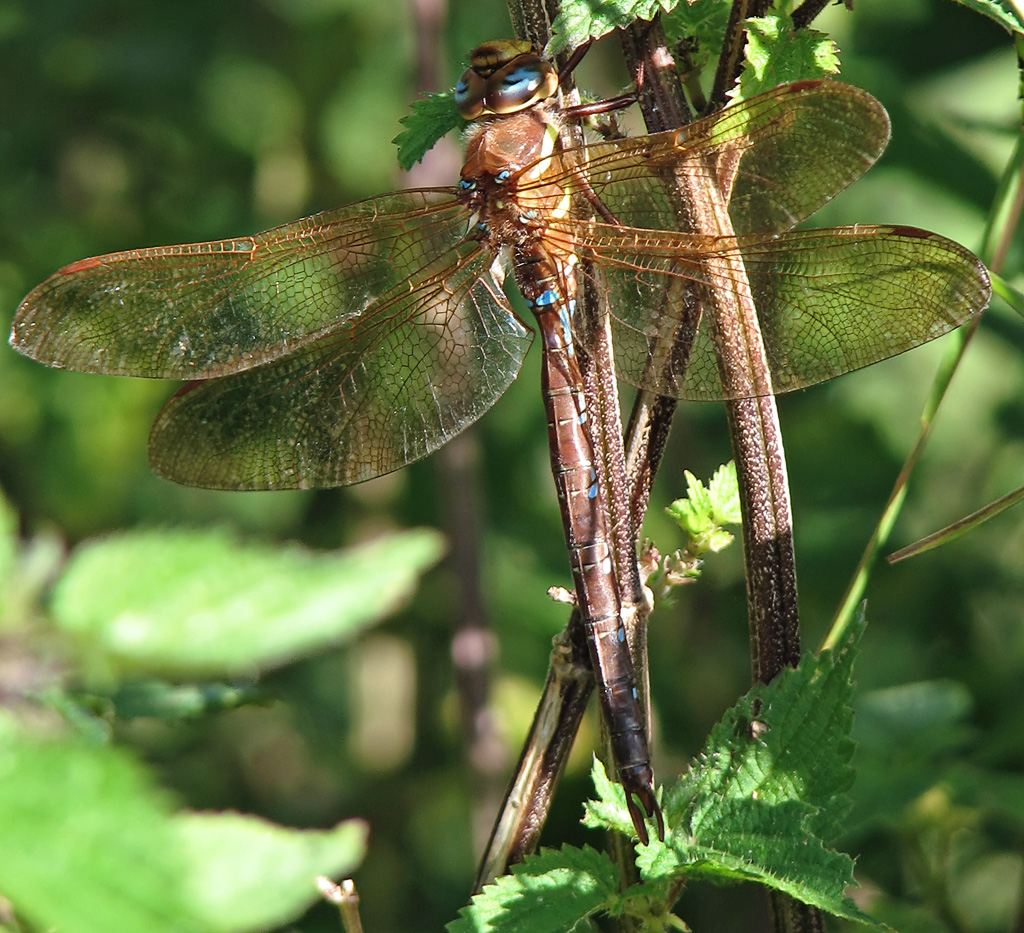
Nagy acsa (Aeshna grandis) - hím
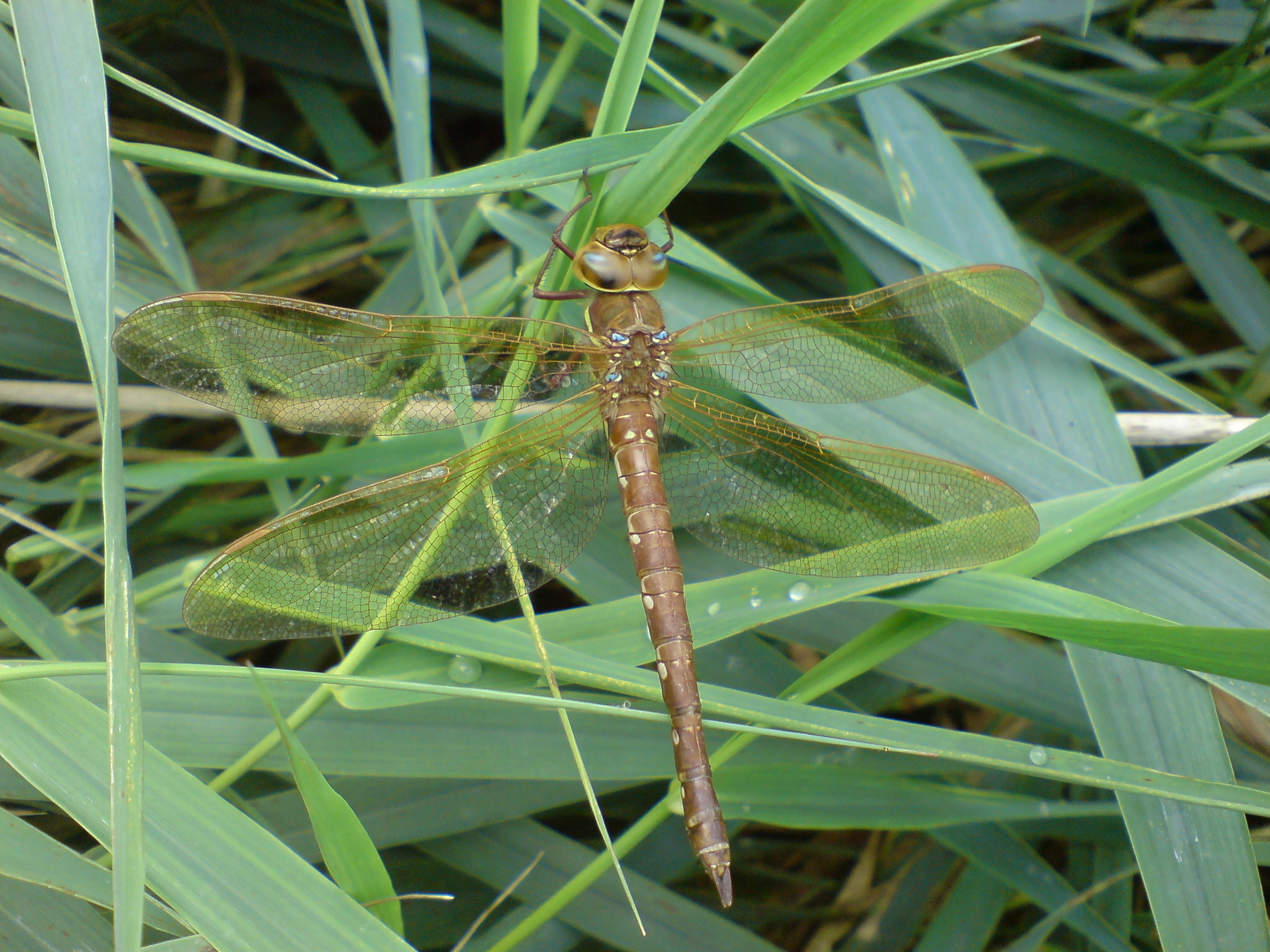
- nőstény
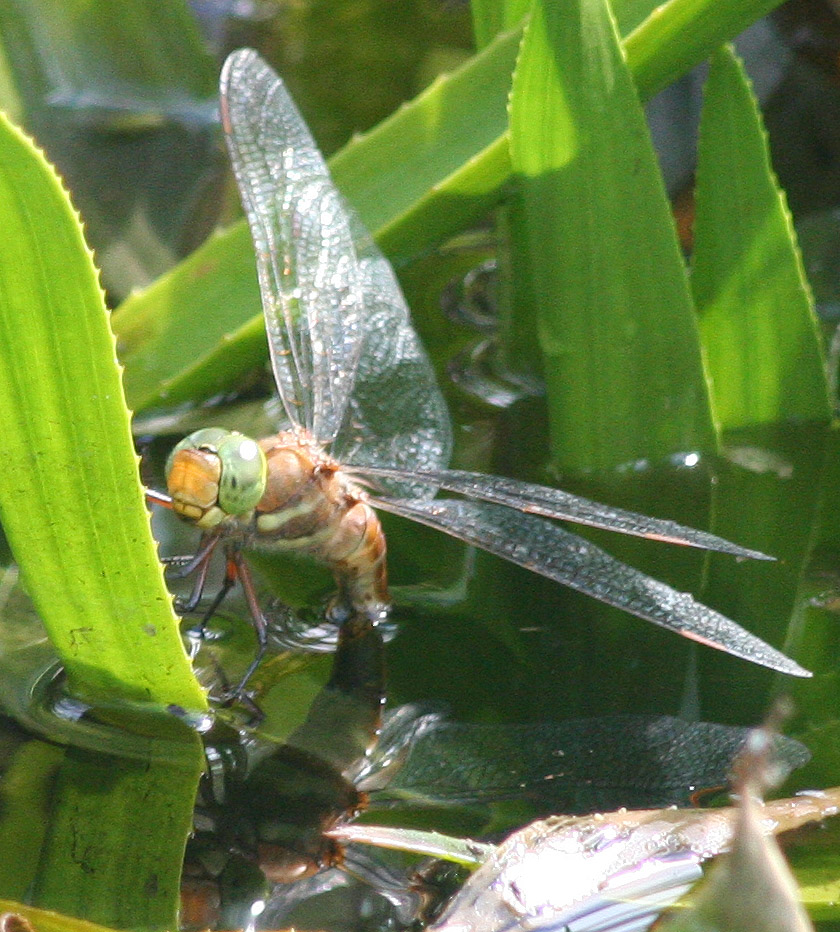
Lápi acsa (Aeshna isosceles)
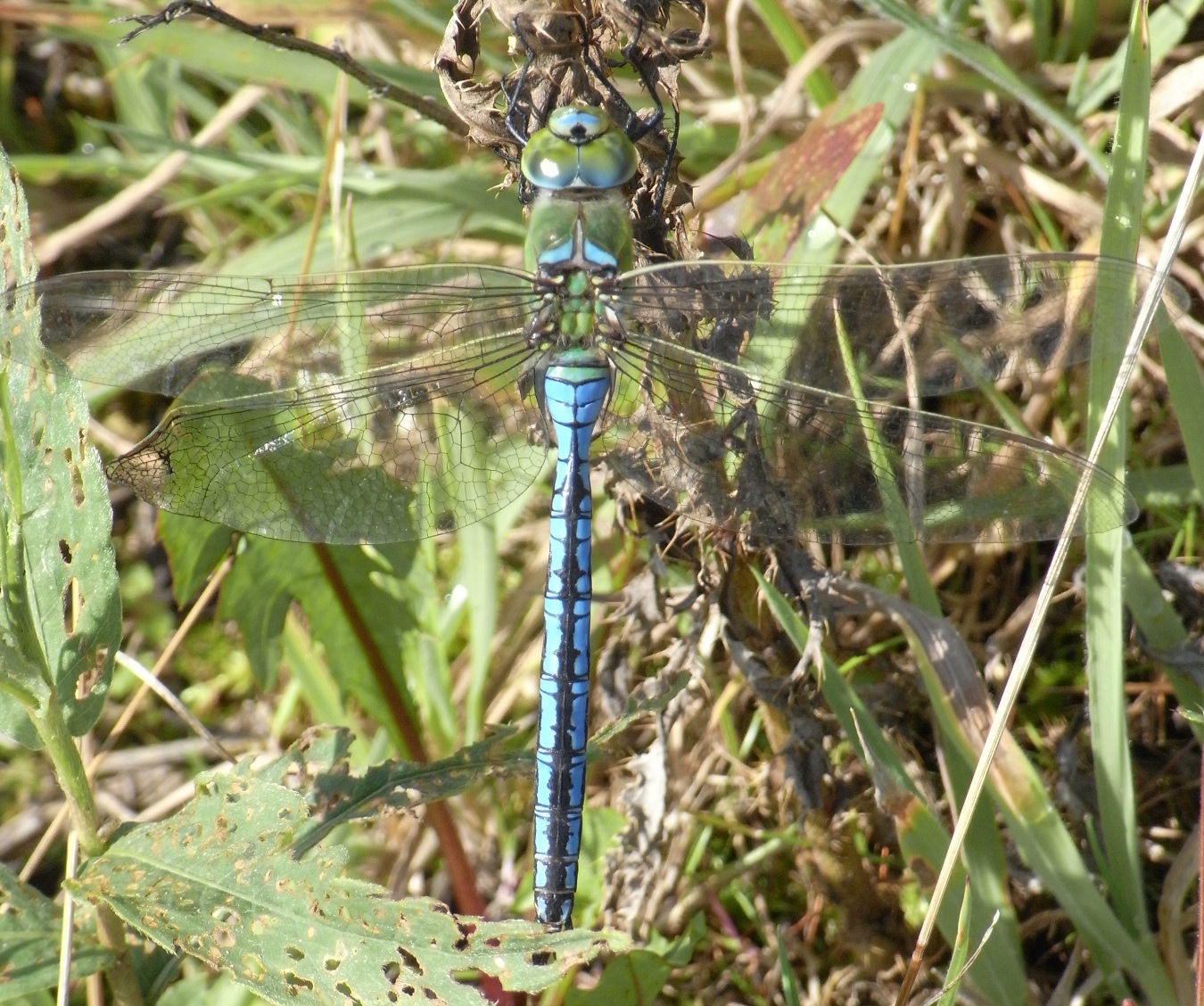
Óriás szitakötő (Anax imperator) - hím
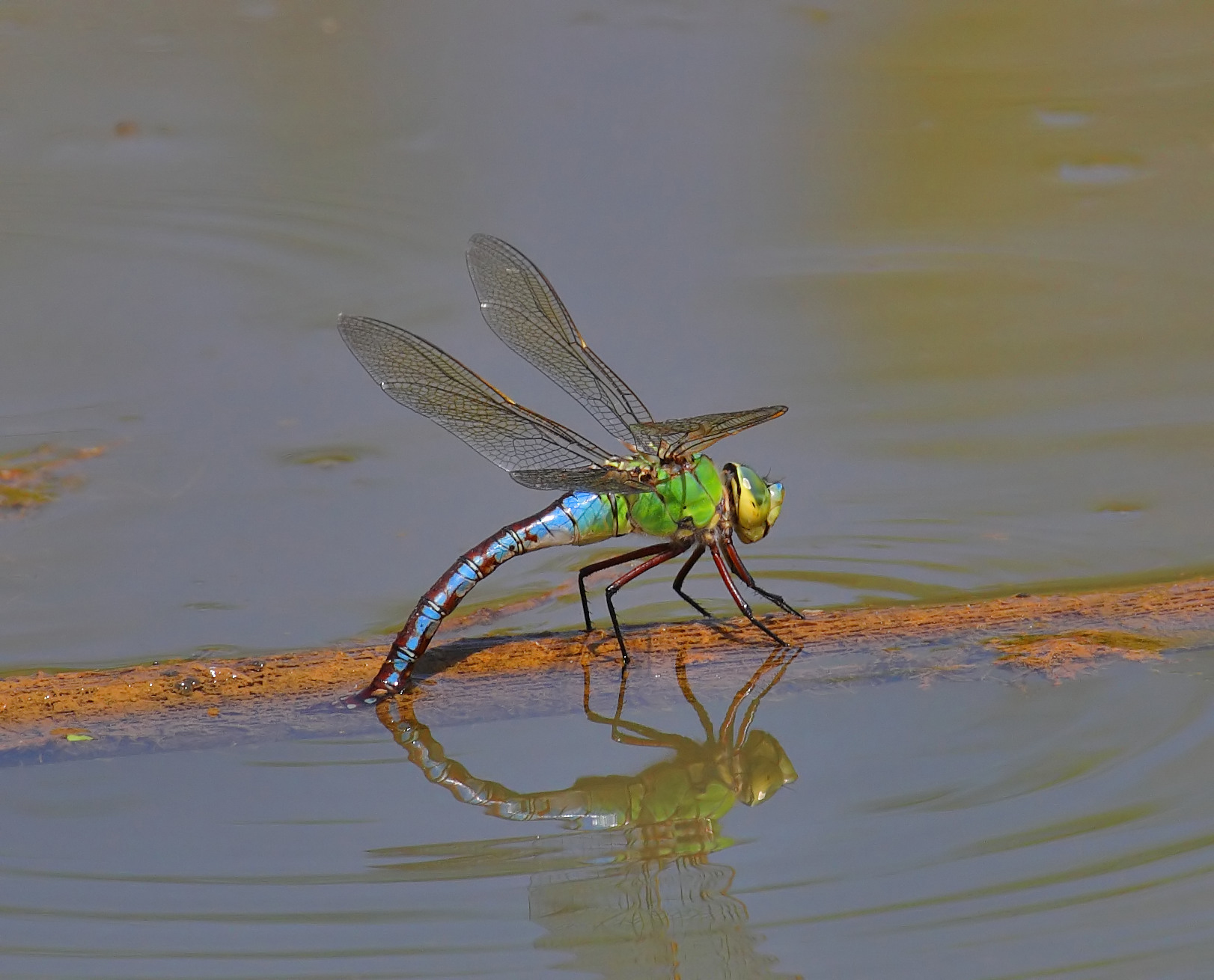
-nőstény
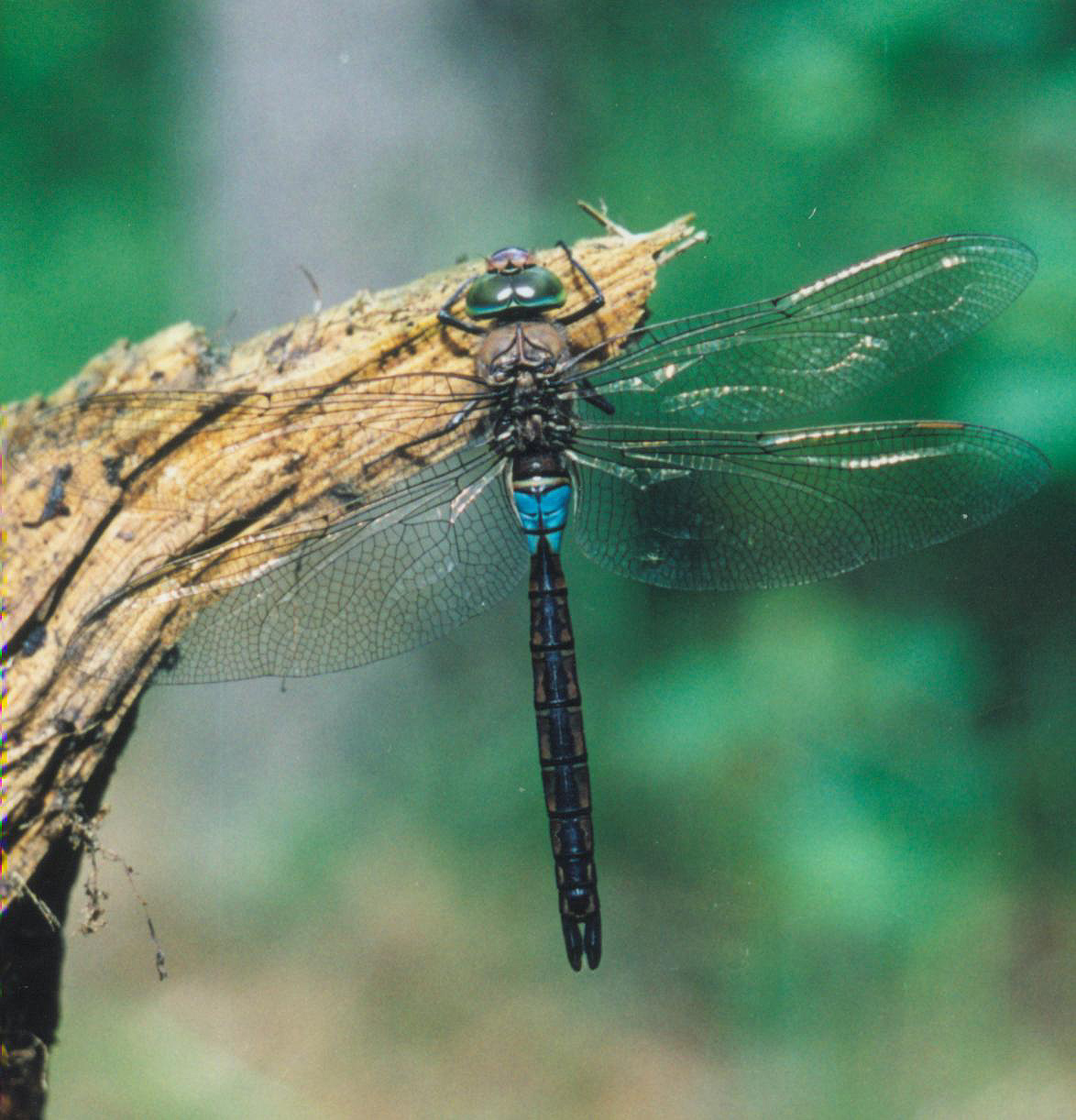
Tavi szitakötő (Anax parthenope) hím
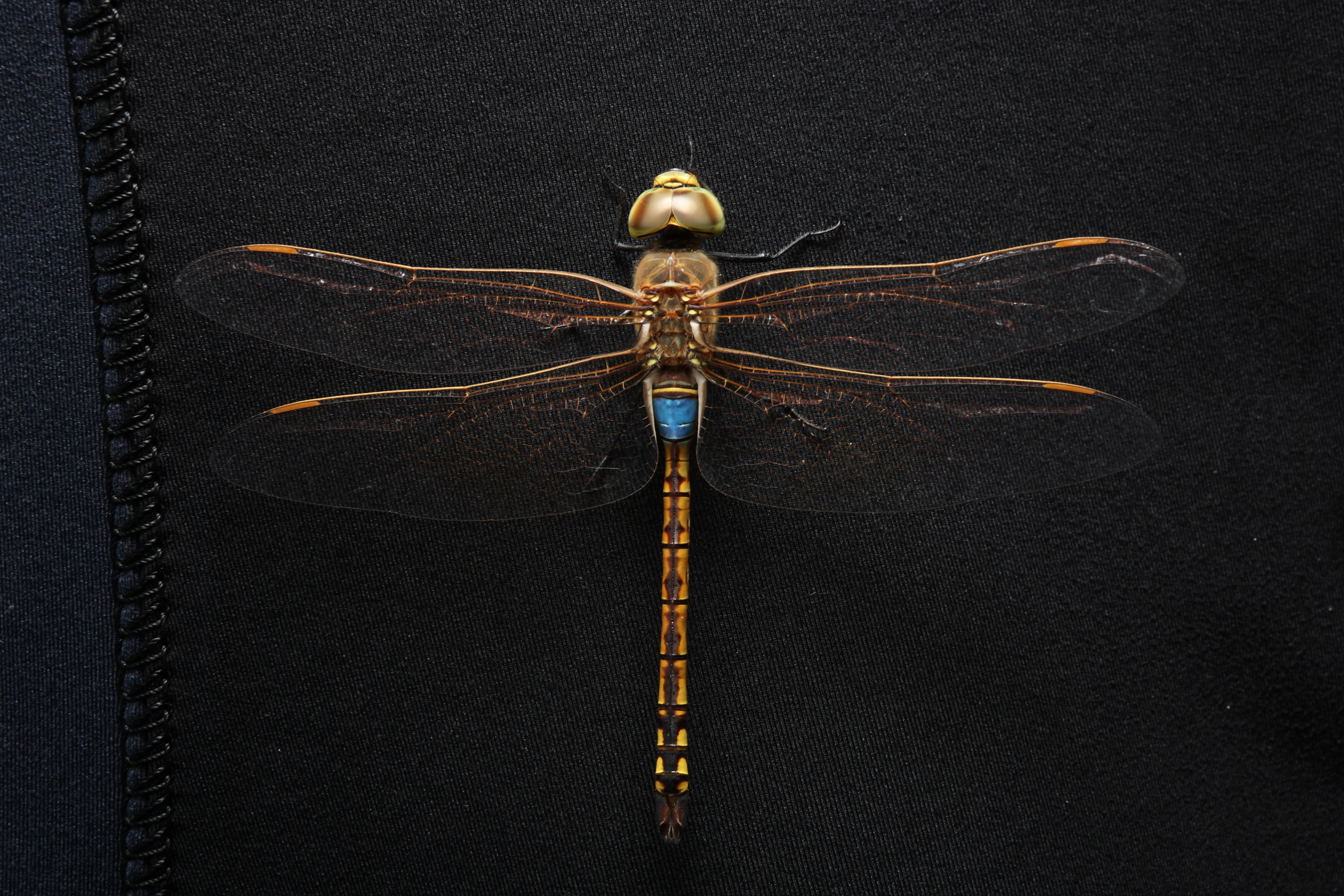
Nyerges szitakötő (Hemianax ephippiger) hím

##### Brachytroninaealcsaládja

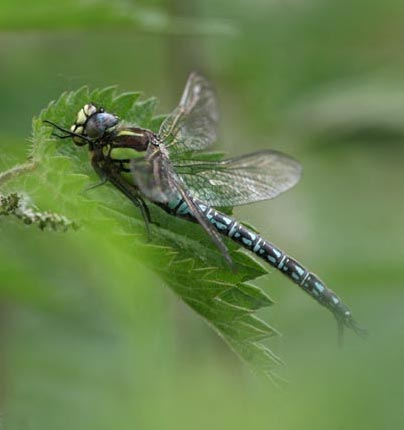
Szőrös szitakötő (Brachytron pratense)

#### Folyami szitakötők(Gomphidae)családja

##### Gomphinaealcsaládja

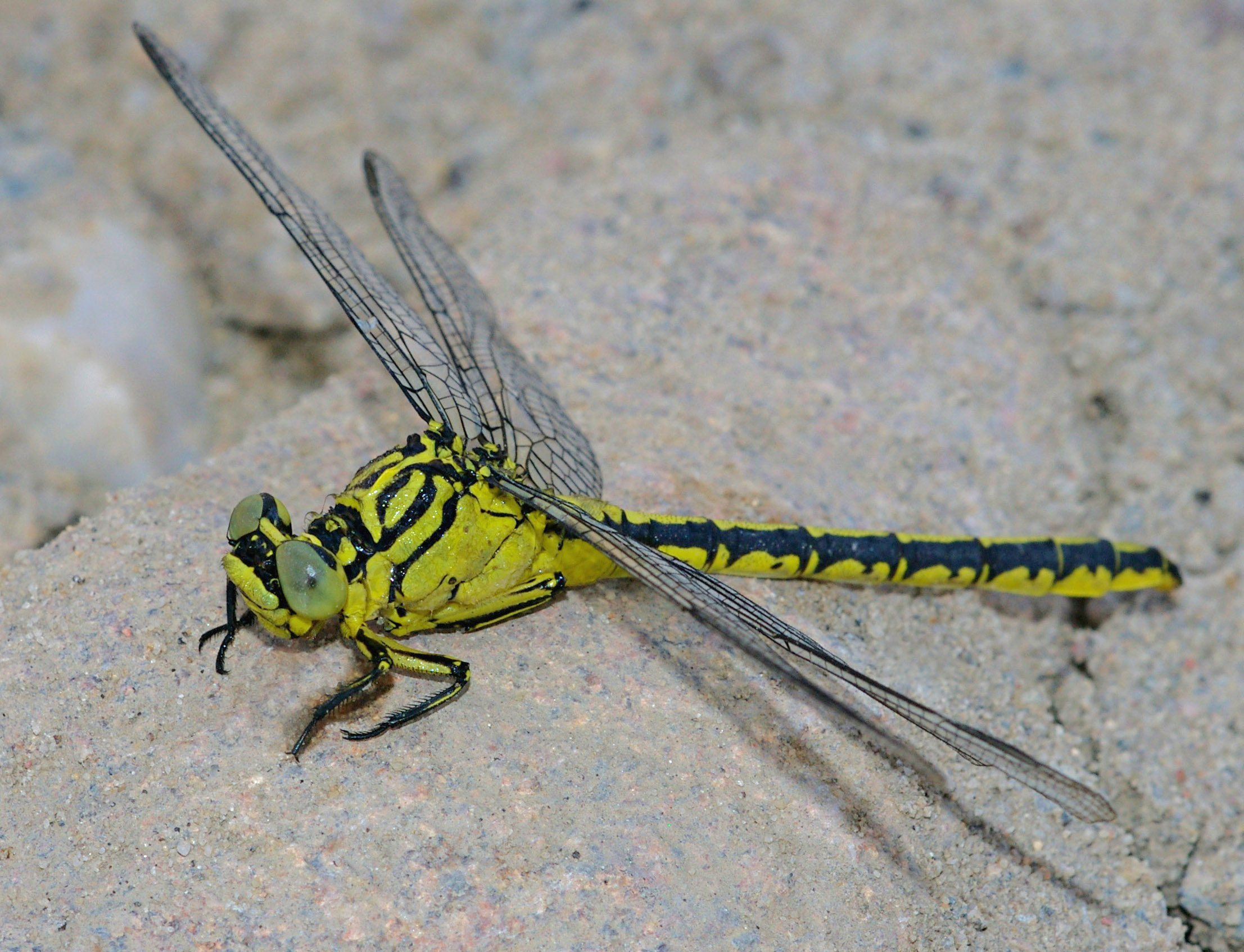
Sárgás szitakötő (Gomphus flavipes) - nőstény
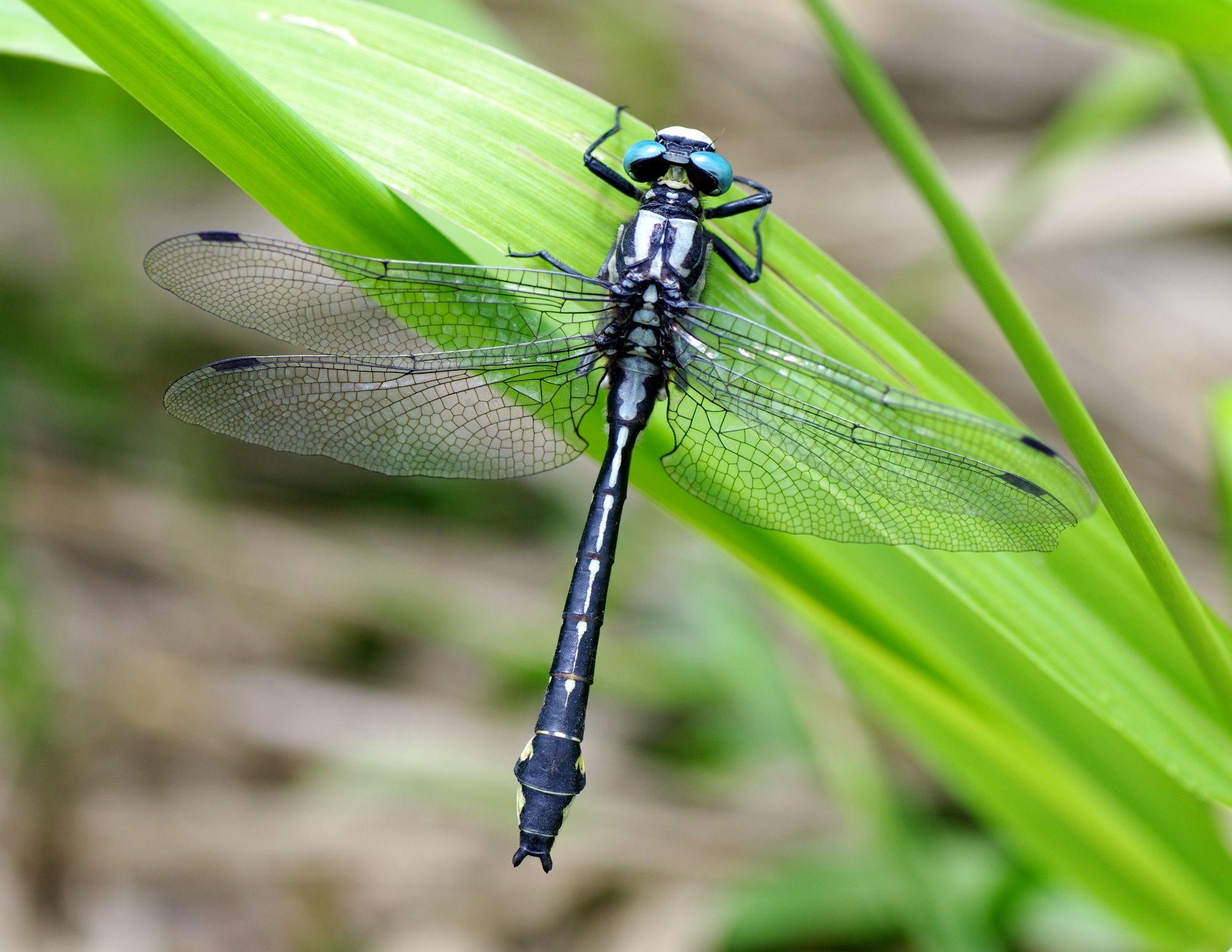
Feketelábú szitakötő (Gomphus vulgatissimus)  hím
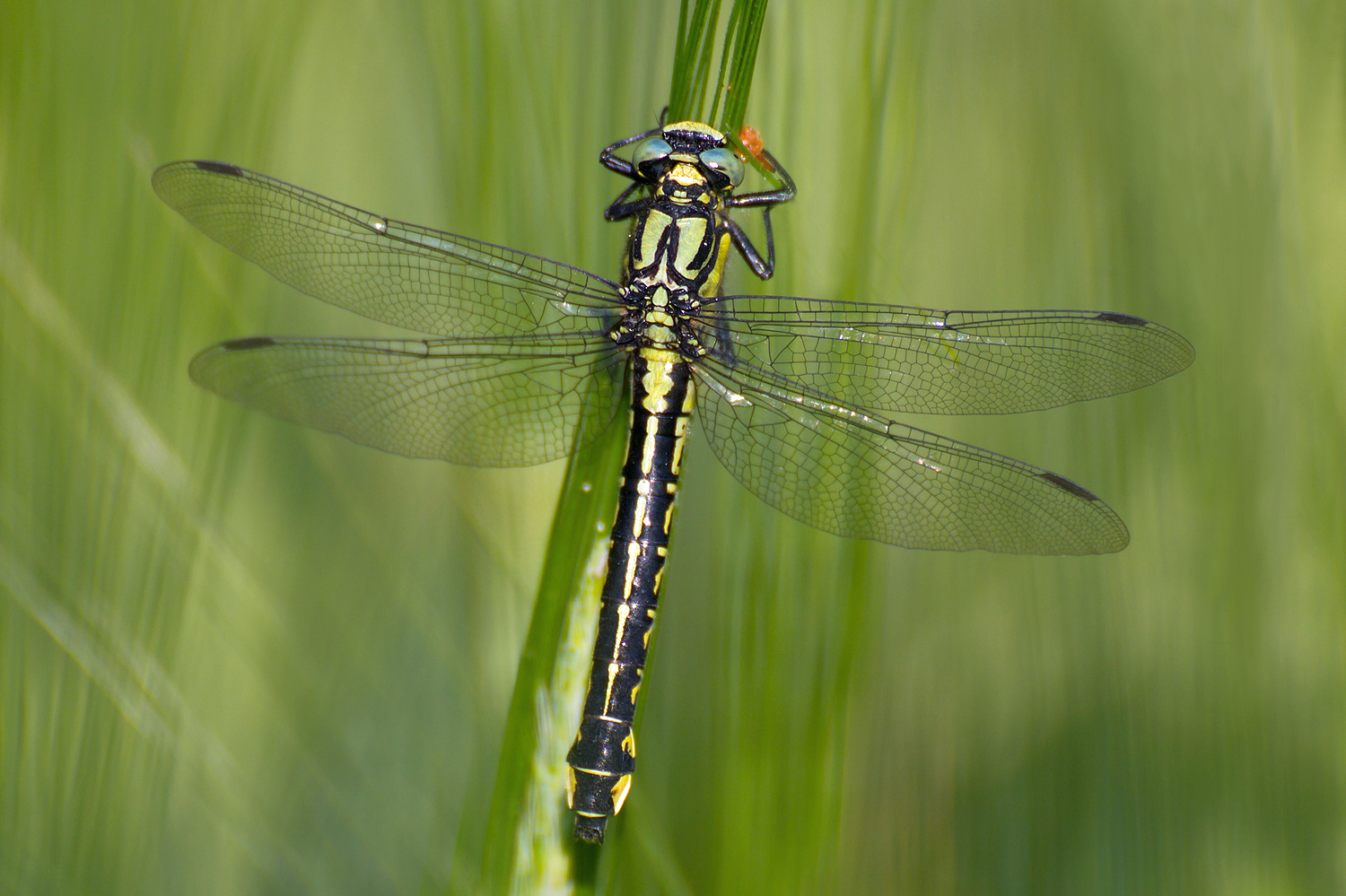
nőstény
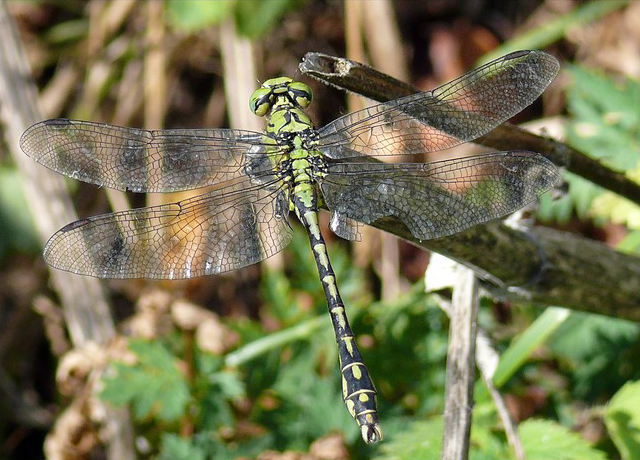
Erdei szitakötő (Ophiogomphus cecilia) hím
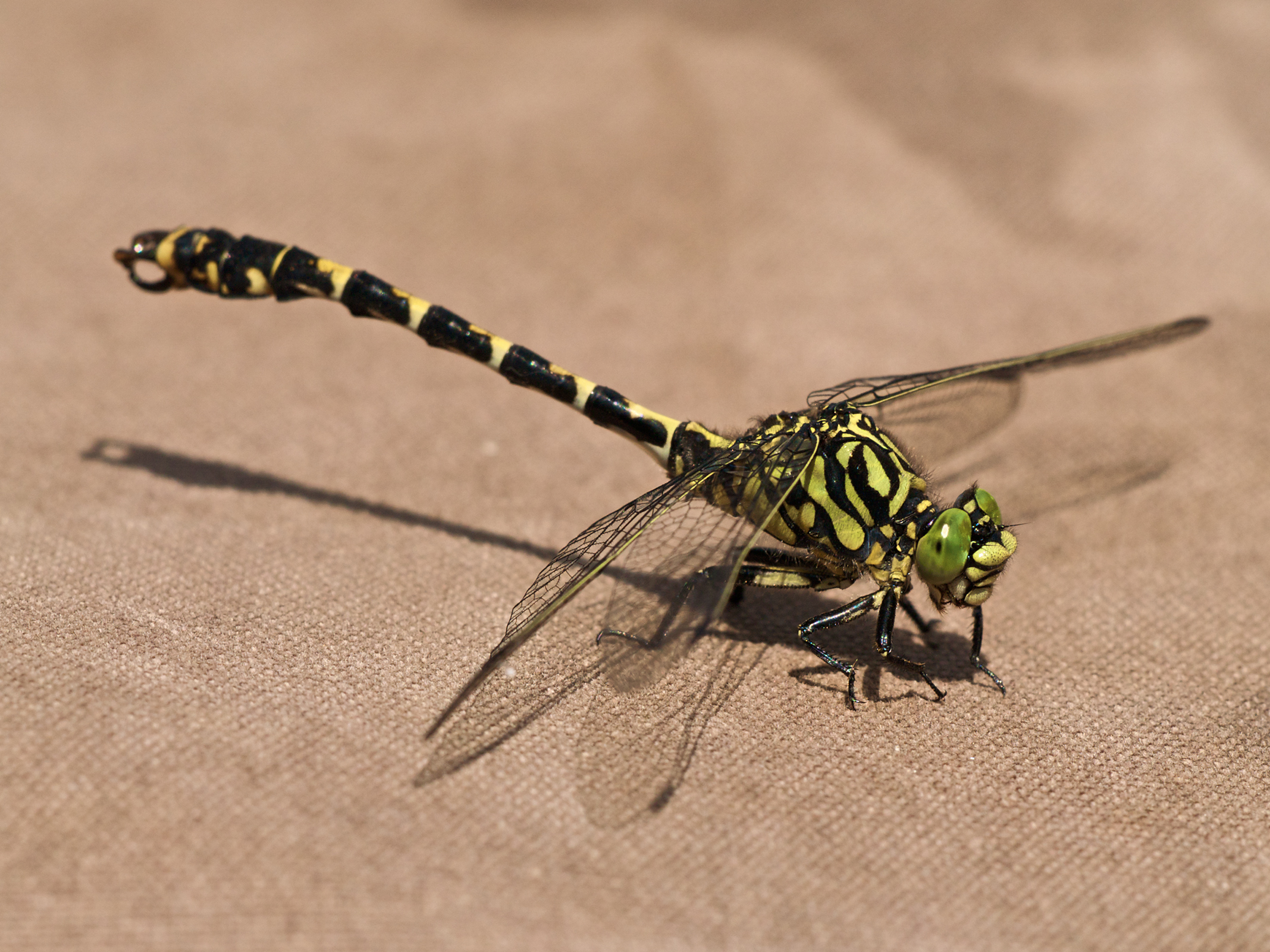
Csermelyszitakötő (Onychogomphus forcipatus) hím
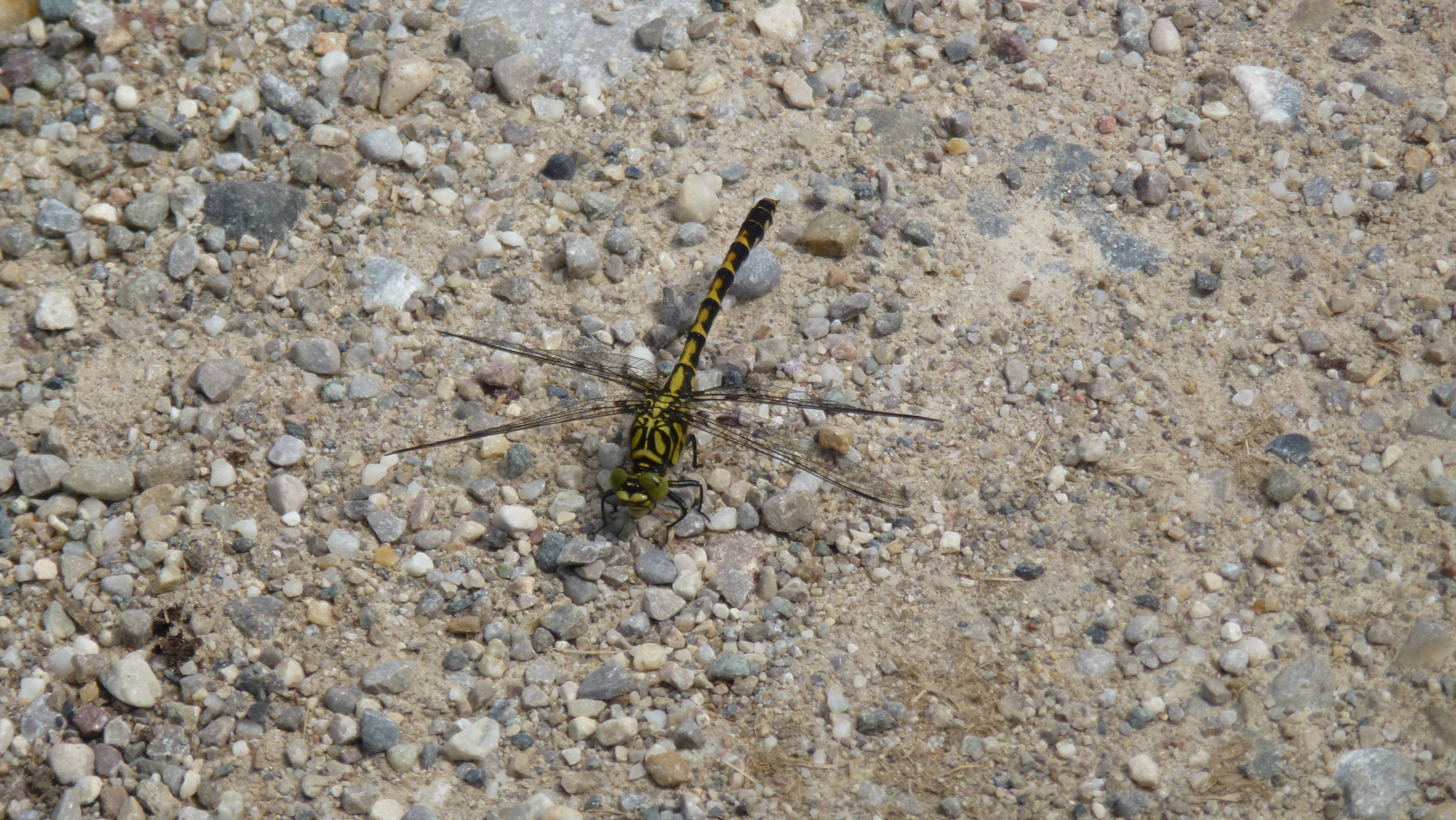
nőstény

### Cordulegasteroideaöregcsaládja

#### Hegyi szitakötőkCordulegasteridaecsaládja

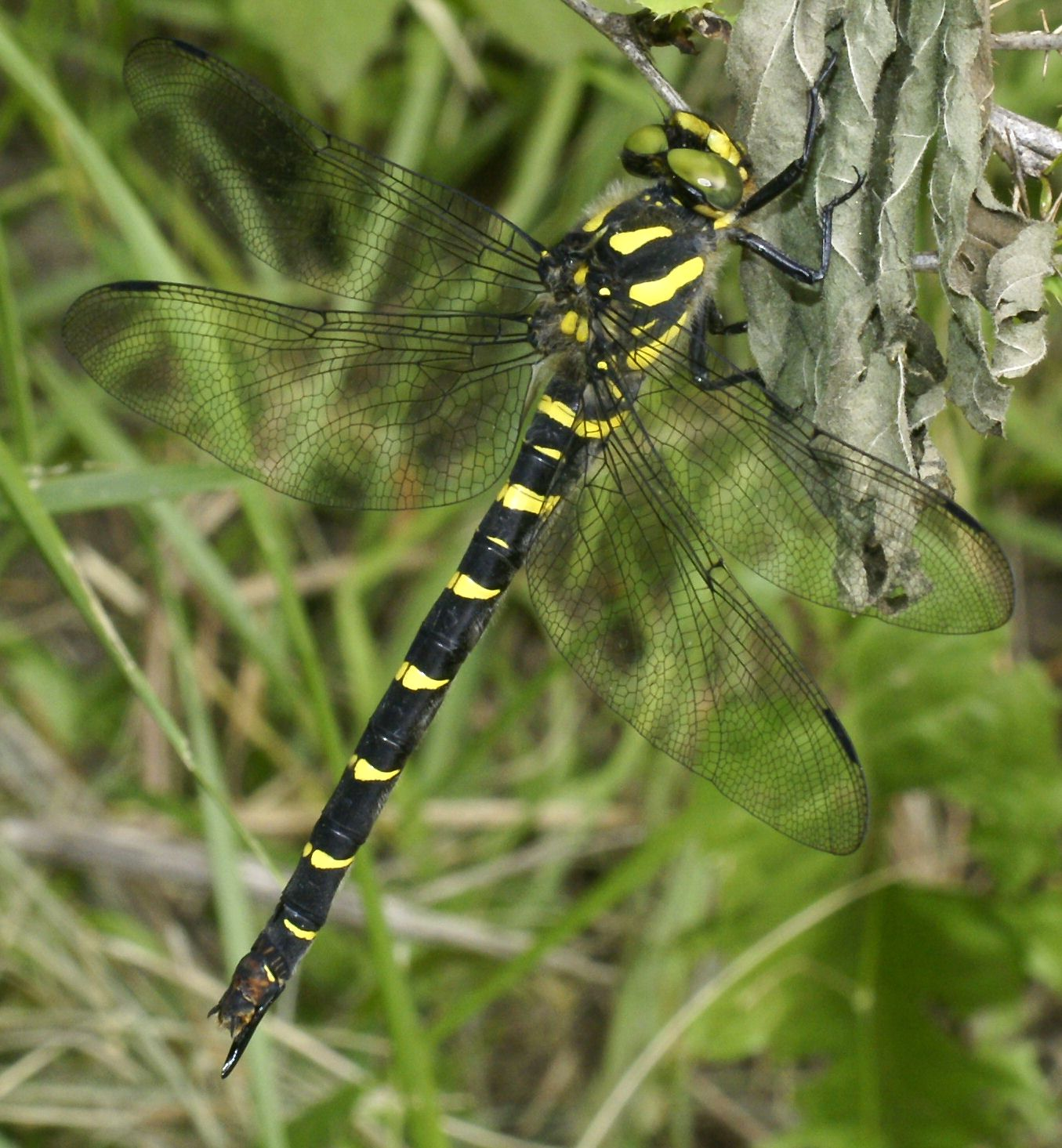
Hegyi szitakötő (Cordulegaster bidentata)
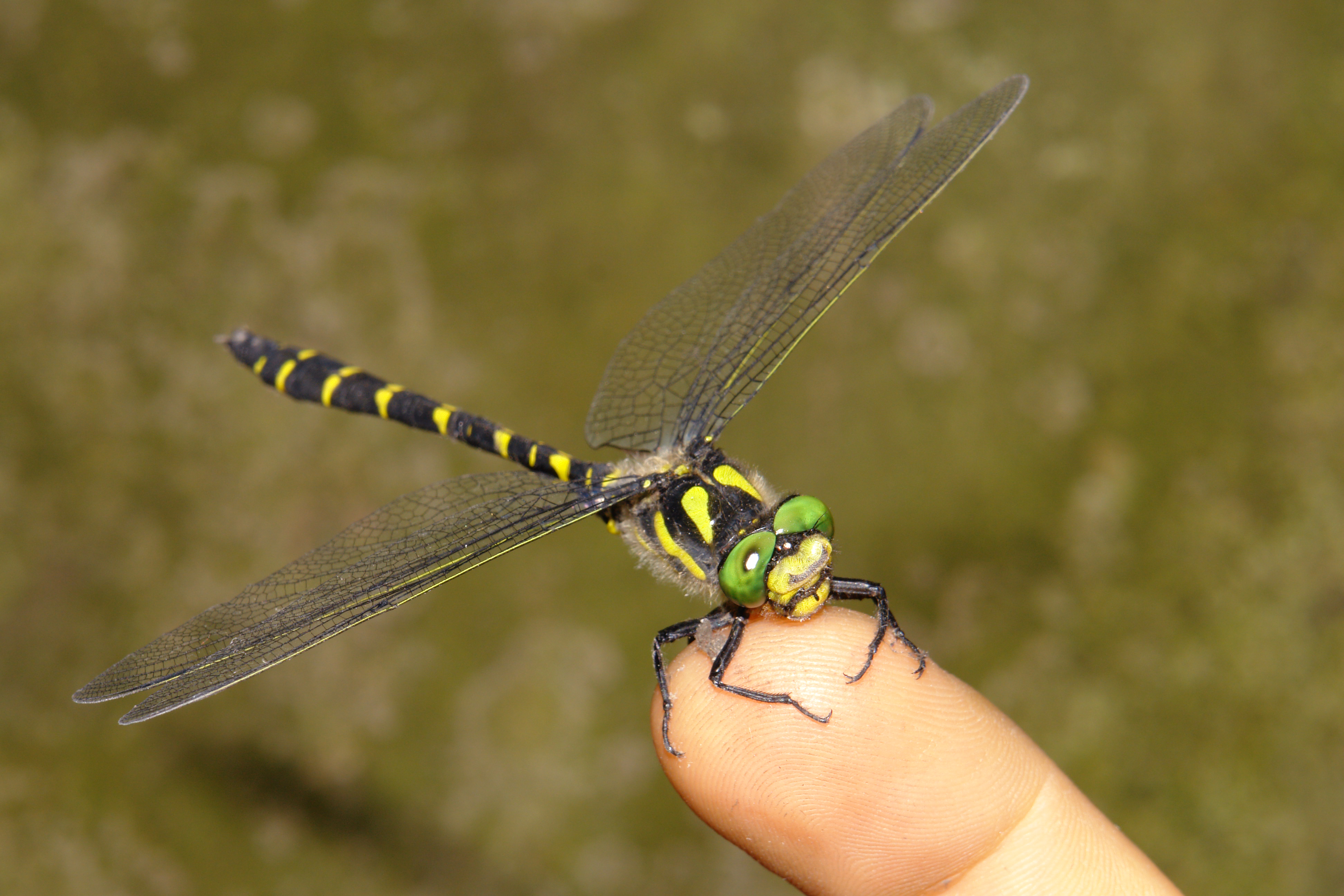
Kétcsíkos hegyiszitakötő (Cordulegaster heros)

### Libelluloideaöregcsaládja

#### Sárkány-szitakötőkCorduliidaecsaládja

##### Corduliinaealcsaládja

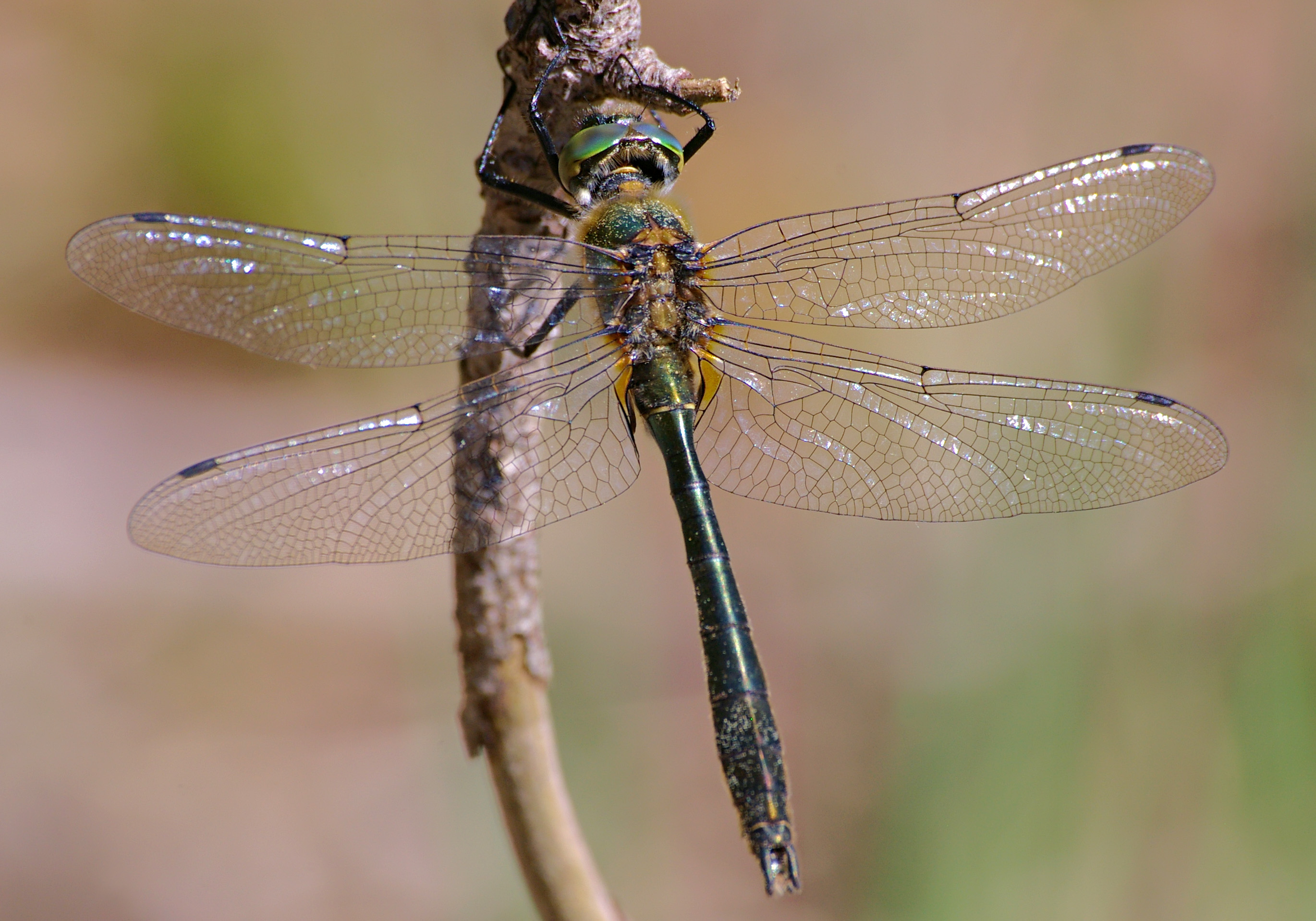
Érces szitakötő (Cordulia aenea) hím
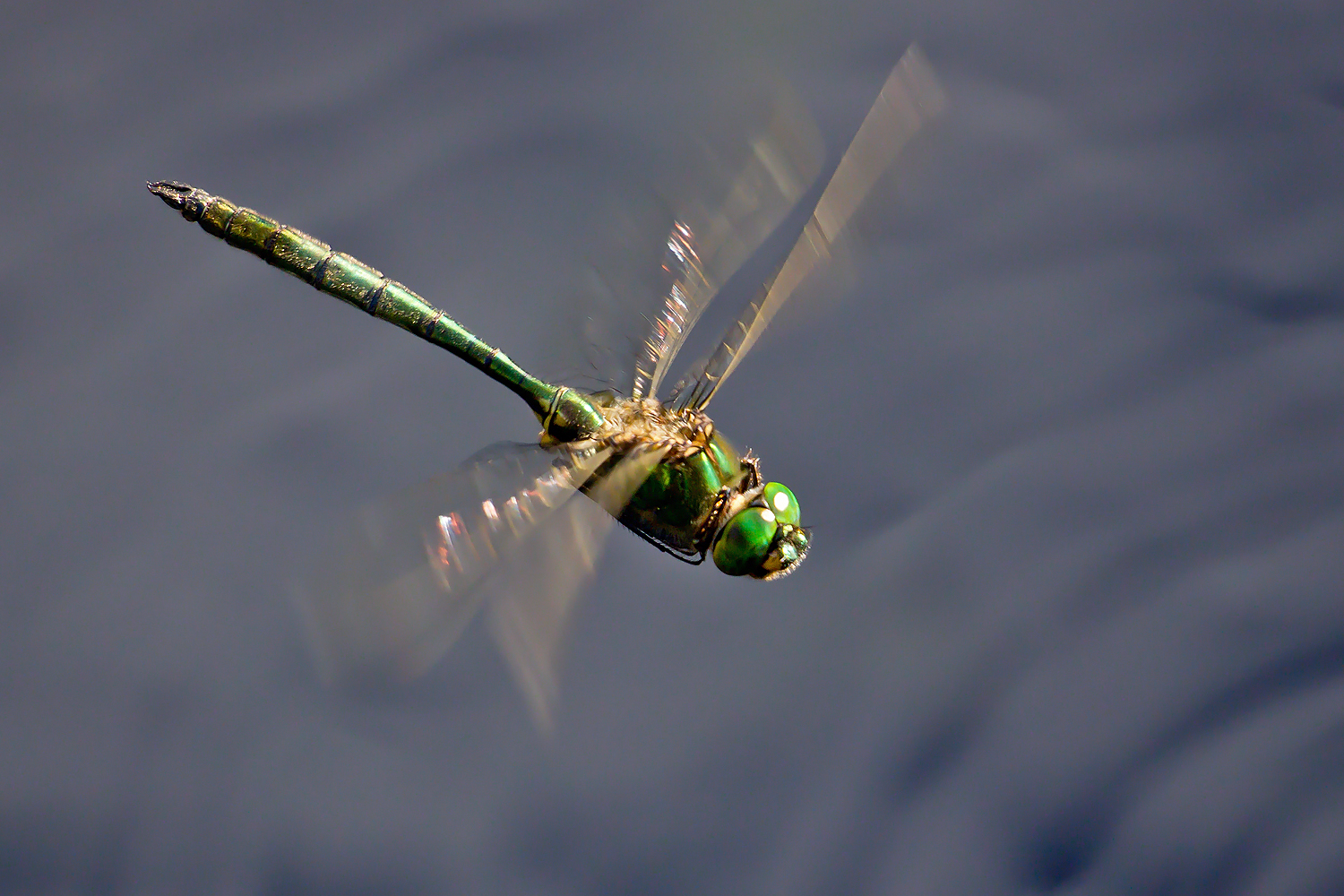
Fémzöld szitakötő (Somatochlora metallica) hím
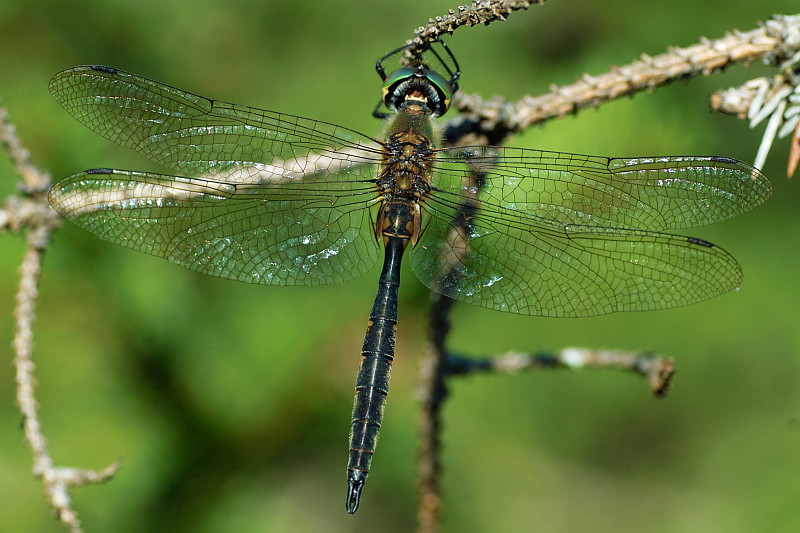
Sárgafoltos szitakötő (Somatochlora flavomaculata) hím
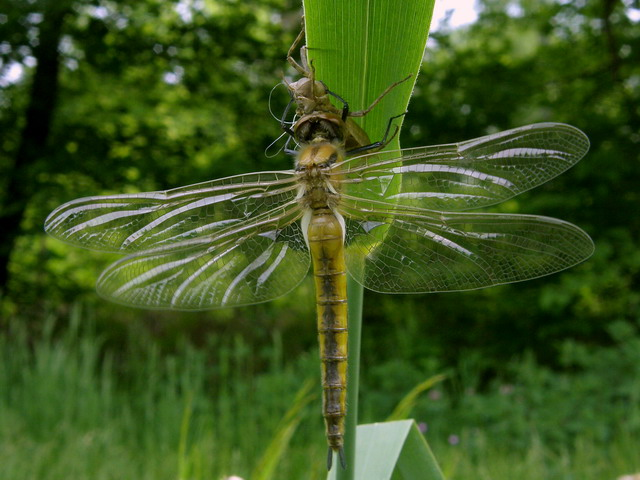
Kétfoltú szitakötő (Epitheca bimaculata) nőstény

#### Laposhasú acsákLibellulidaecsaládja

##### Libellulinaealcsaládja

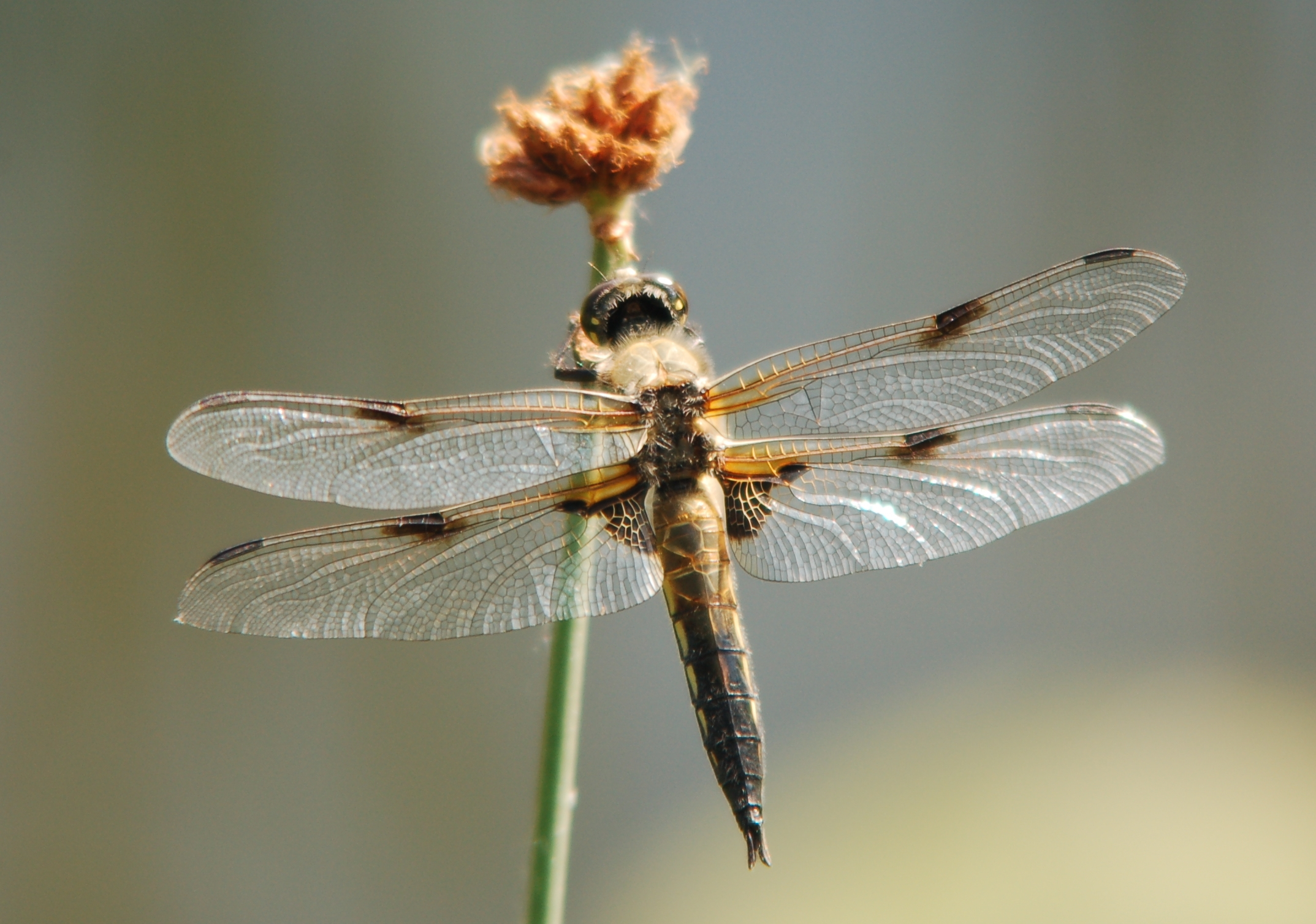
Négyfoltos acsa (Libellula quadrimaculata) hím
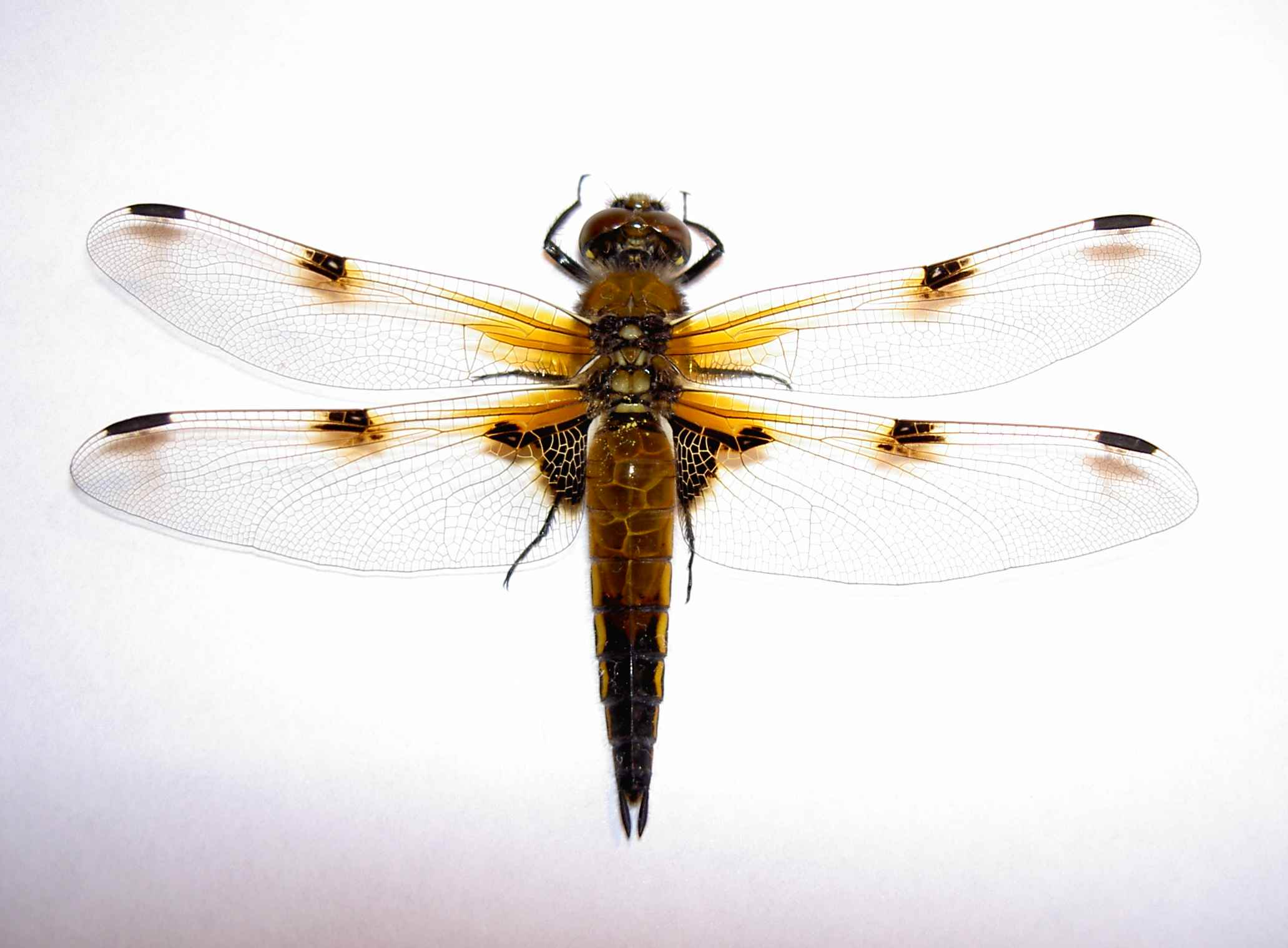
nőstény
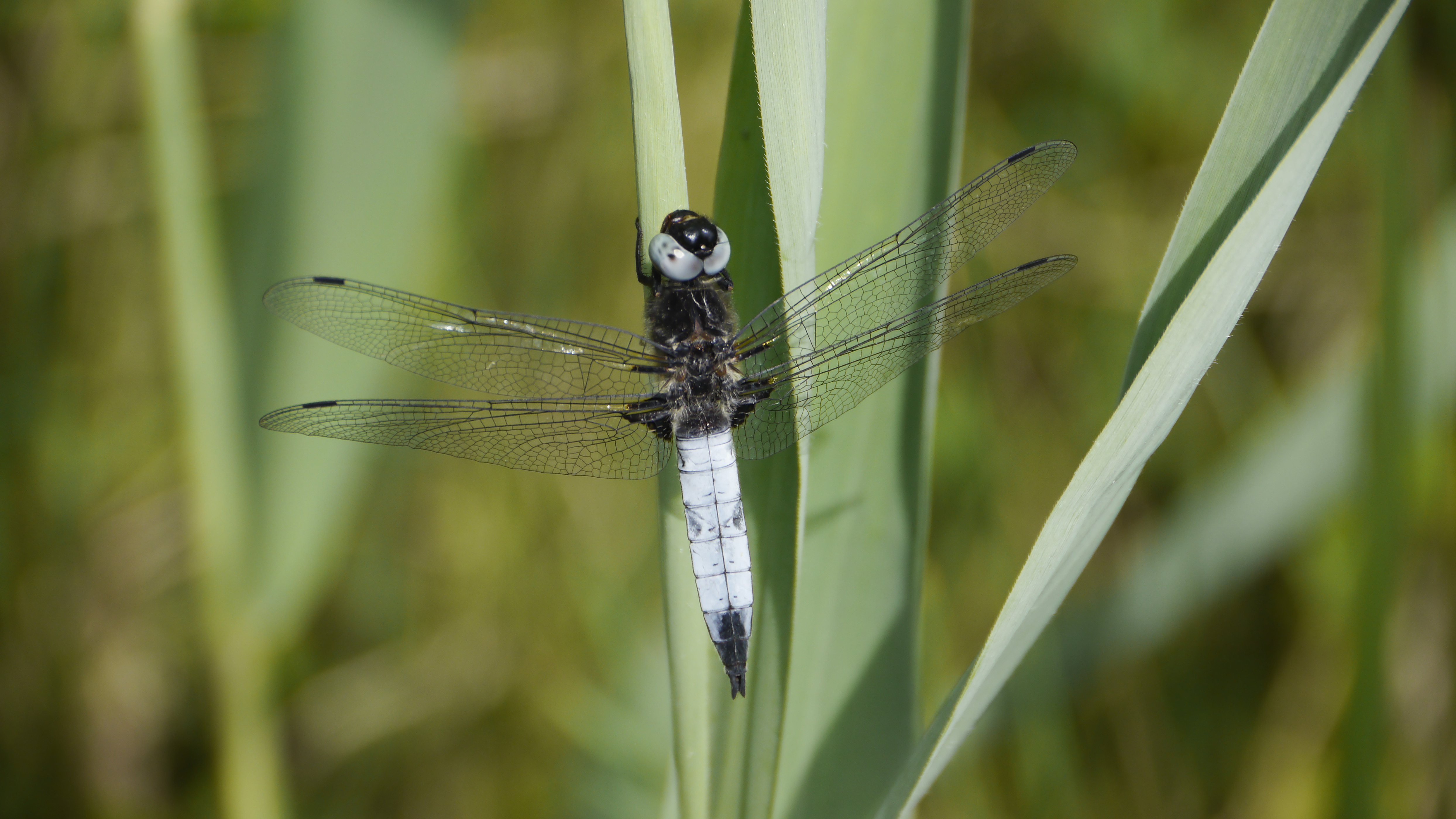
Kisfoltos laposacsa (Libellula fulva) hím
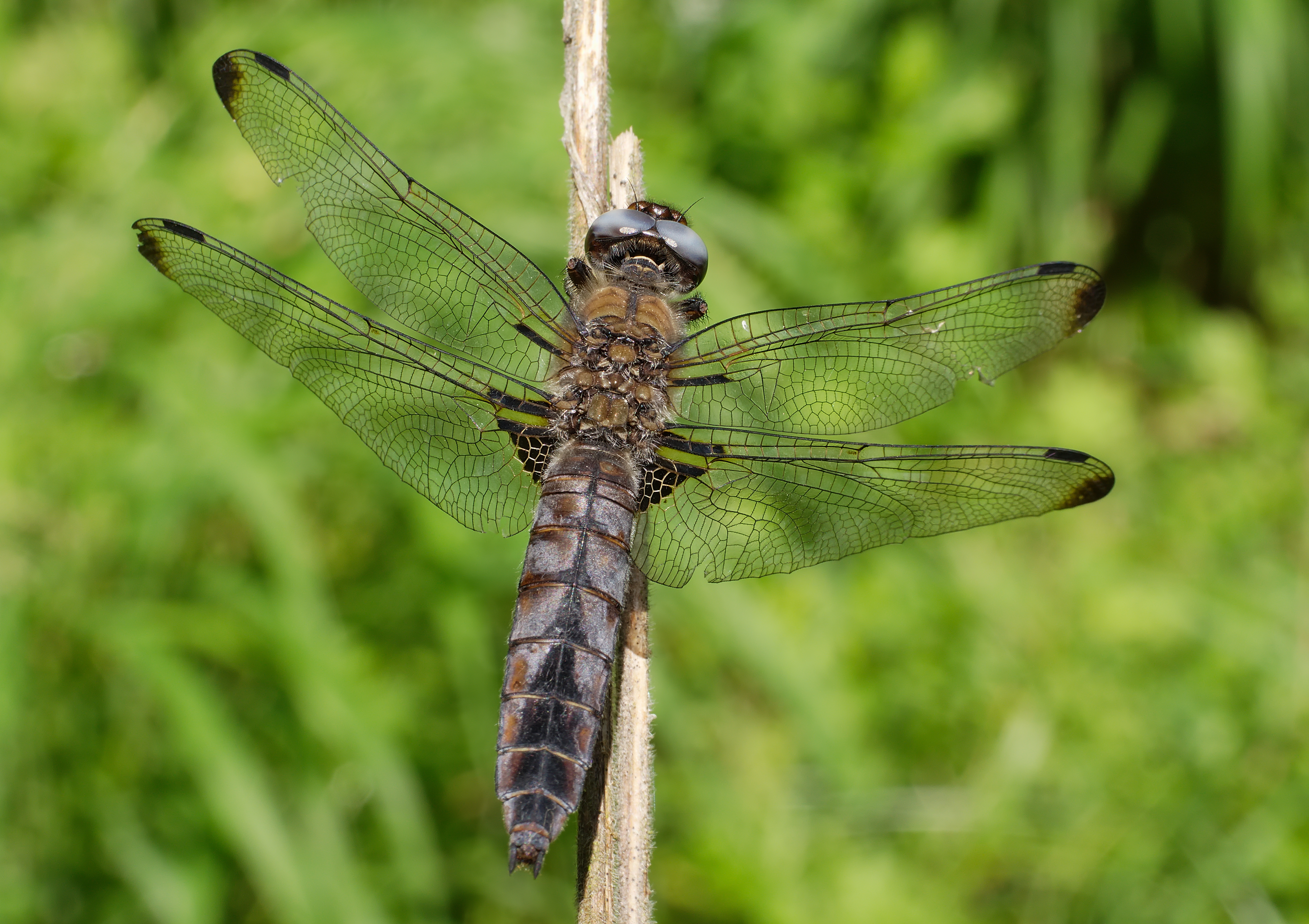
nőstény
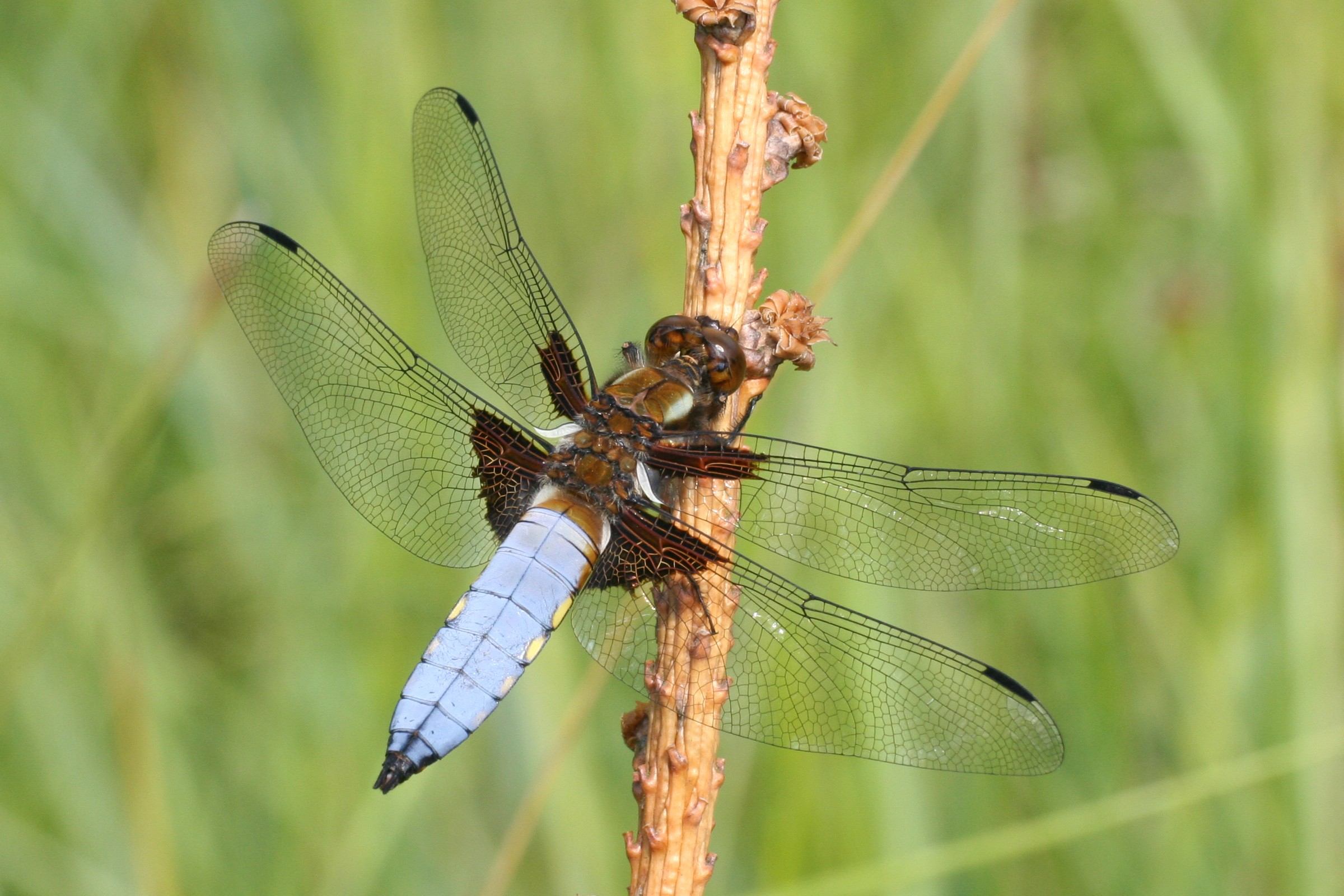
Laposhasú acsa (Libellula depressa) hím
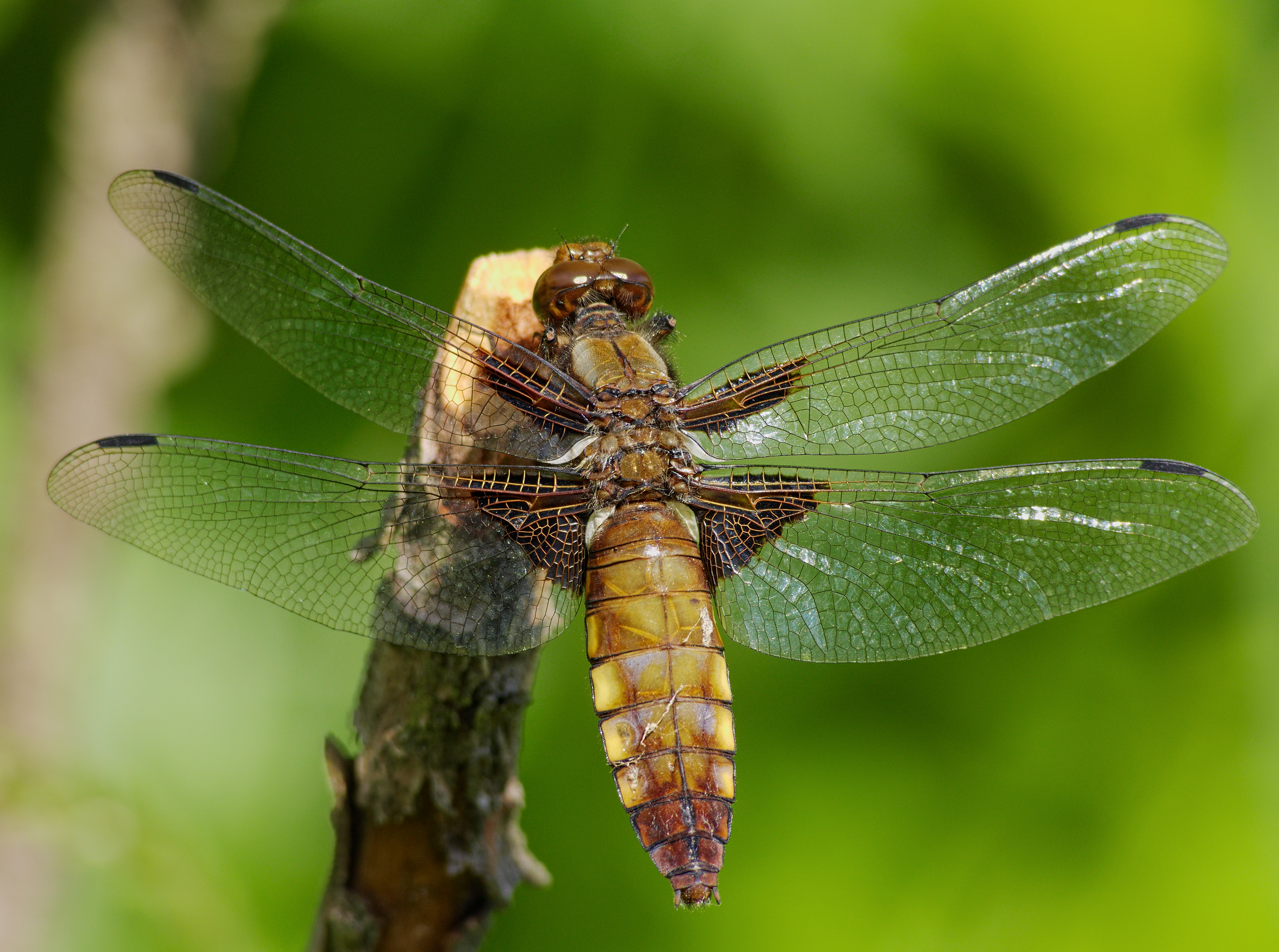
nőstény
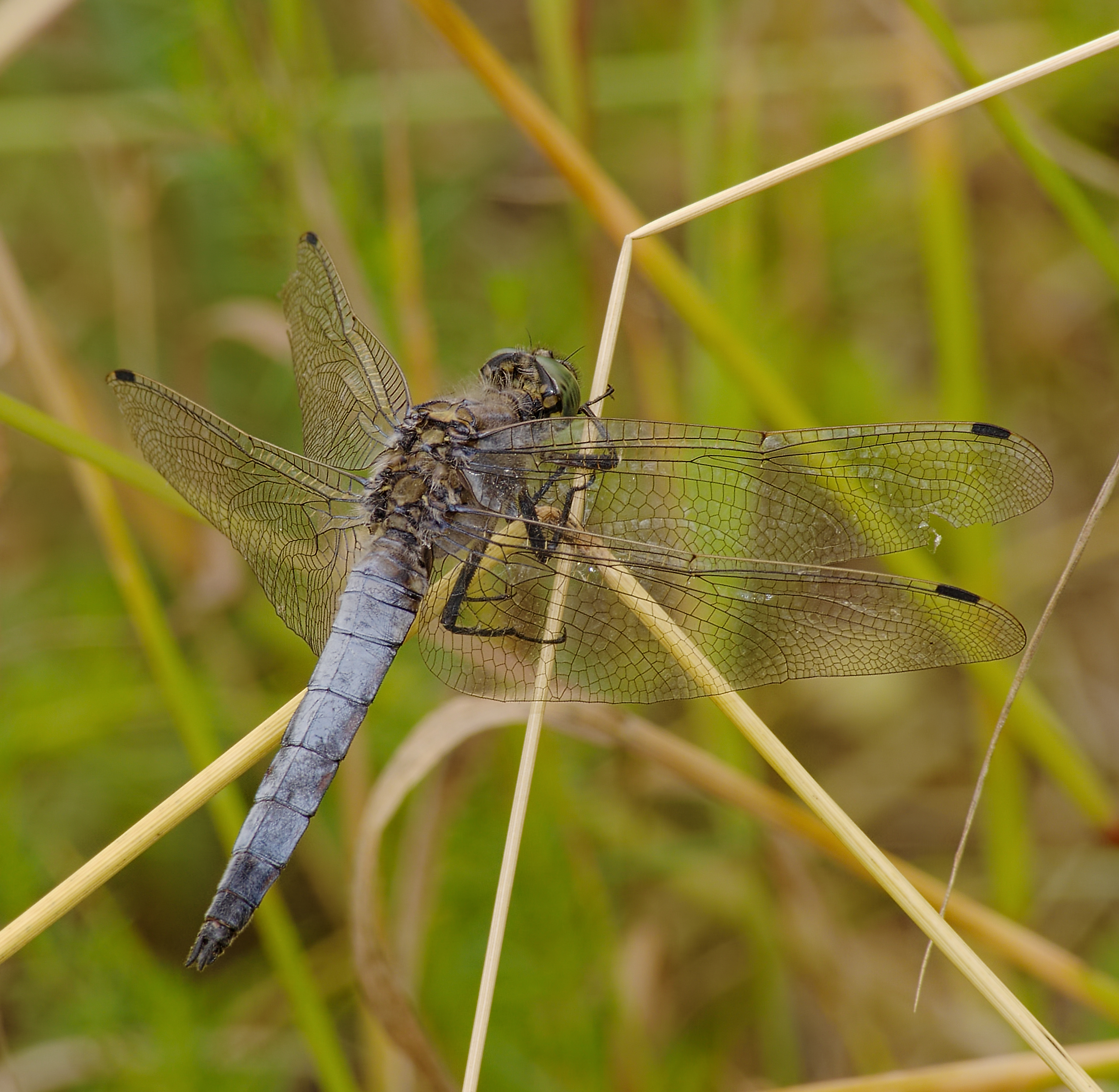
Vízi pásztor (Orthetrum cancellatum) hím
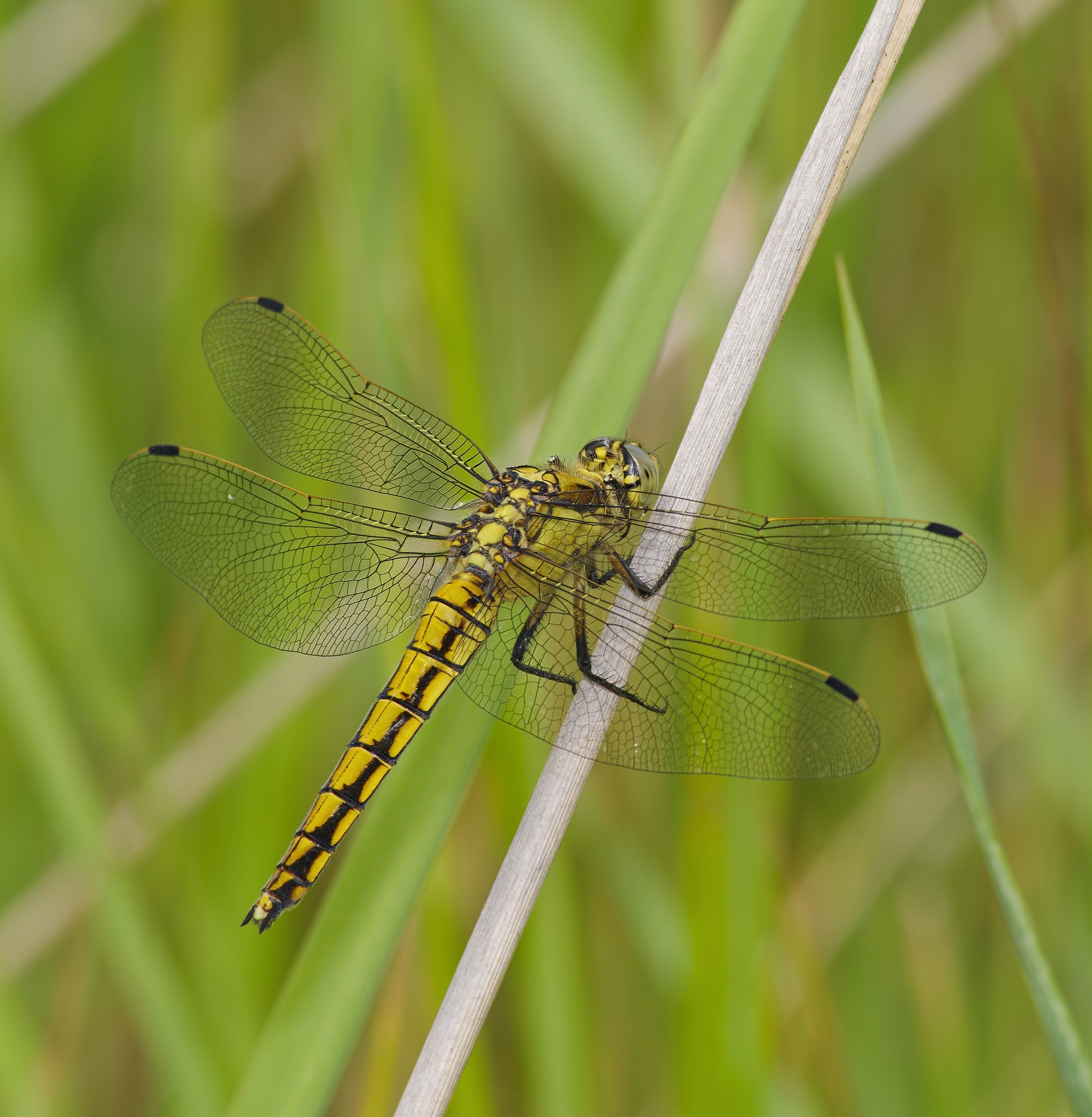
nőstény
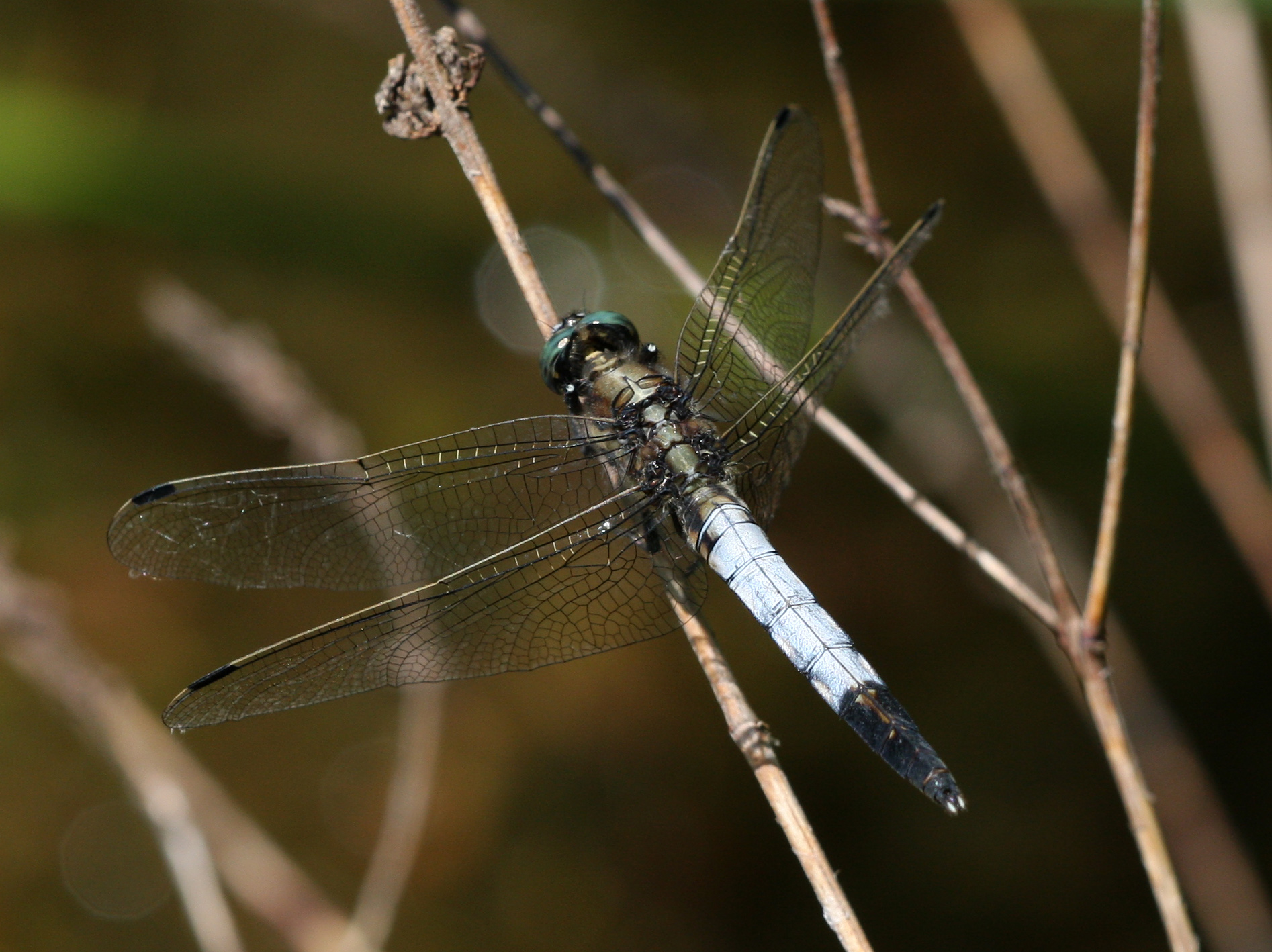
Fehér pásztor (Orthetrum albistylum) hím
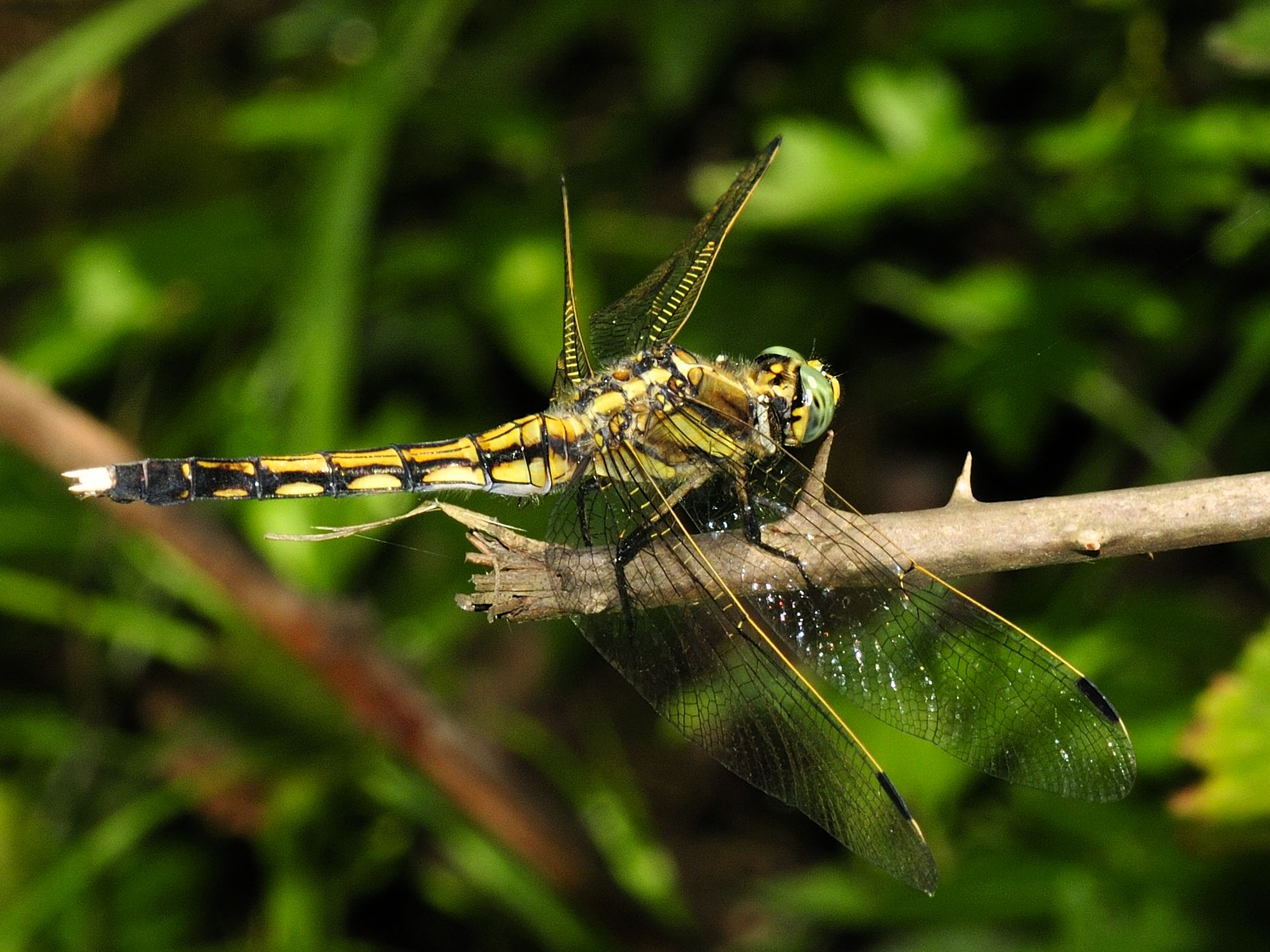
nőstény
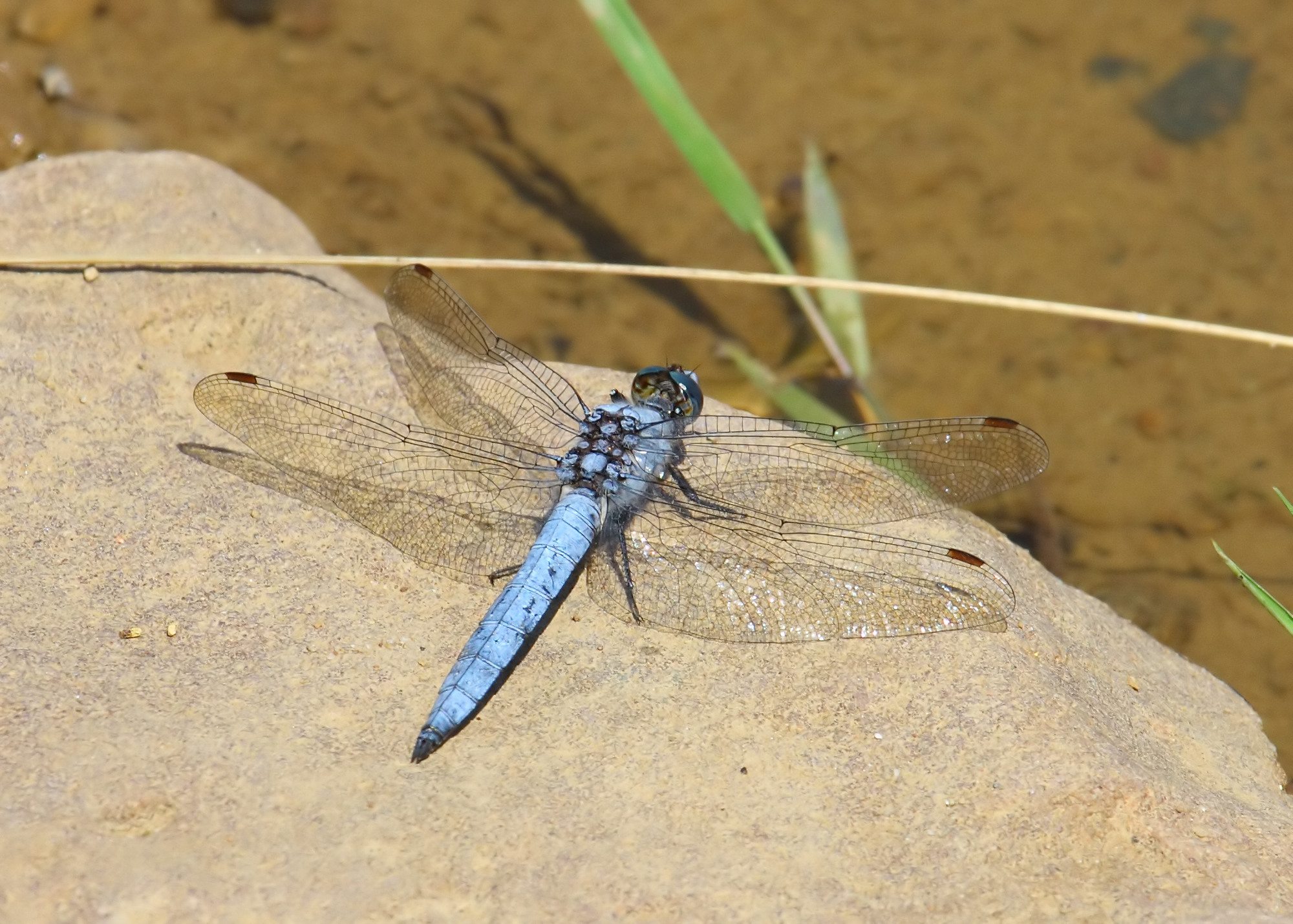
Pataki szitakötő (Orthetrum brunneum) hím
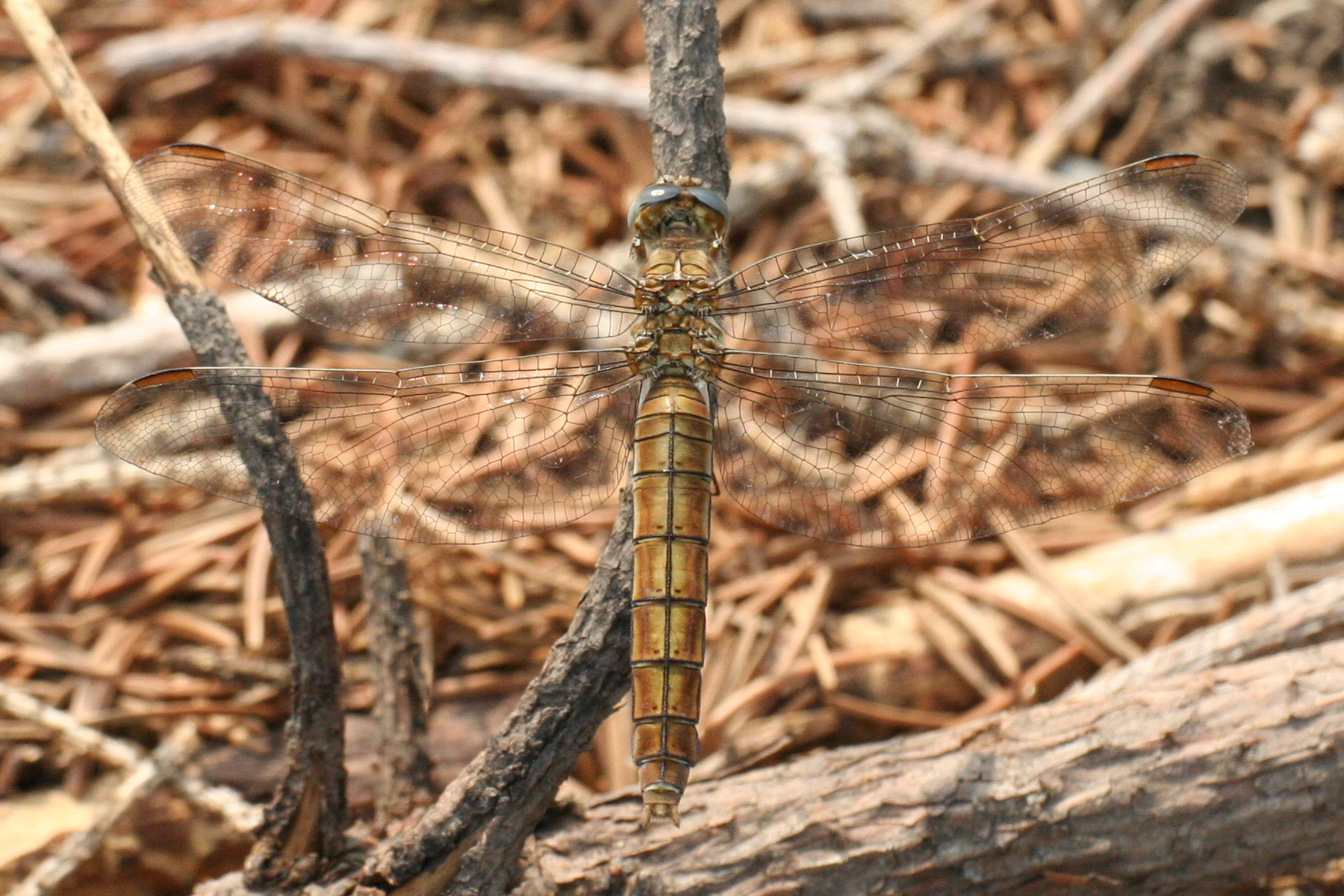
nőstény
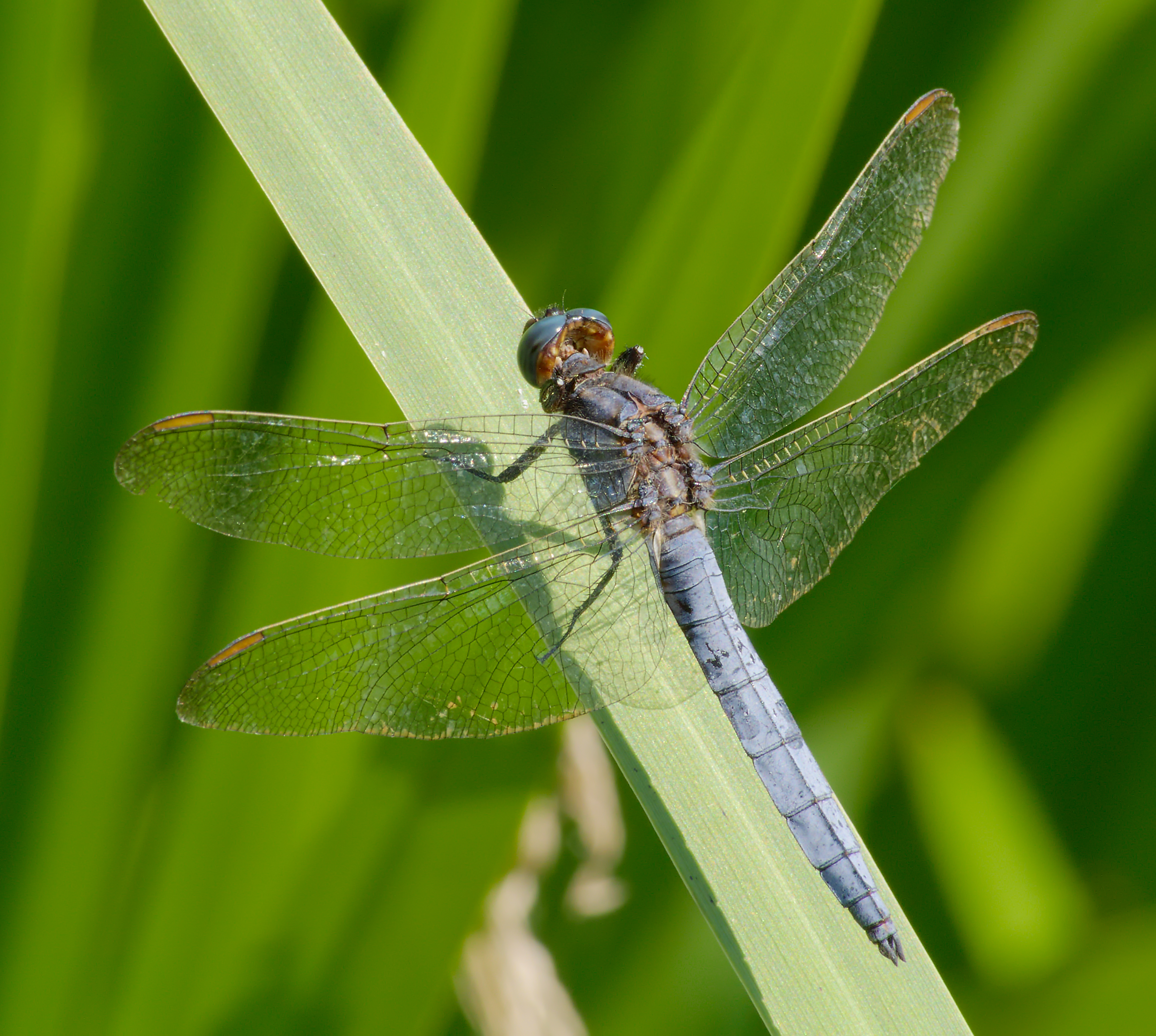
Kék pásztor (Orthetrum coerulescens) hím
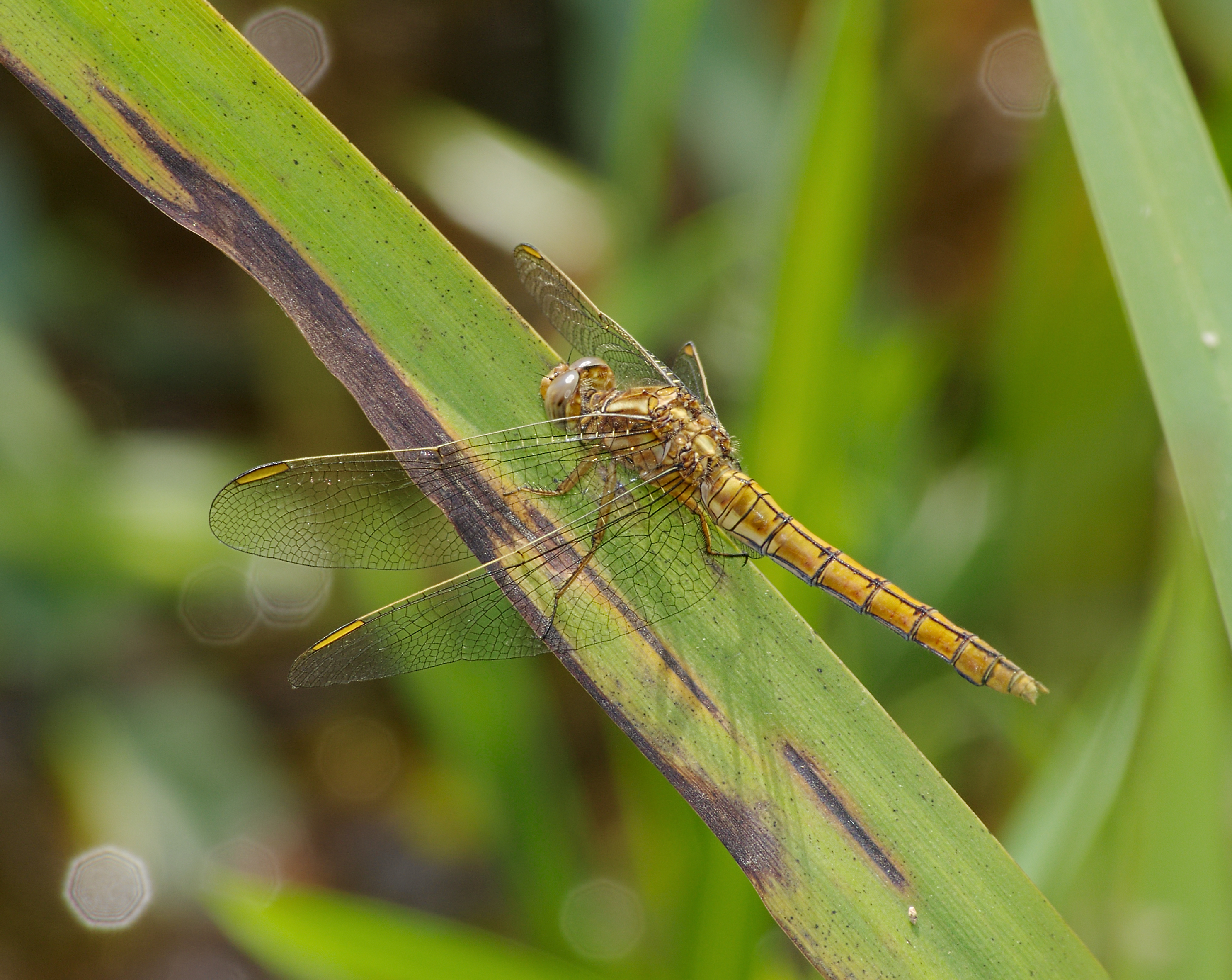
nőstény

##### Sympetrinaealcsaládja

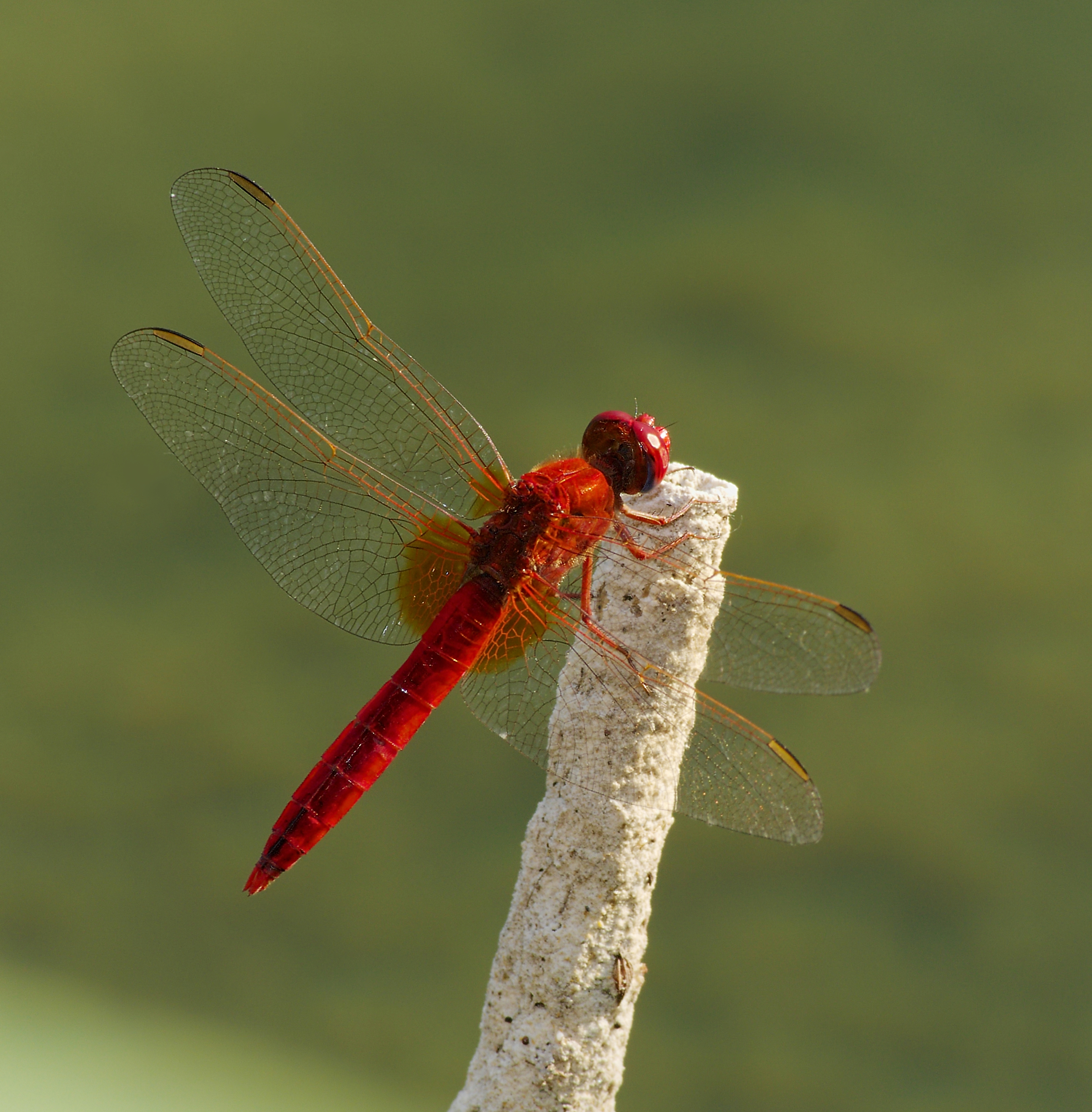
Déli szitakötő (Crocothemis erythraea) hím
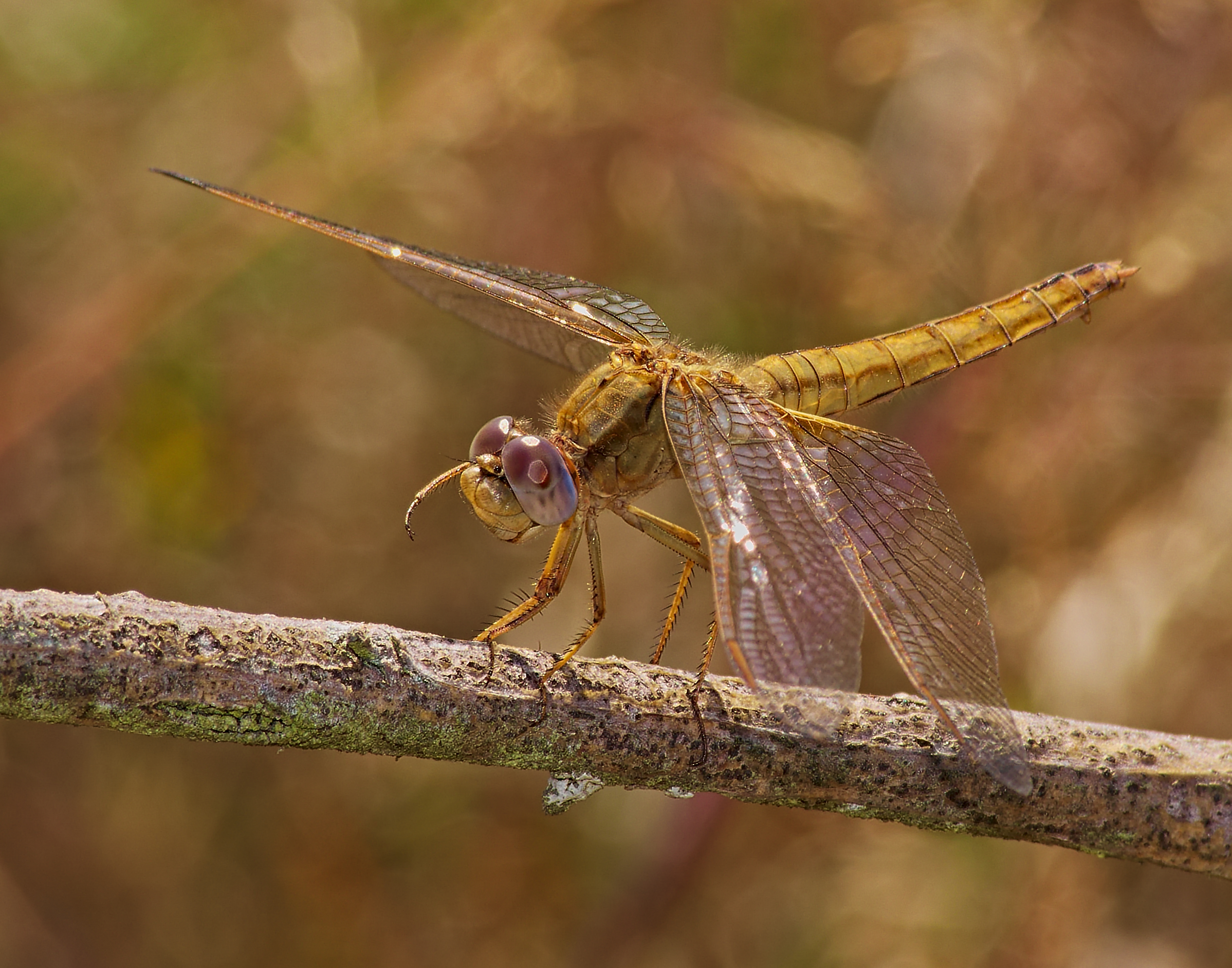
nőstény
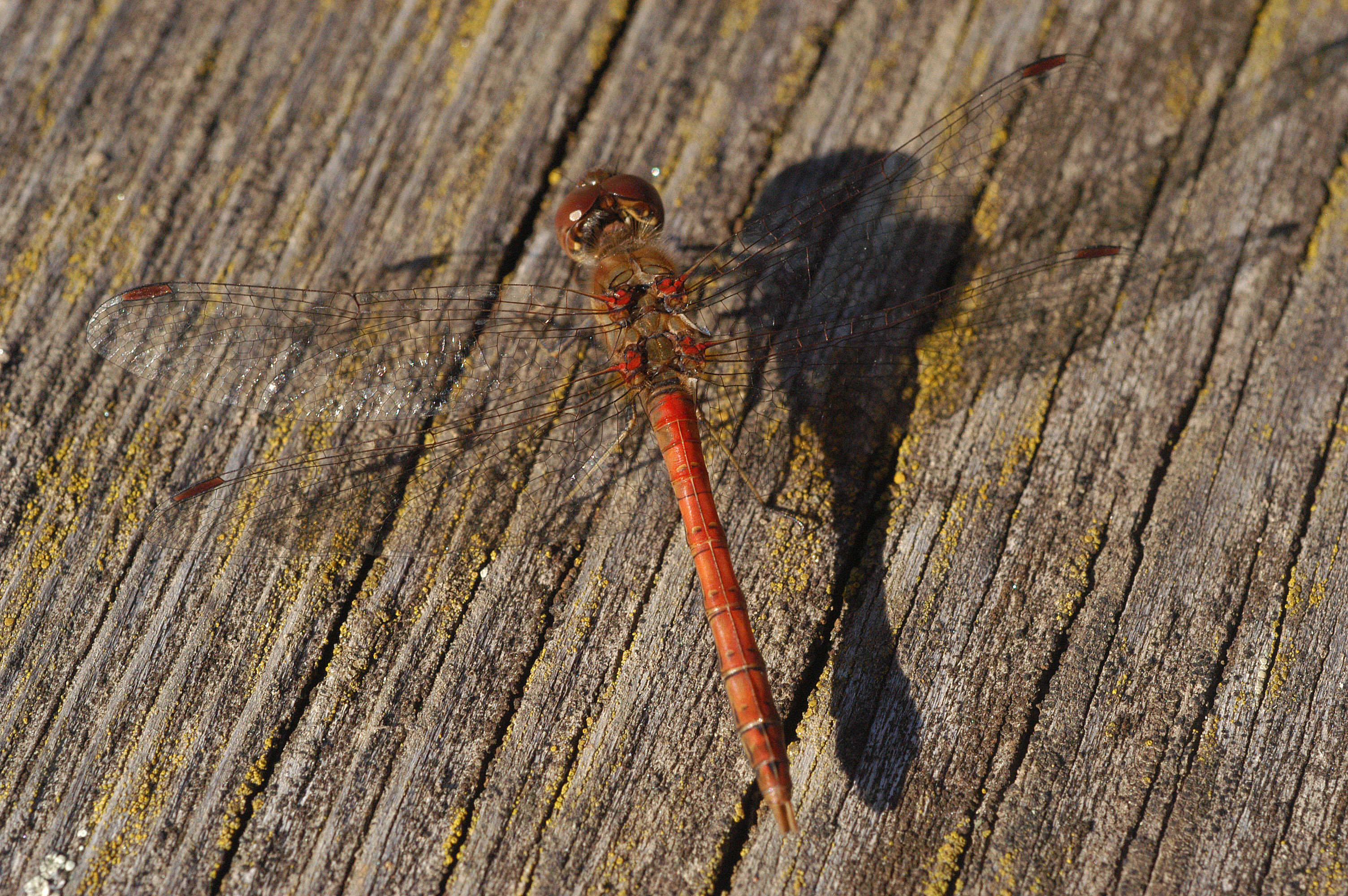
Gyakori szitakötő (Sympetrum striolatum) hím
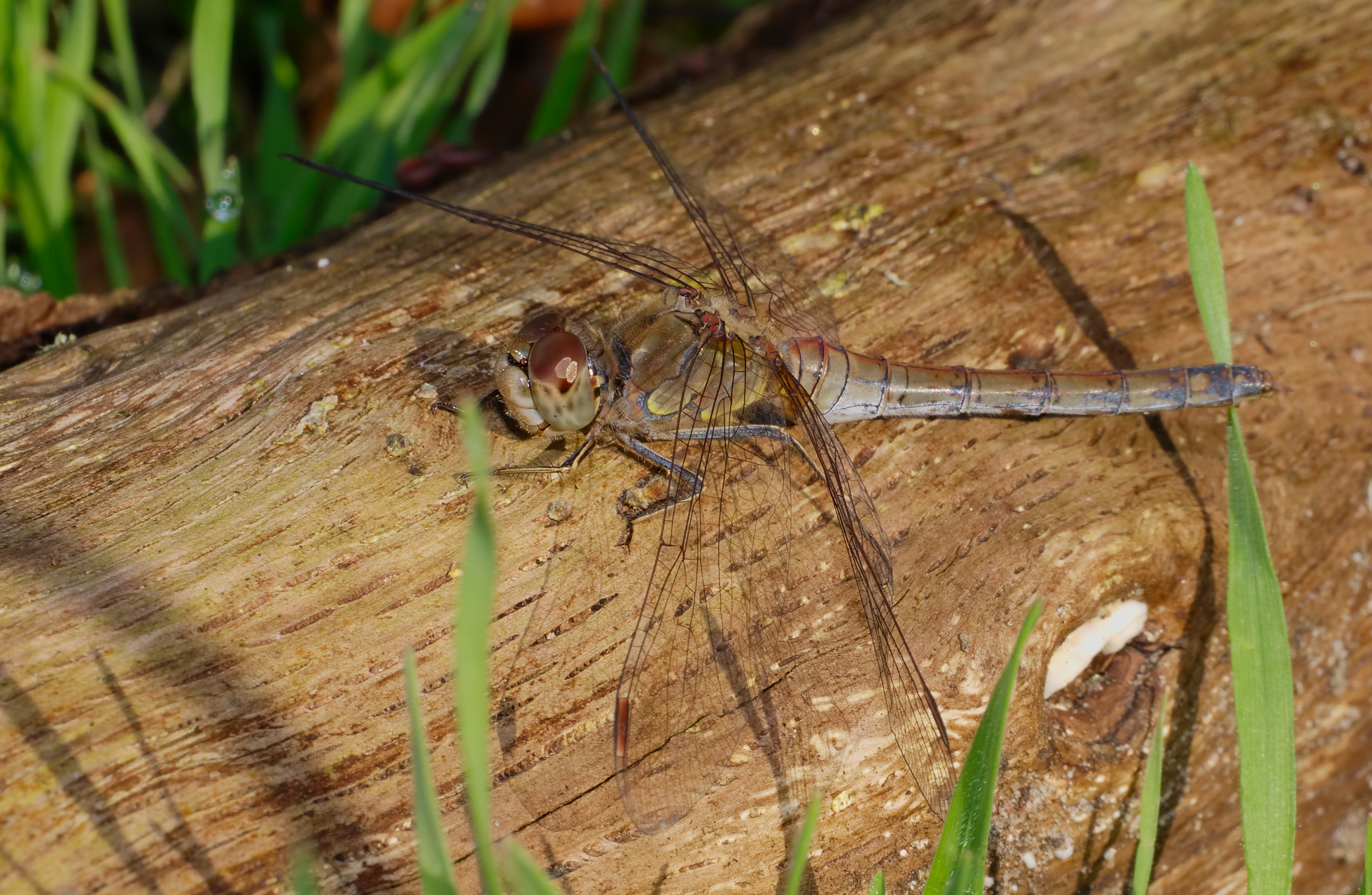
nőstény
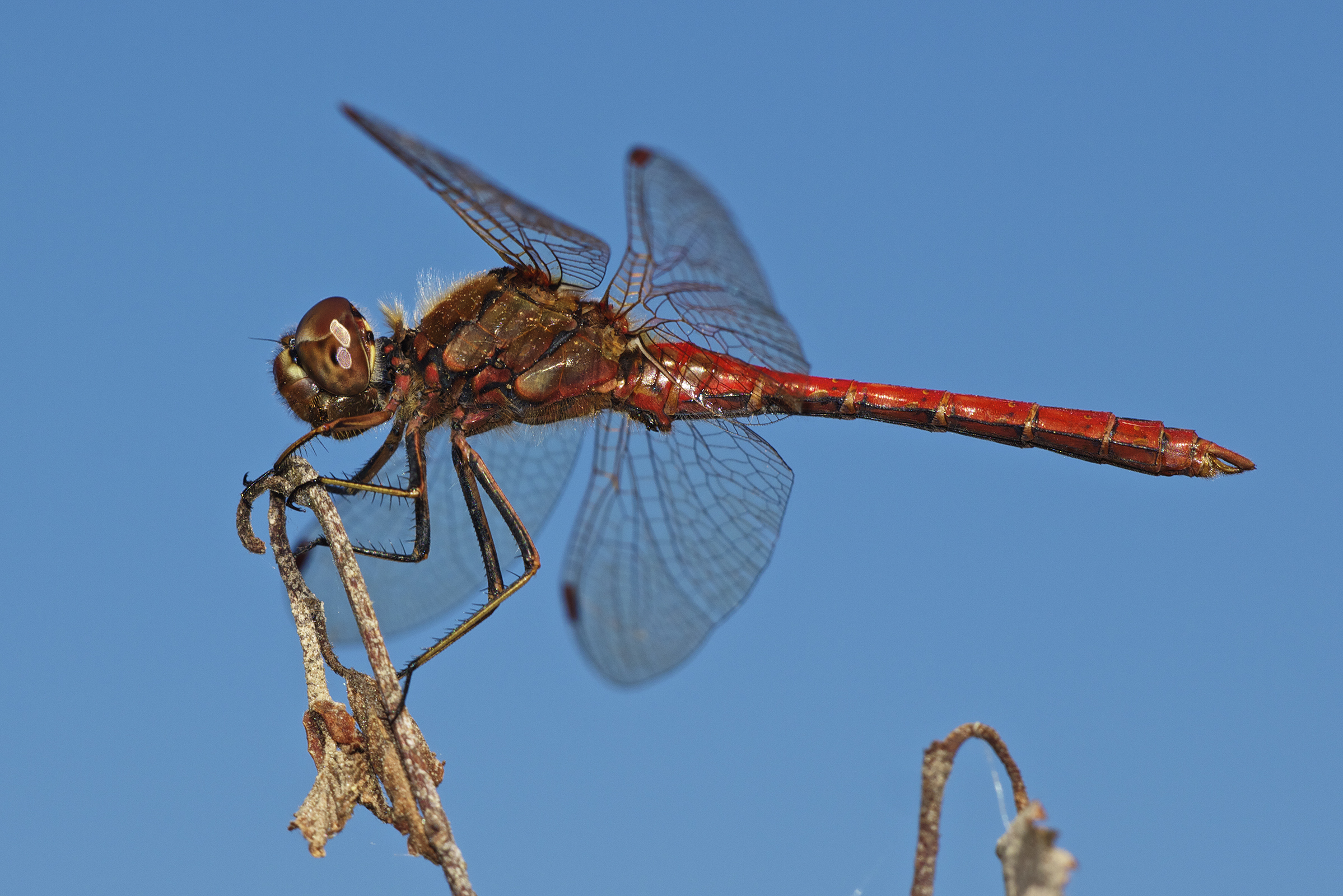
Közönséges szitakötő (Sympetrum vulgatum) hím
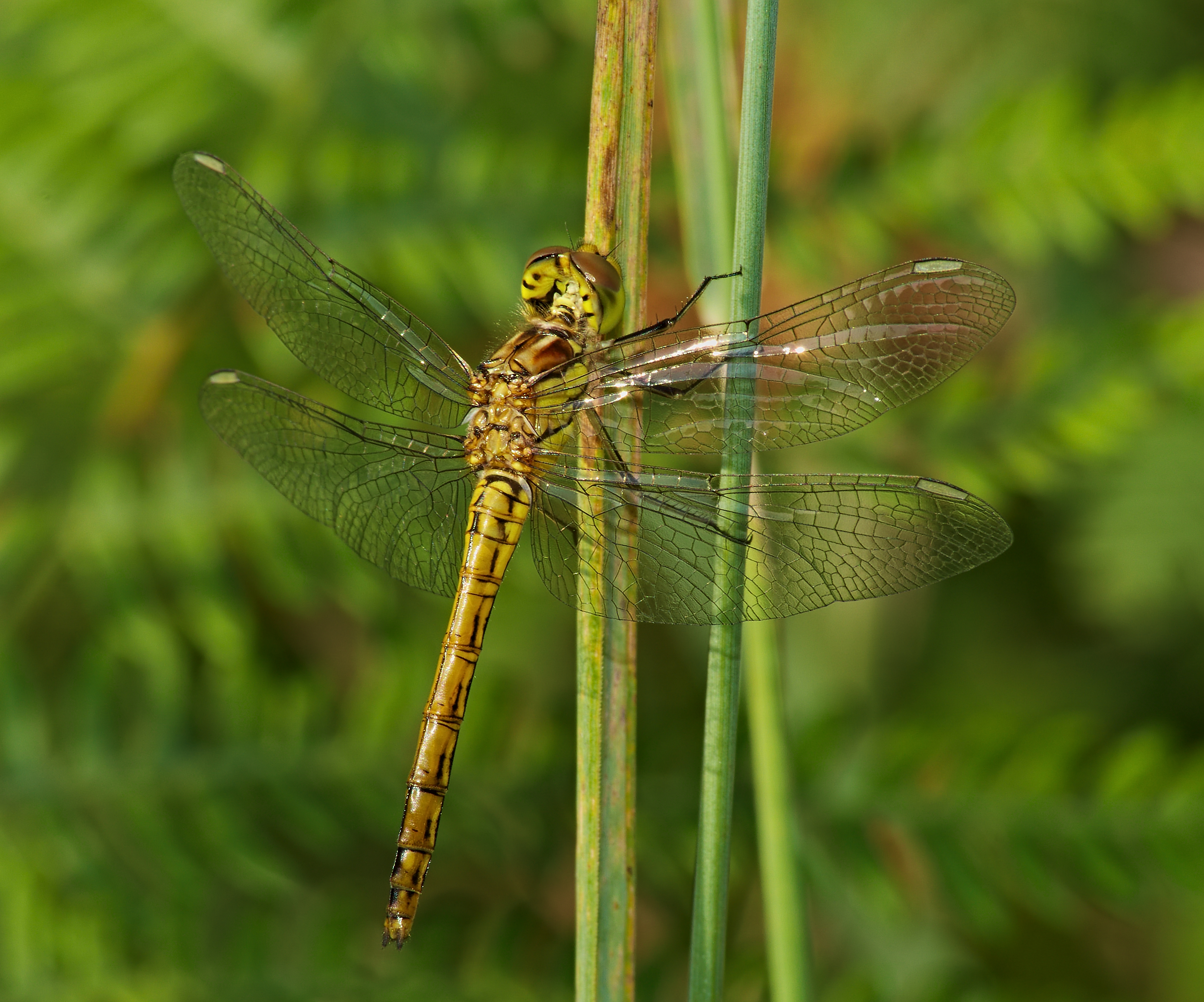
nőstény
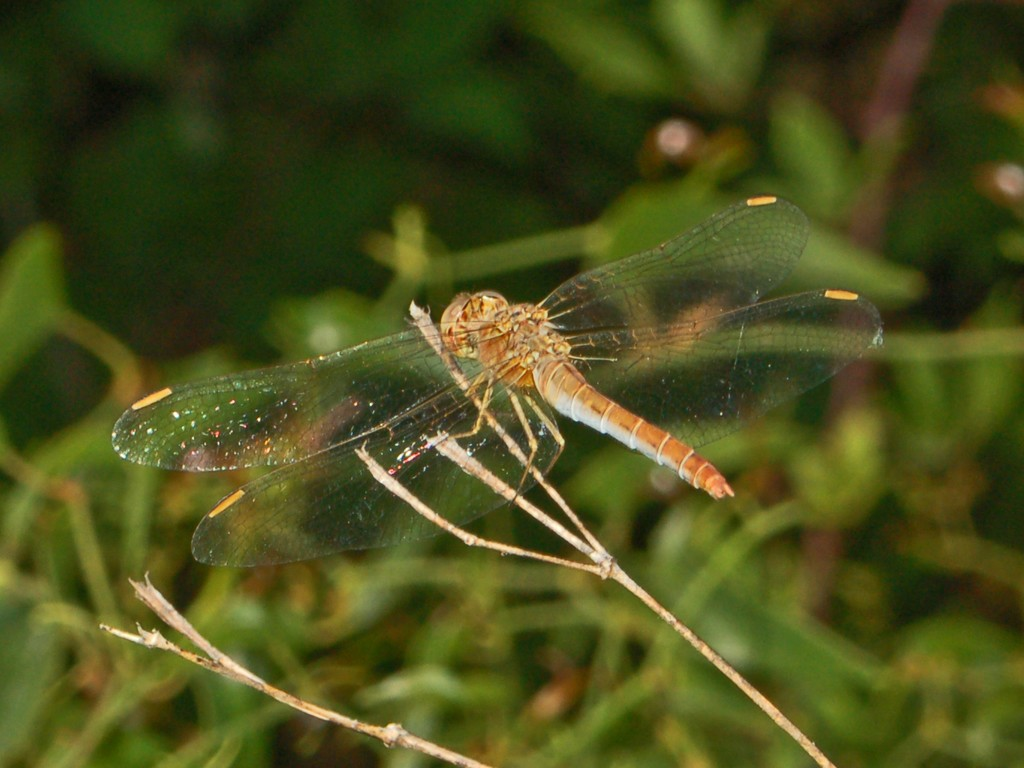
Sárgatorú szitakötő (Sympetrum meridionale) nőstény
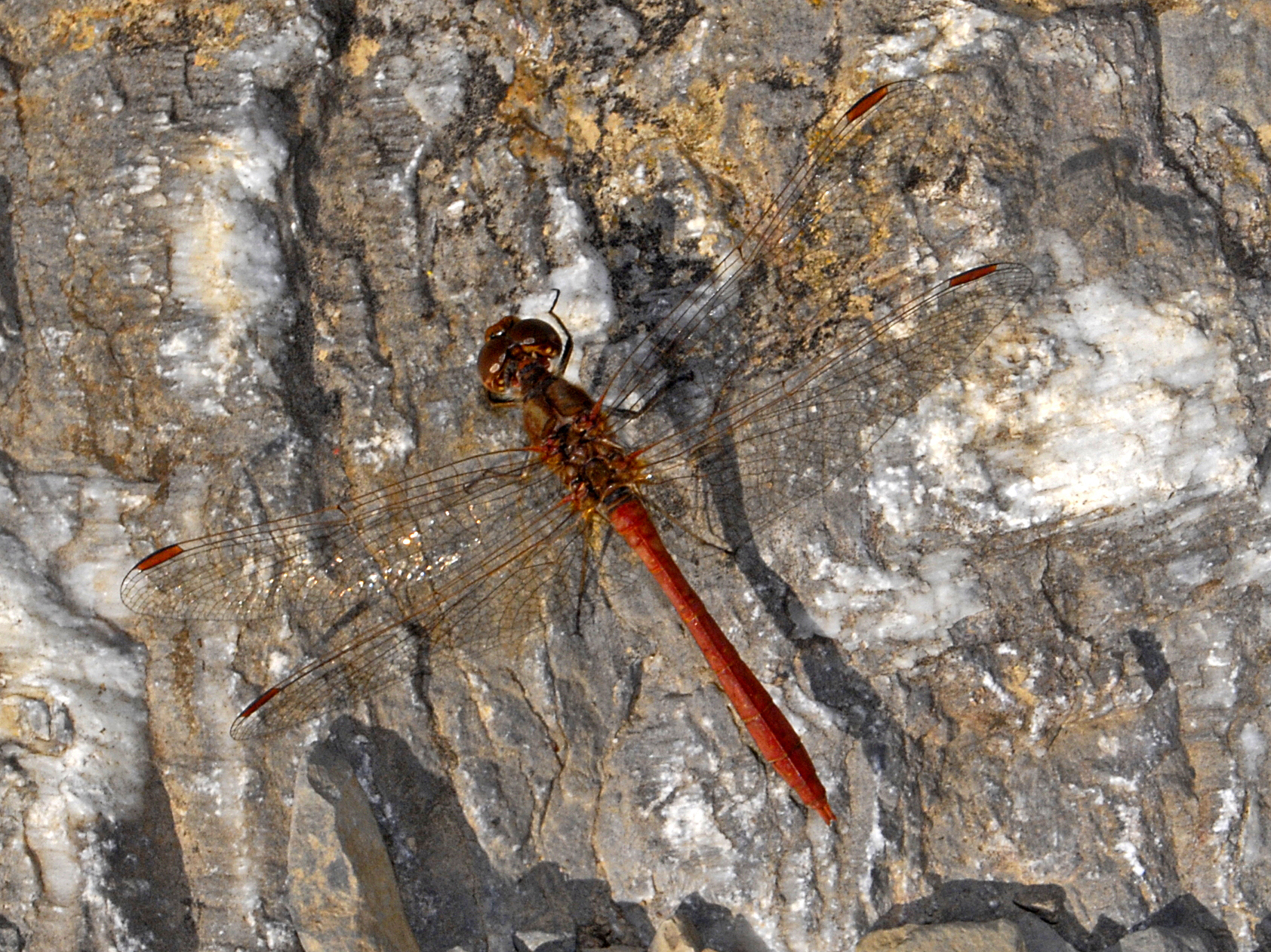
hím
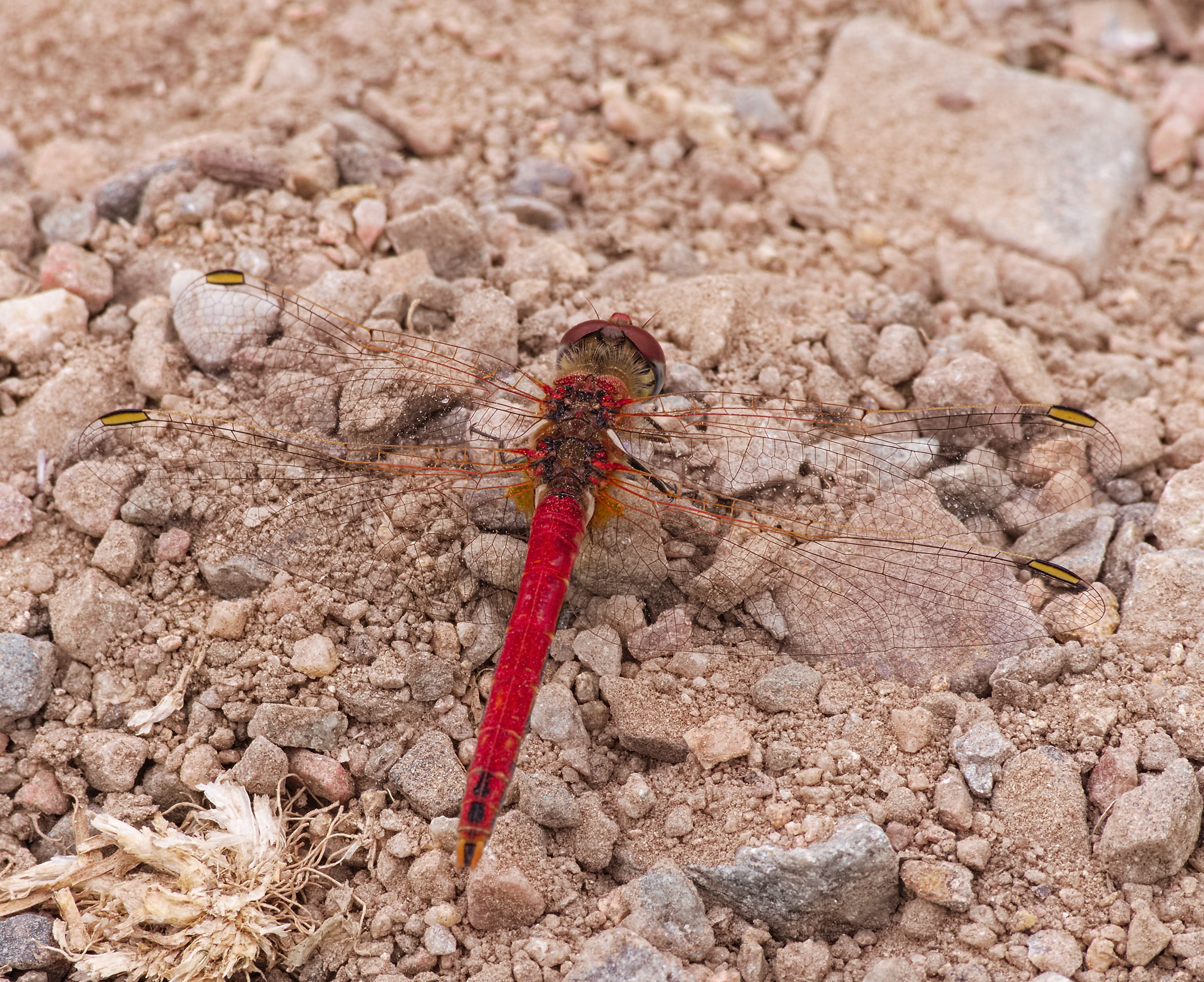
Atkás szitakötő (Sympetrum fonscolombei) hím
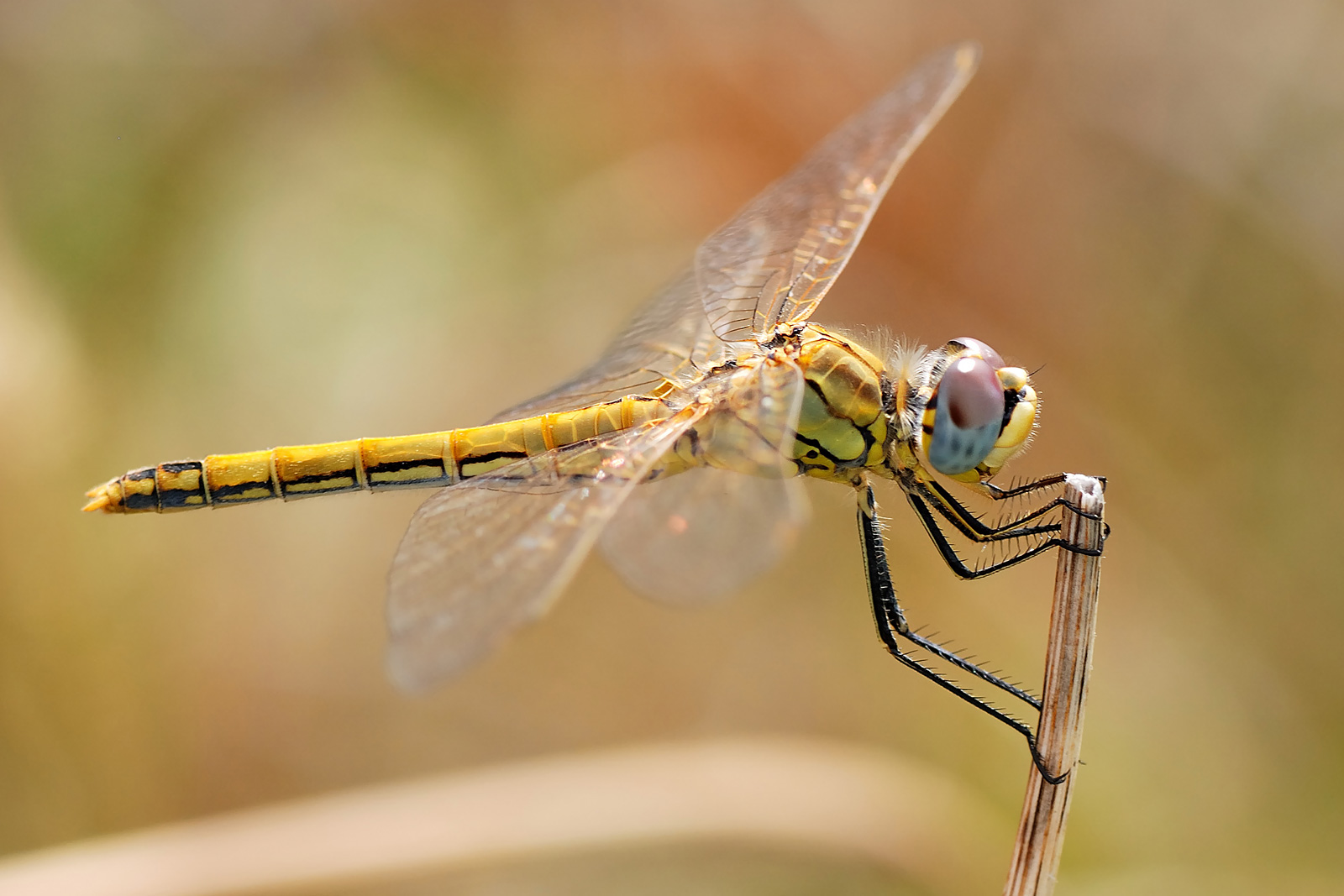
nőstény
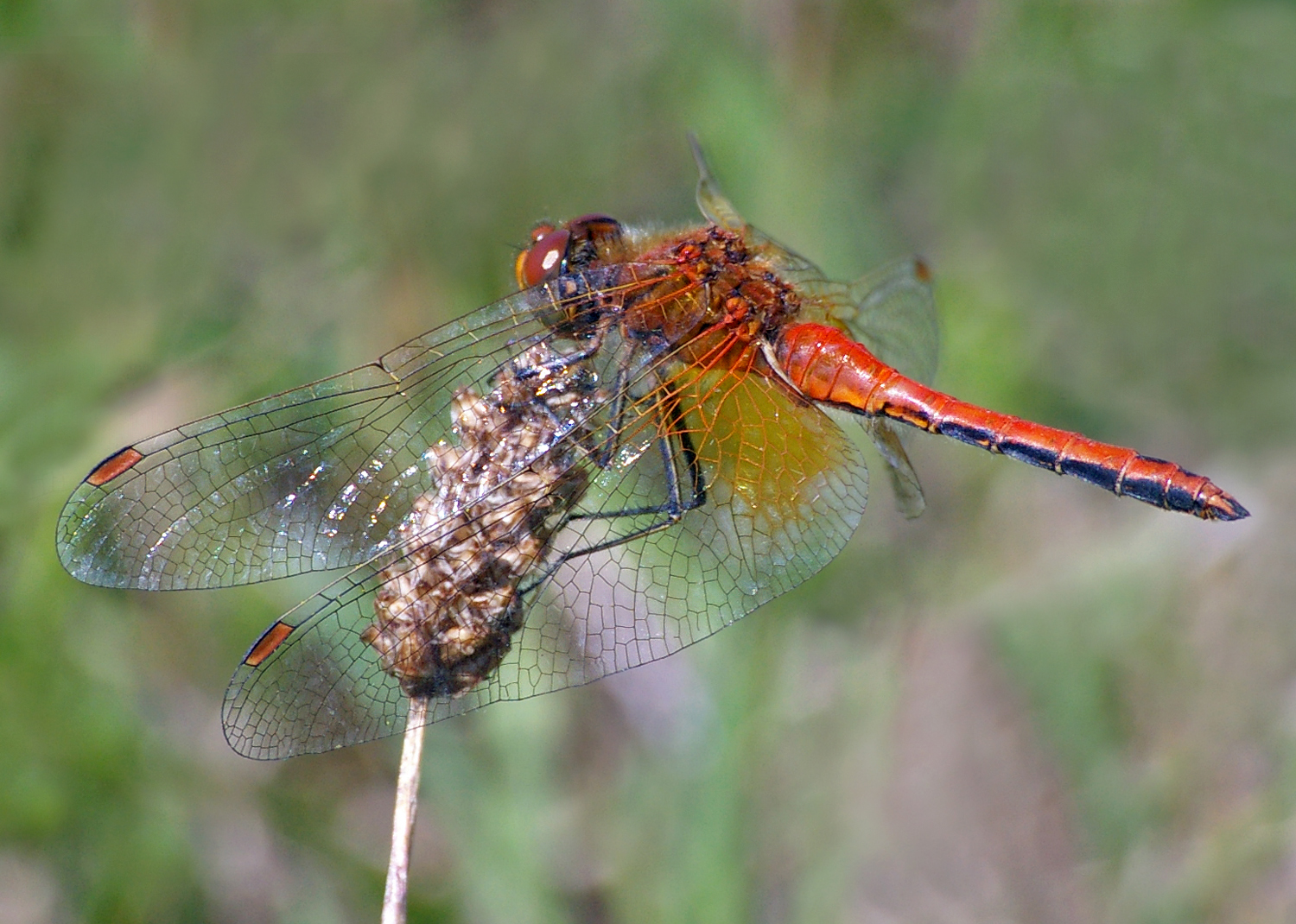
Útszéli szitakötő (Sympetrum flaveolum) hím
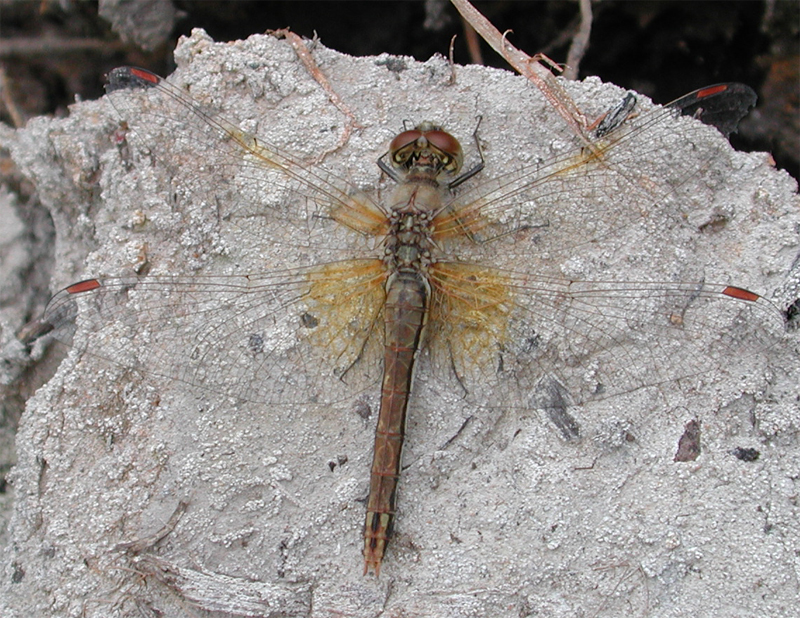
nőstény
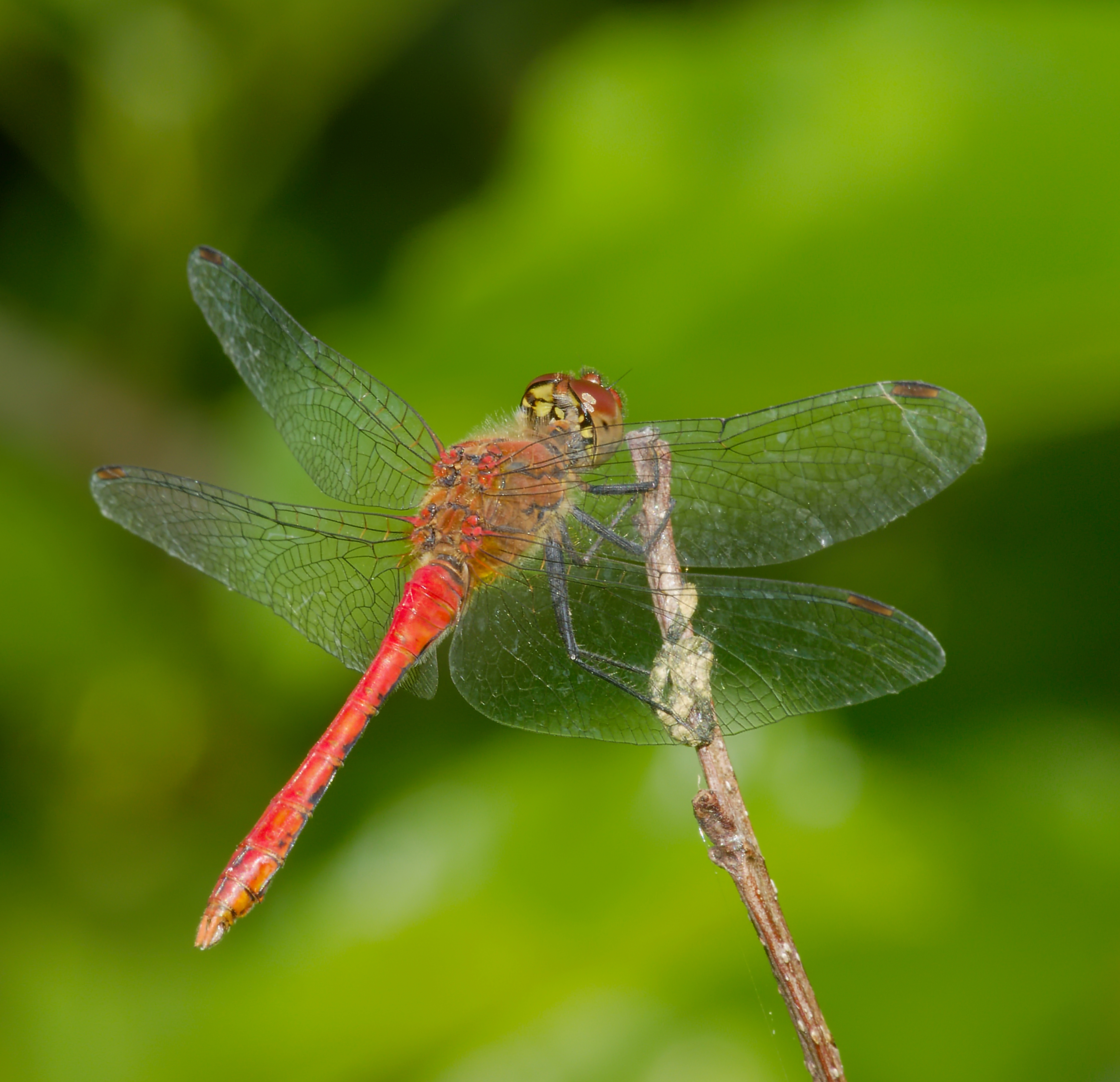
Alföldi szitakötő (Sympetrum sanguineum) hím
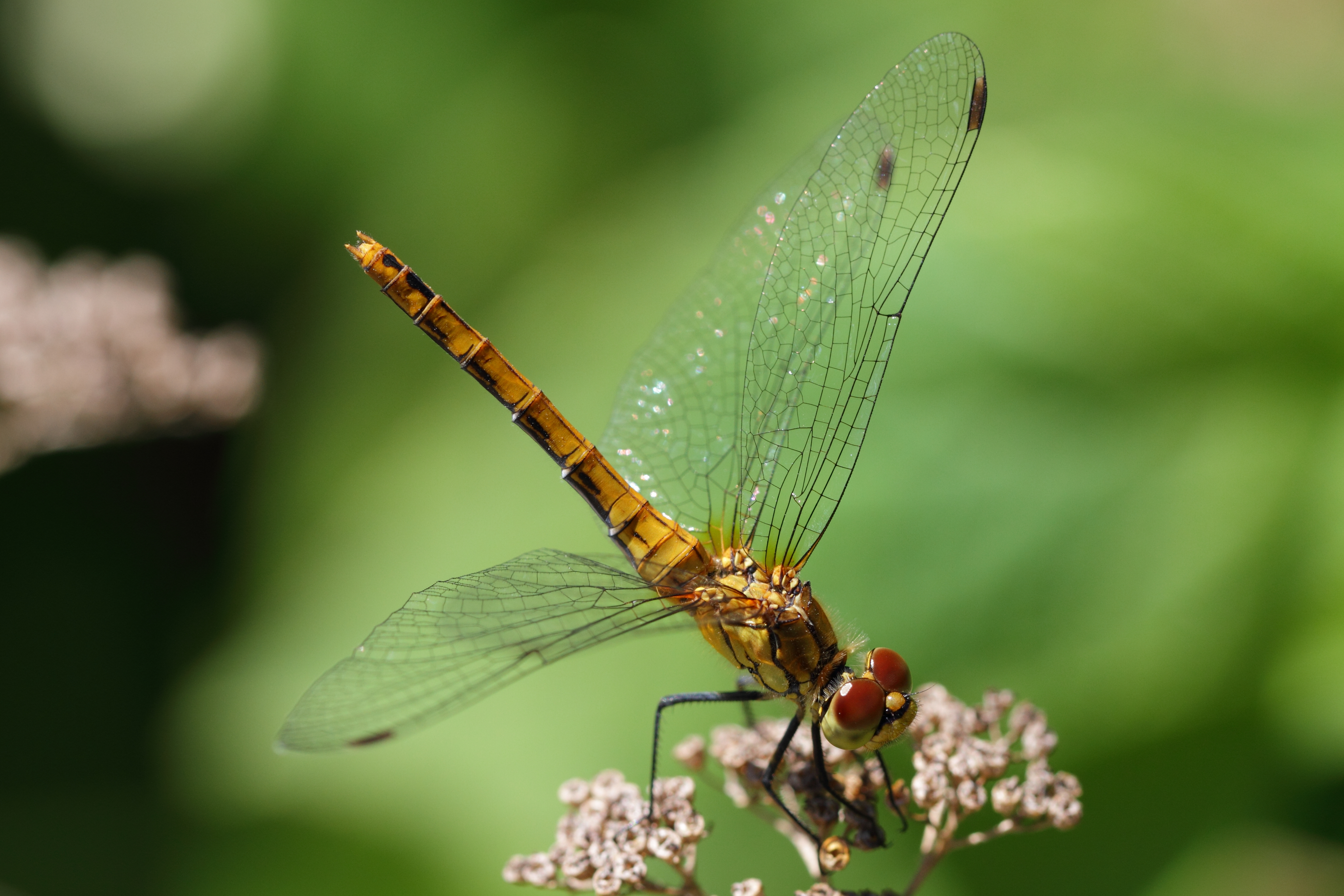
nőstény
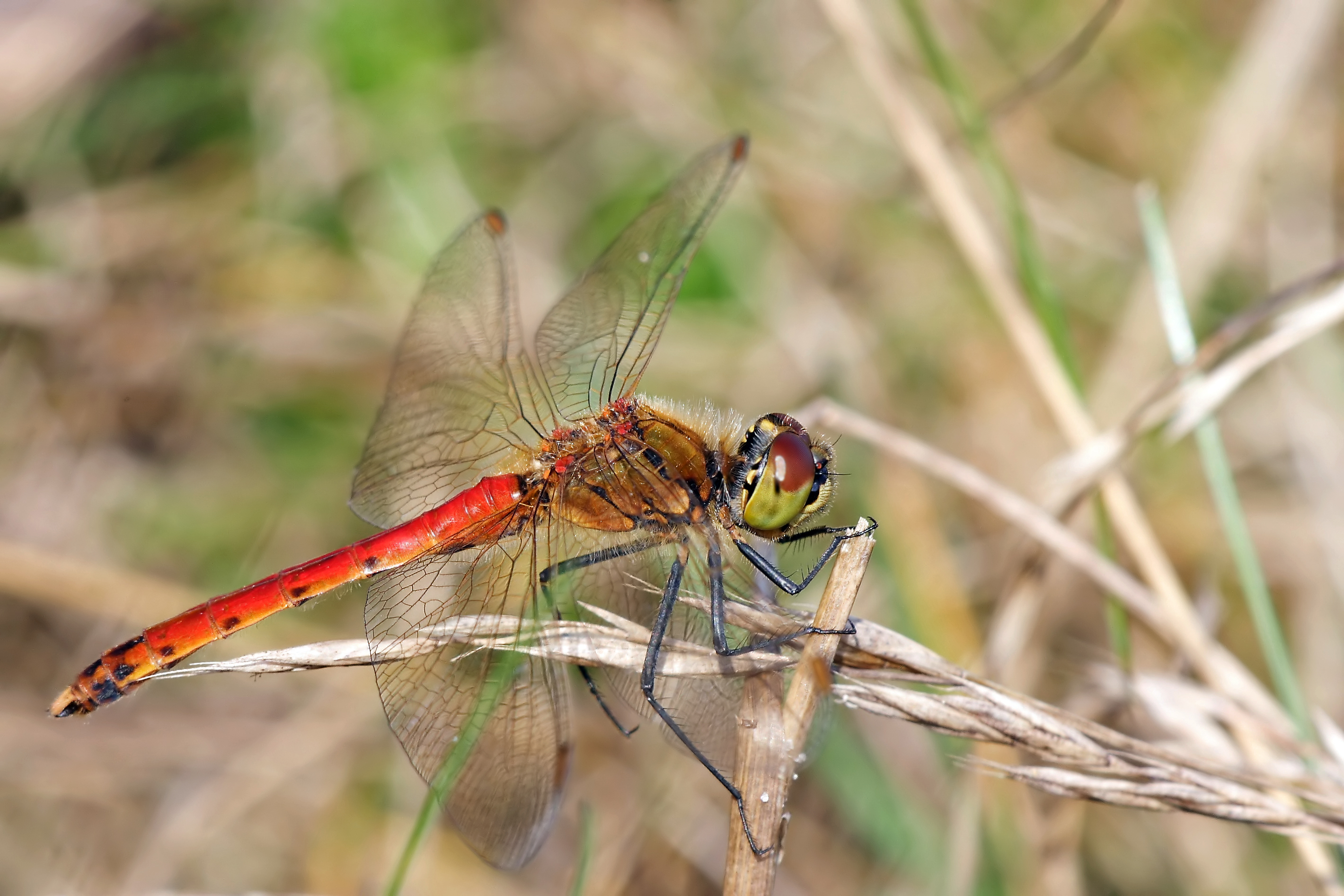
Lassú szitakötő (Sympetrum depressiusculum) hím
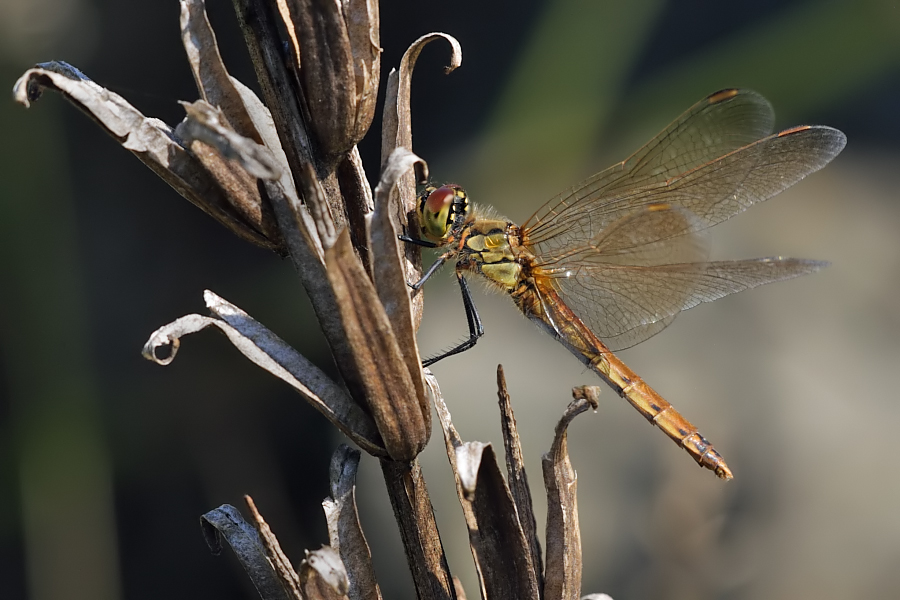
nőstény
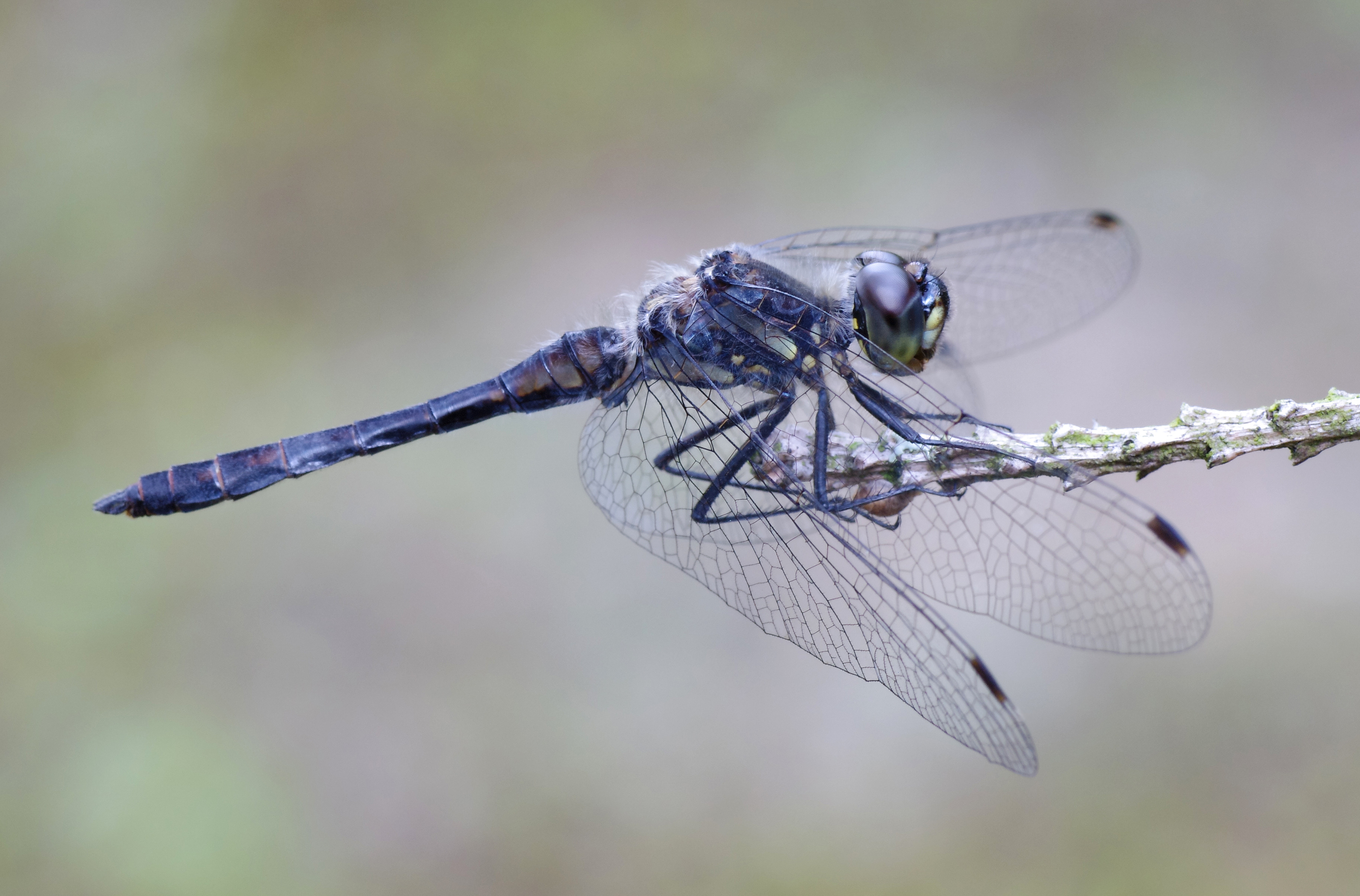
Fekete szitakötő (Sympetrum danae) hím
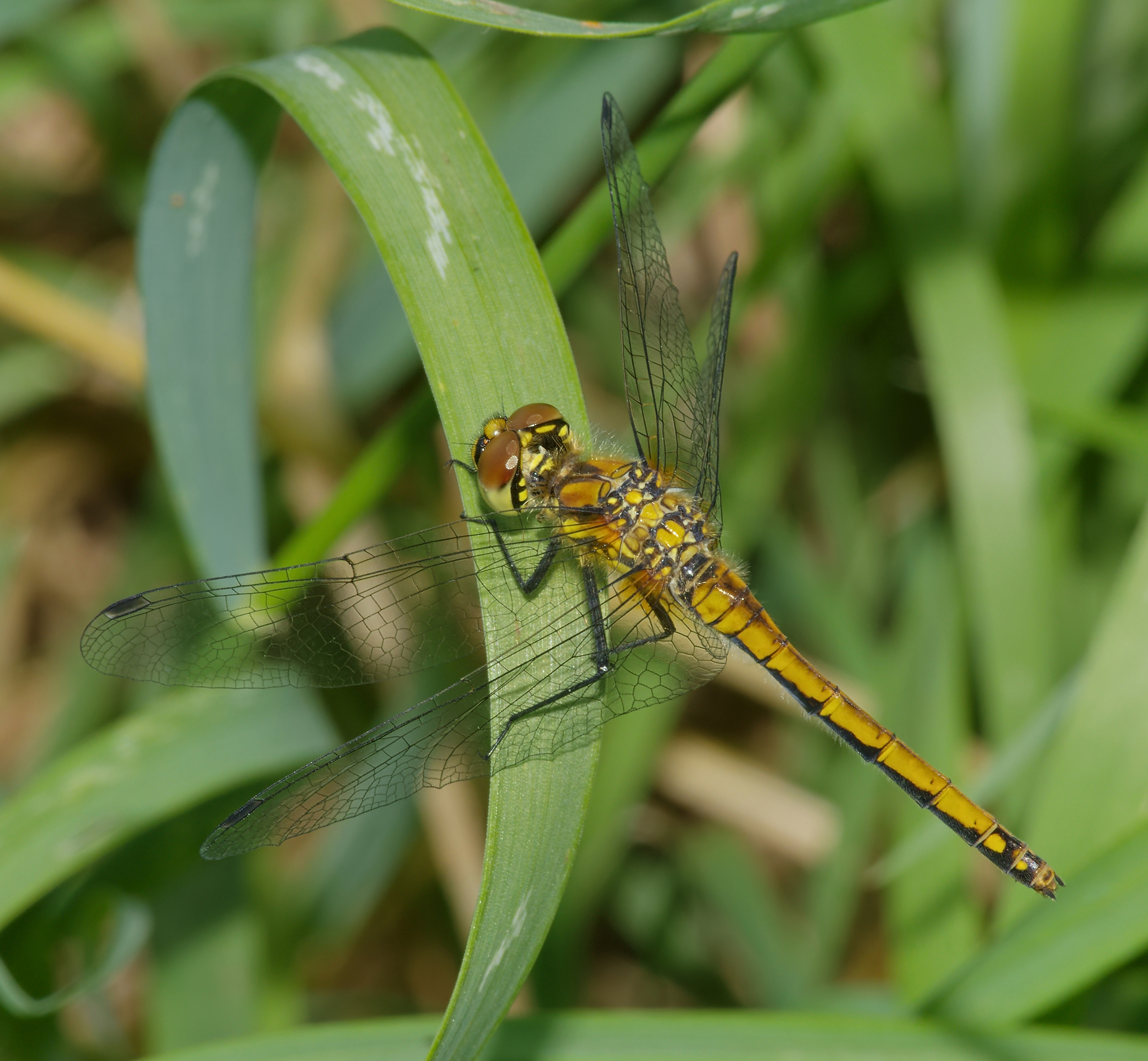
nőstény
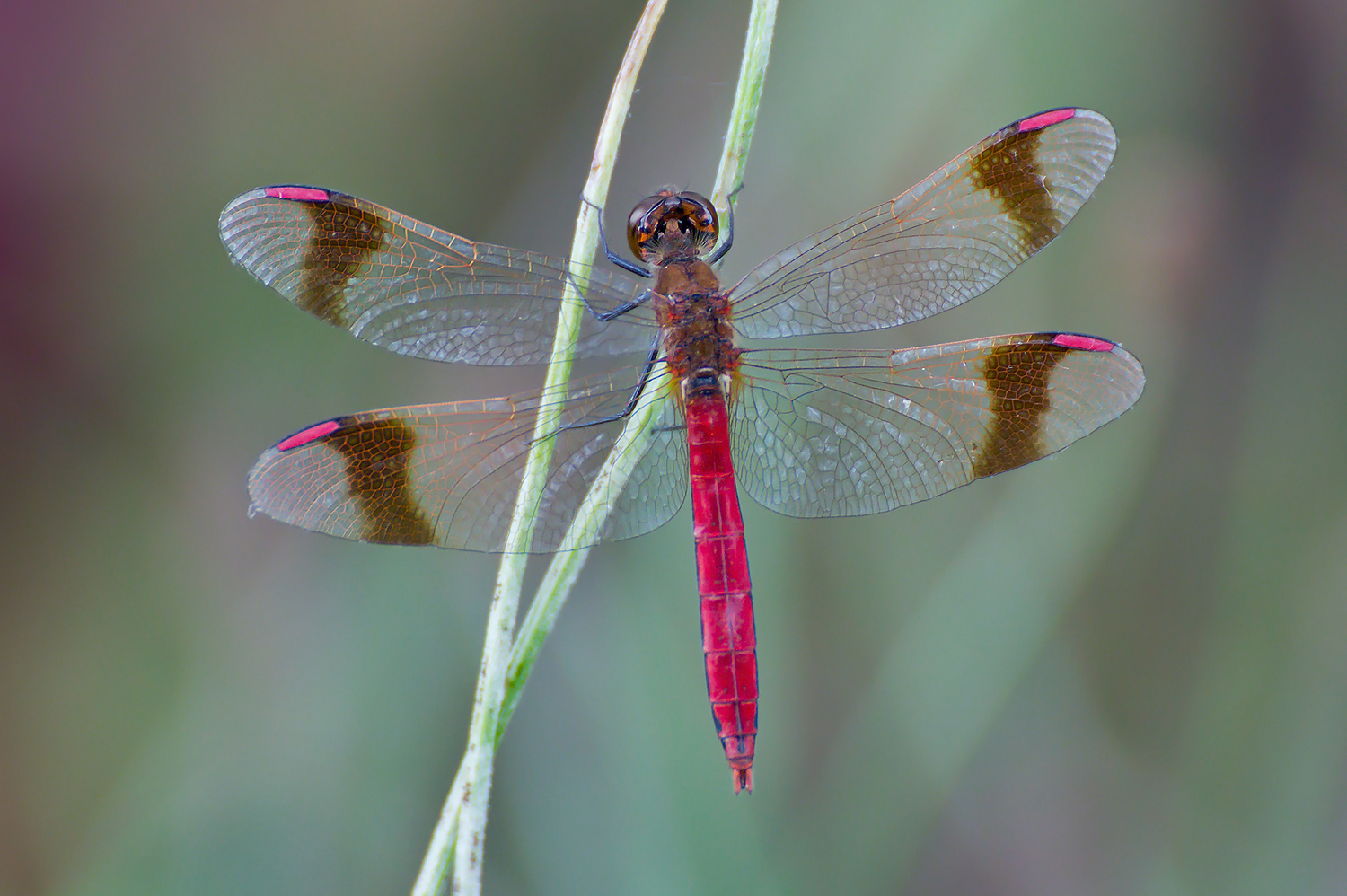
Szalagos szitakötő (Sympetrum pedemontanum) hím
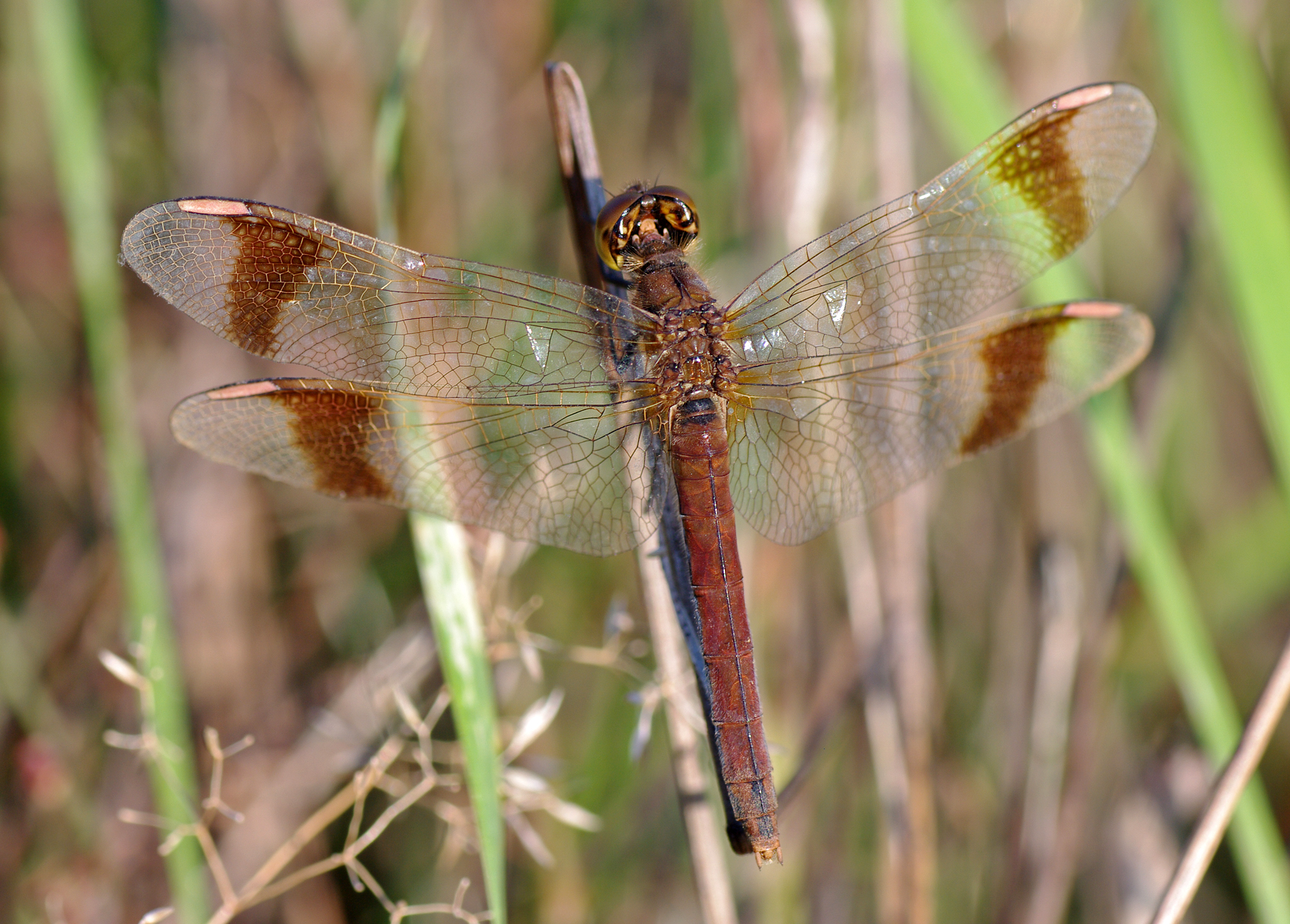
nőstény

##### Leucorehiniinaealcsaládja

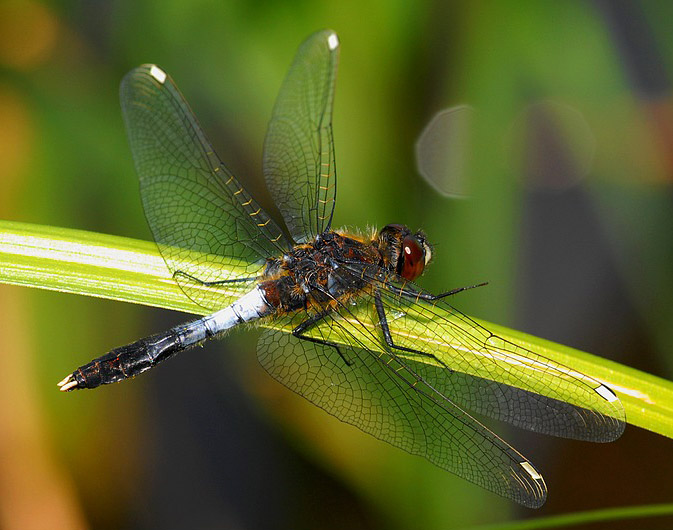
Tócsaszitakötő (Leucorrhinia caudalis) hím
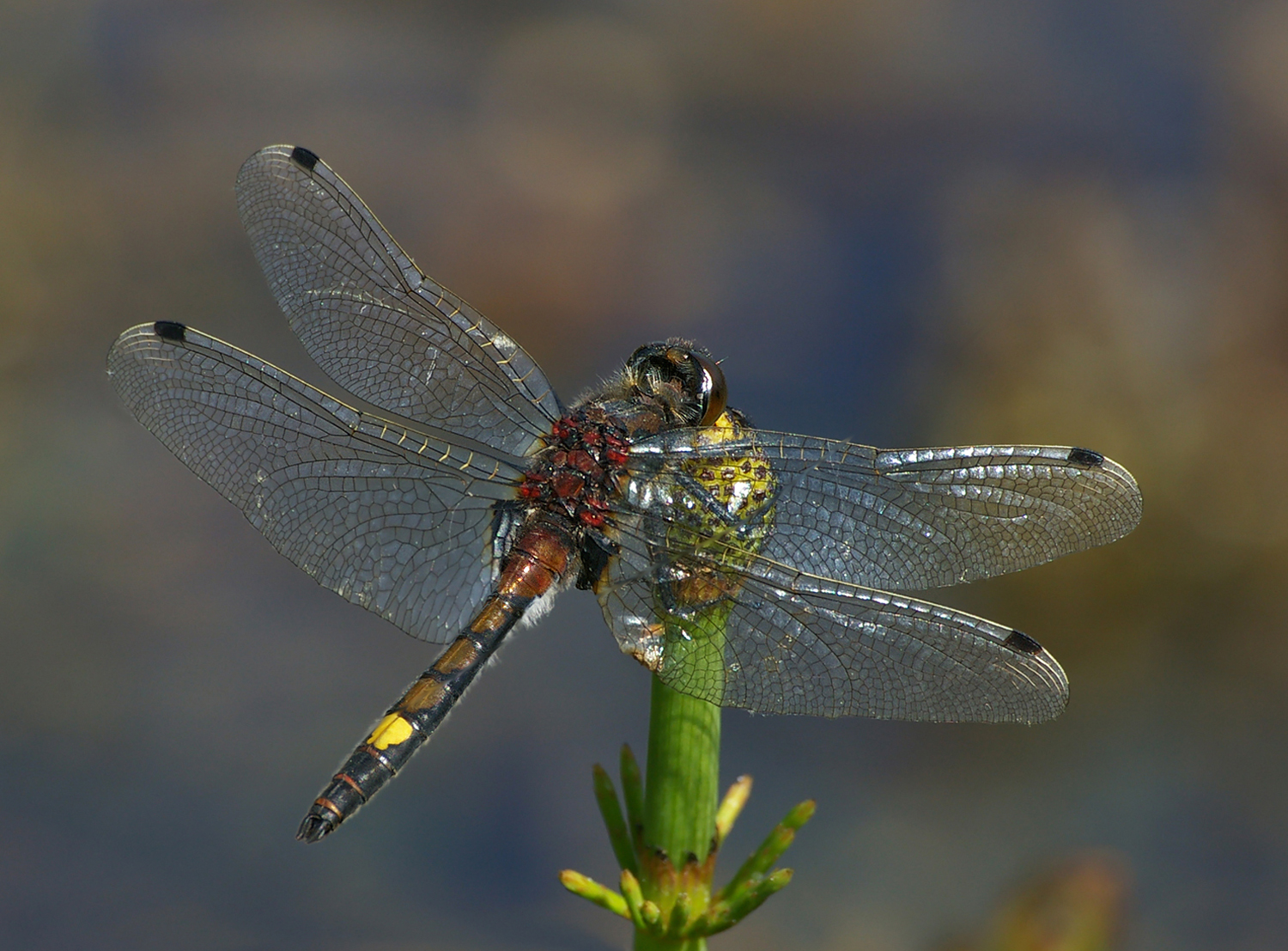
Lápi szitakötő (Leucorrhinia pectoralis) hím
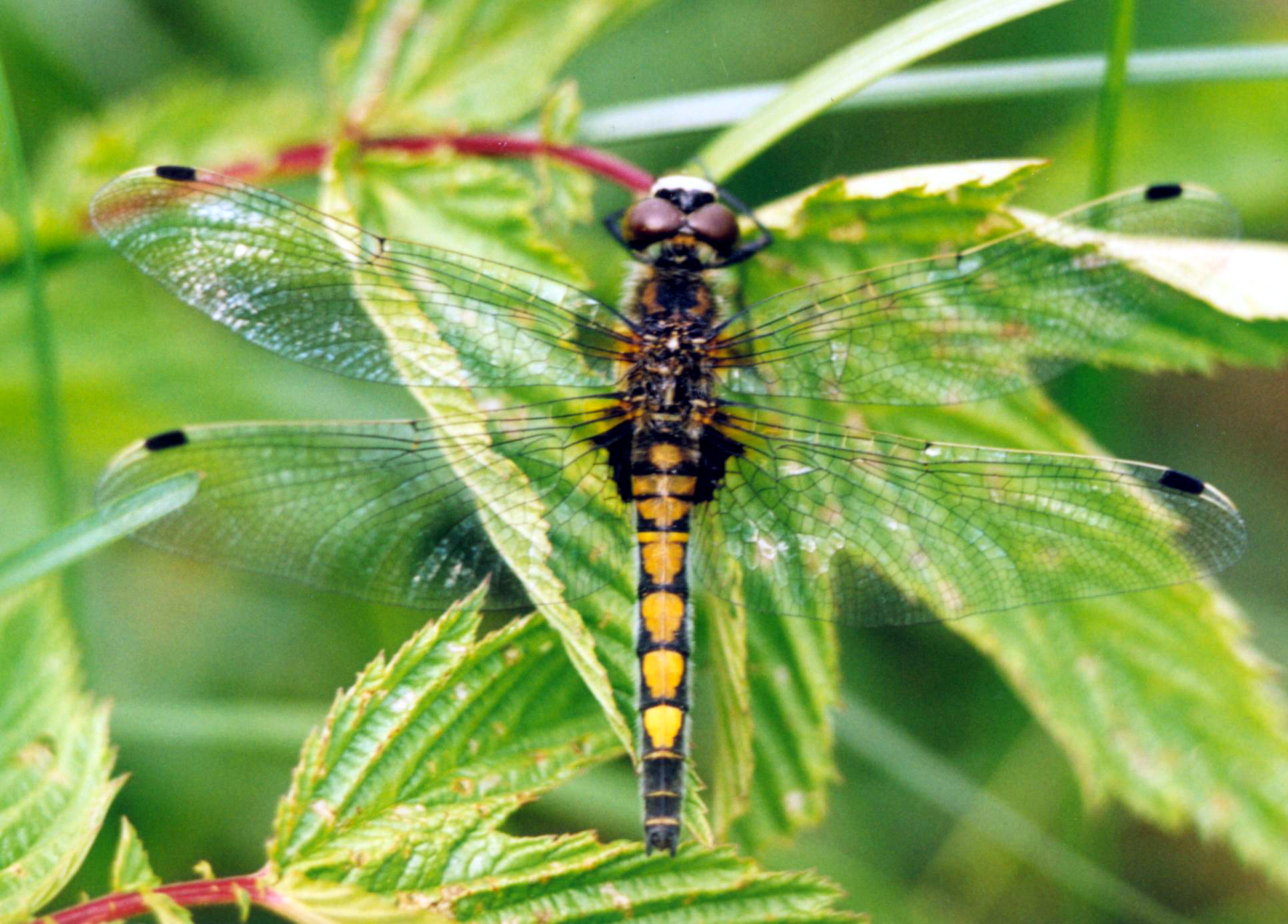
nőstény